# 乔治·桑

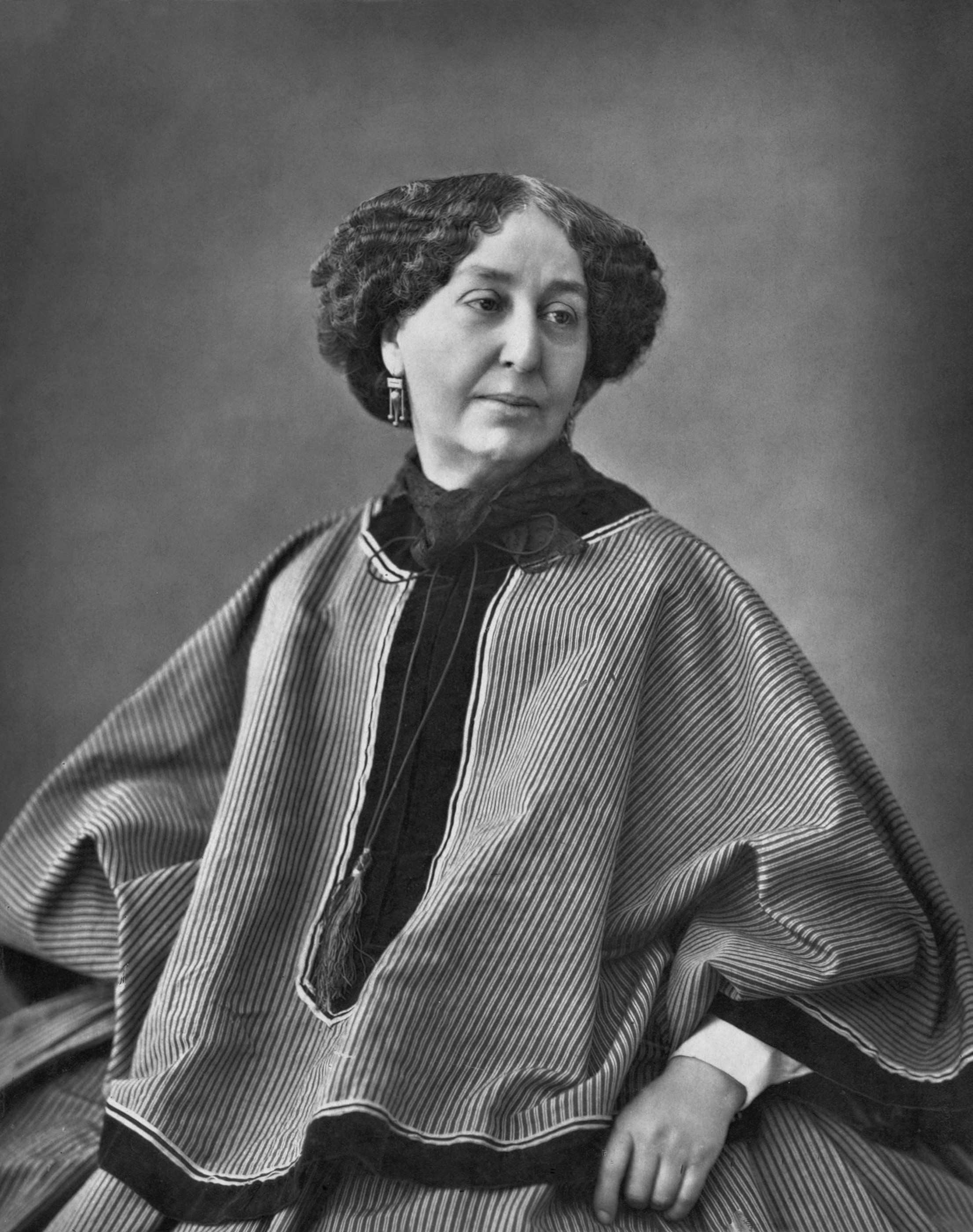
晚年乔治·桑肖像，1864年由纳达尔所摄

乔治·桑（法語：Georges Sand，法語發音：[ʒɔʁʒ sɑ̃d]，1804年7月1日—1876年6月8日），原名阿芒蒂娜-露西尔-奥萝尔·迪潘（法語：Amantine-Lucile-Aurore Dupin，法語：[amɑ̃tin lysil oʁɔʁ dypɛ̃]），女，是19世紀法國小说家、剧作家、文学评论家、报纸撰稿人。她是一位有影响力的政治作家，著有68部长篇小说和50部各式著作。其中，包括中篇小说、短篇小说、戏剧和政治文本。
乔治桑的爱情生活、男性着装和1829年开始使用的男性化的笔名在当时引起很多争议。

## 生平事迹

### 童年：1804－1808
乔治·桑原名阿芒蒂娜-露西尔-奥萝尔·迪潘，1804年7月1日出生于巴黎第三区的梅莱路5号（今为46号），这座房子是雕塑家罗伯特·洛林的家族财产。
她是莫里斯·迪潘·德·弗朗屈埃尔（Maurice Dupin de Francueil）和索菲耶·维克图瓦勒·德拉博尔德（Sophie Victoire Delaborde）的女儿。其曾外祖父（祖母之父）莫里斯·德·萨克斯（1696-1750）是法国元帅、军事家，波兰国王奥古斯特二世的私生子。至于母系则是平民，她的祖父安托万·德拉博尔德（Antoine Delaborde）是一个巴黎人，先是网球手，然后是撞球手。因此，乔治·桑拥有两个截然相反的血统，贵族和平民，这深深地影响了她的性格和后来的政治选择。
乔治·桑的父亲莫里斯·迪潘·德·弗朗屈埃尔加入了革命军，在1798年至1808年期间参加了法兰西第一共和国和法兰西第一帝国的所有战争。在意大利战役期间，他爱上了索菲耶·维克图瓦勒·德拉博尔德，她是50岁的副官克劳德·安托万·柯林（Claude Antoine Collin）的女管家；索菲耶跟着莫里斯返回法国，两人于1804年6月5日，在巴黎第二区区政厅秘密结婚，距离乔治·桑出生不到一个月。他们的婚姻遭到祖母玛丽·奥罗尔·德·萨克森的激烈反对。
莫里斯·迪潘之前曾与诺昂庄园的一名仆人凯瑟琳·沙蒂隆（Catherine Chatiron，1779-1866）有过婚外情，凯瑟琳在1797年由乔治·桑的祖母雇佣，年薪60法郎。在1799年5月5日，凯瑟琳在拉沙特尔生下了一个儿子，出生证明上的名字是皮埃尔·拉弗杜尔（Pierre Laverdur）；莫里斯·迪潘拒绝承认这个孩子，后来改名为希波利特·沙蒂隆（Hippolyte Chatiron，1799-1848）。
乔治·桑生命的头三年是在她年轻父母rue de la Grange-Batelière的小房子裡度过的。在1808年4月，尽管她丈夫不赞成，但考虑到旅程的长度、西班牙的戰况以及妻子已經怀孕七个月，维克图瓦勒开始带着女儿与丈夫一起驻扎在马德里。在曼努埃尔·戈多伊主政的宫廷裡，若阿尚·缪拉表达了对幼年乔治·桑的关爱。在1808年6月12日，在马德里，维克图瓦勒生下了儿子奥古斯都，他天生失明。从西班牙退役后，全家回到了安德尔省祖母的家中，即今乔治·桑故居；在1821年祖母逝世后，乔治·桑继承了这座庄园。乔治·桑大多数时间由祖母抚养长大；不幸的是，她的弟弟于1808年9月8日在庄园去世。一周后，父亲莫里斯·迪潘于1808年9月16日在拉沙特尔郊外意外坠马身亡。

家族肖像
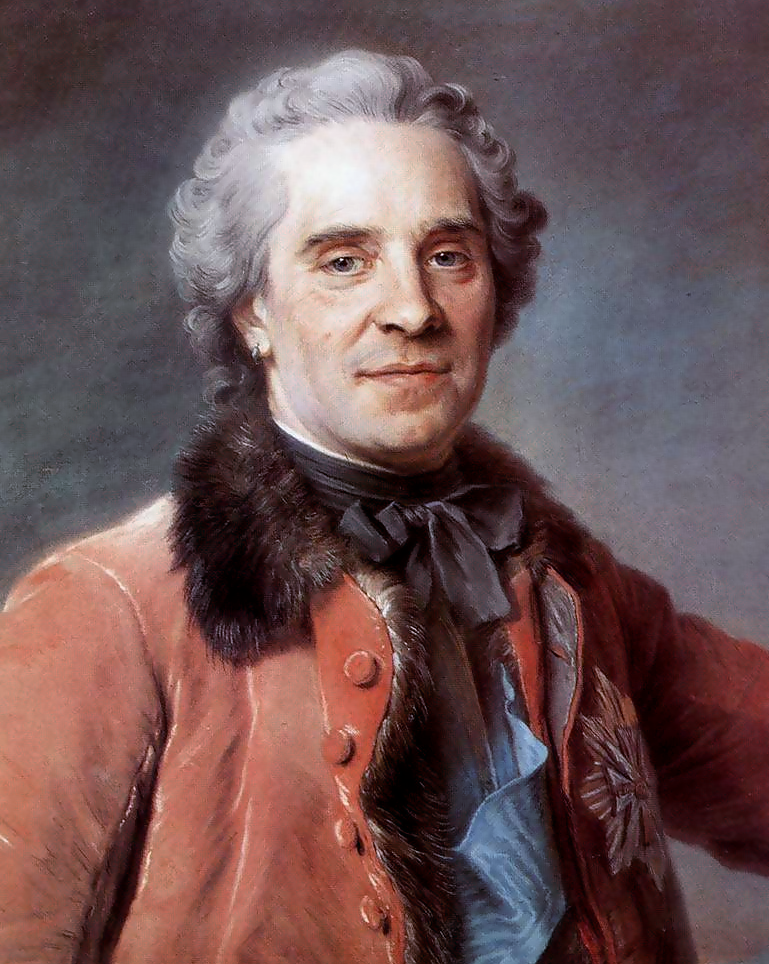
曾外祖父莫里斯·德·萨克斯（1696-1750），法国元帅
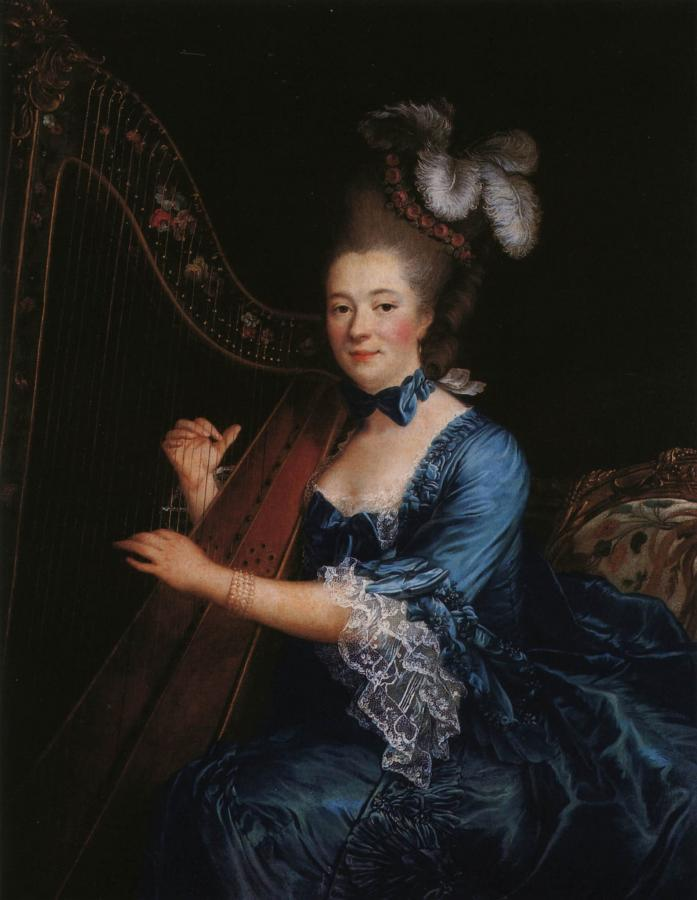
曾外祖母玛丽·热内维耶夫·林托，女演员，曾外祖父的情妇
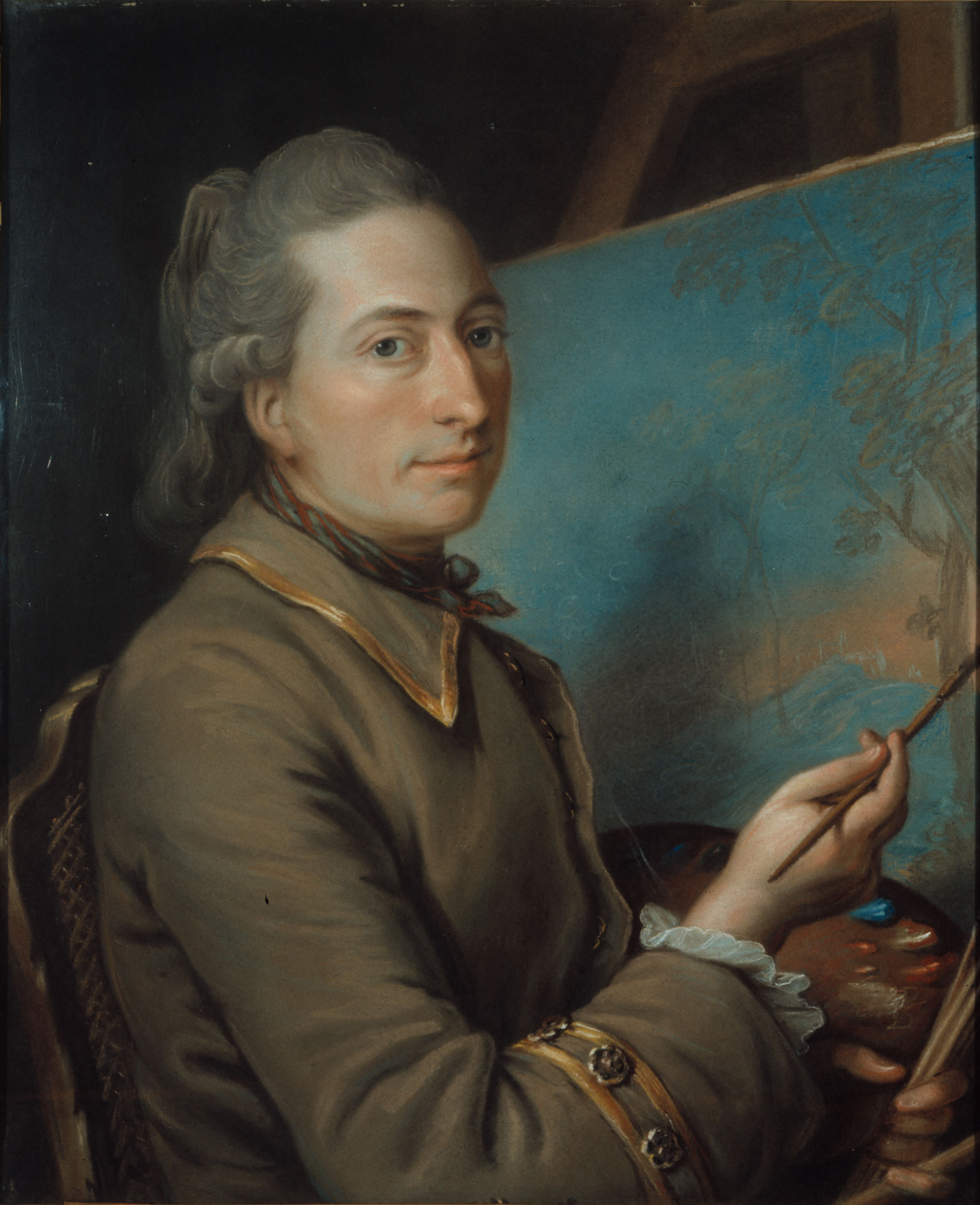
祖父路易·迪潘·德·弗朗屈埃尔（1715-1786）
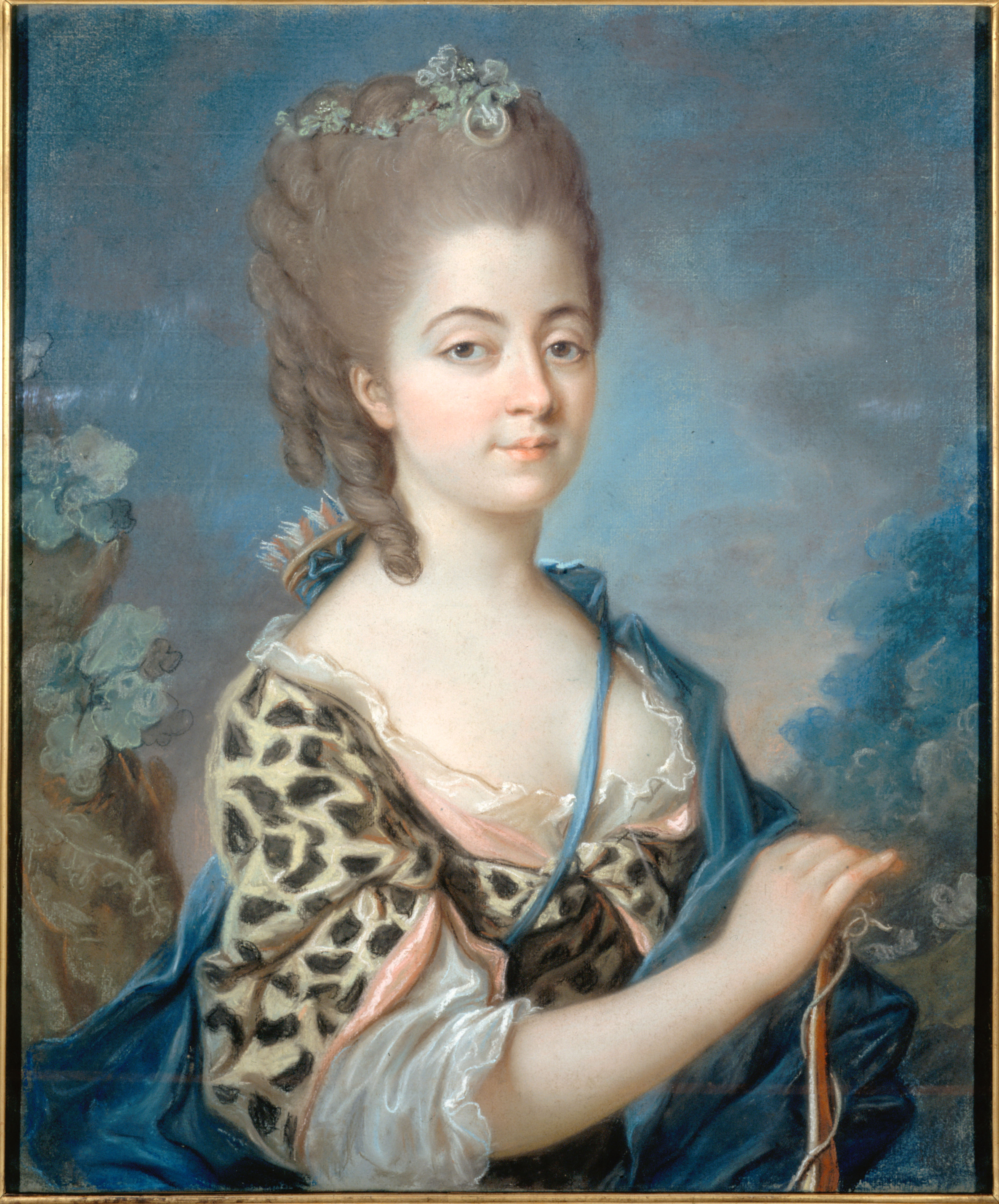
祖母玛丽·奥罗尔·德·萨克森（1748-1821）
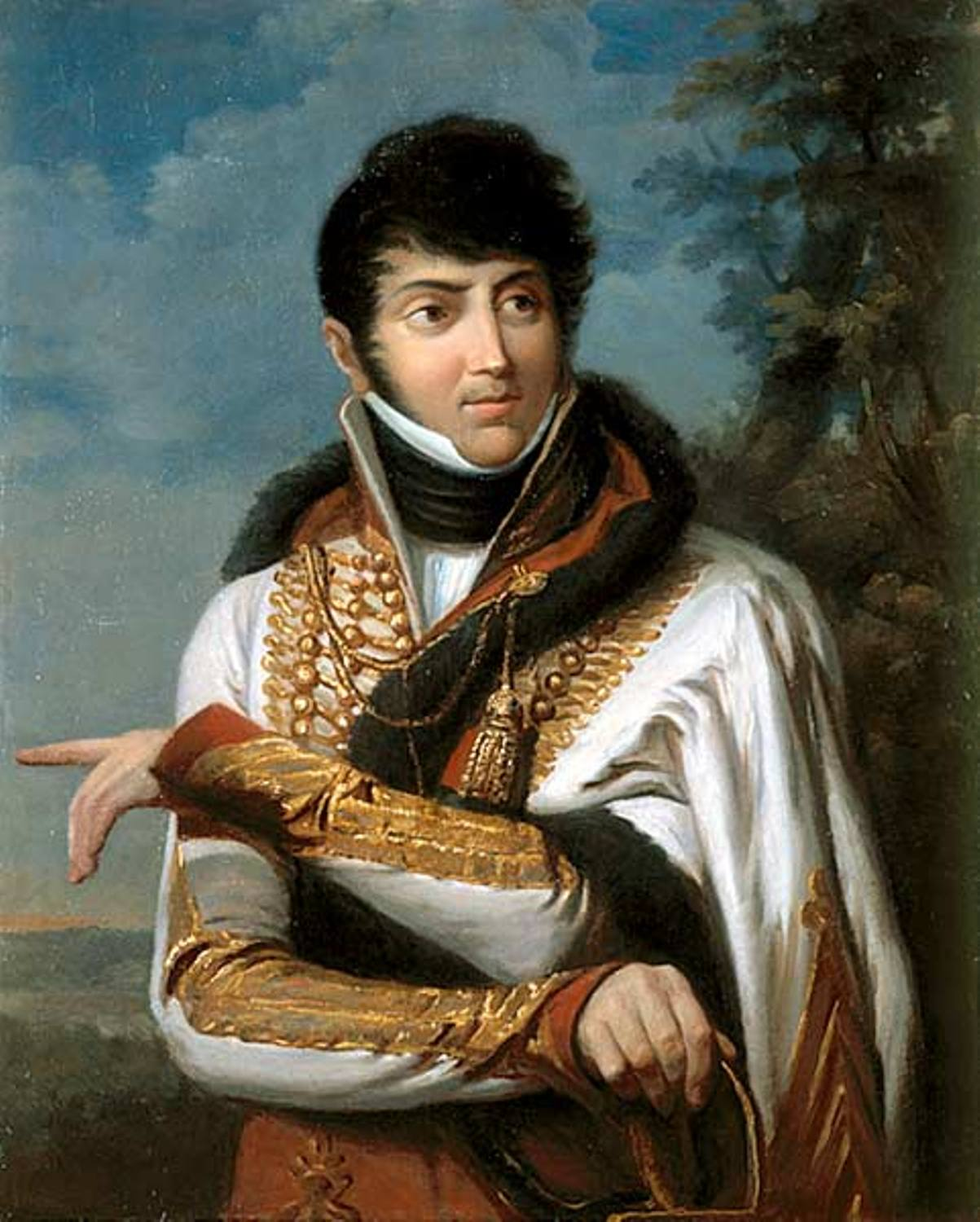
父亲莫里斯·迪潘·德·弗朗屈埃尔（1778-1808），帝国军官
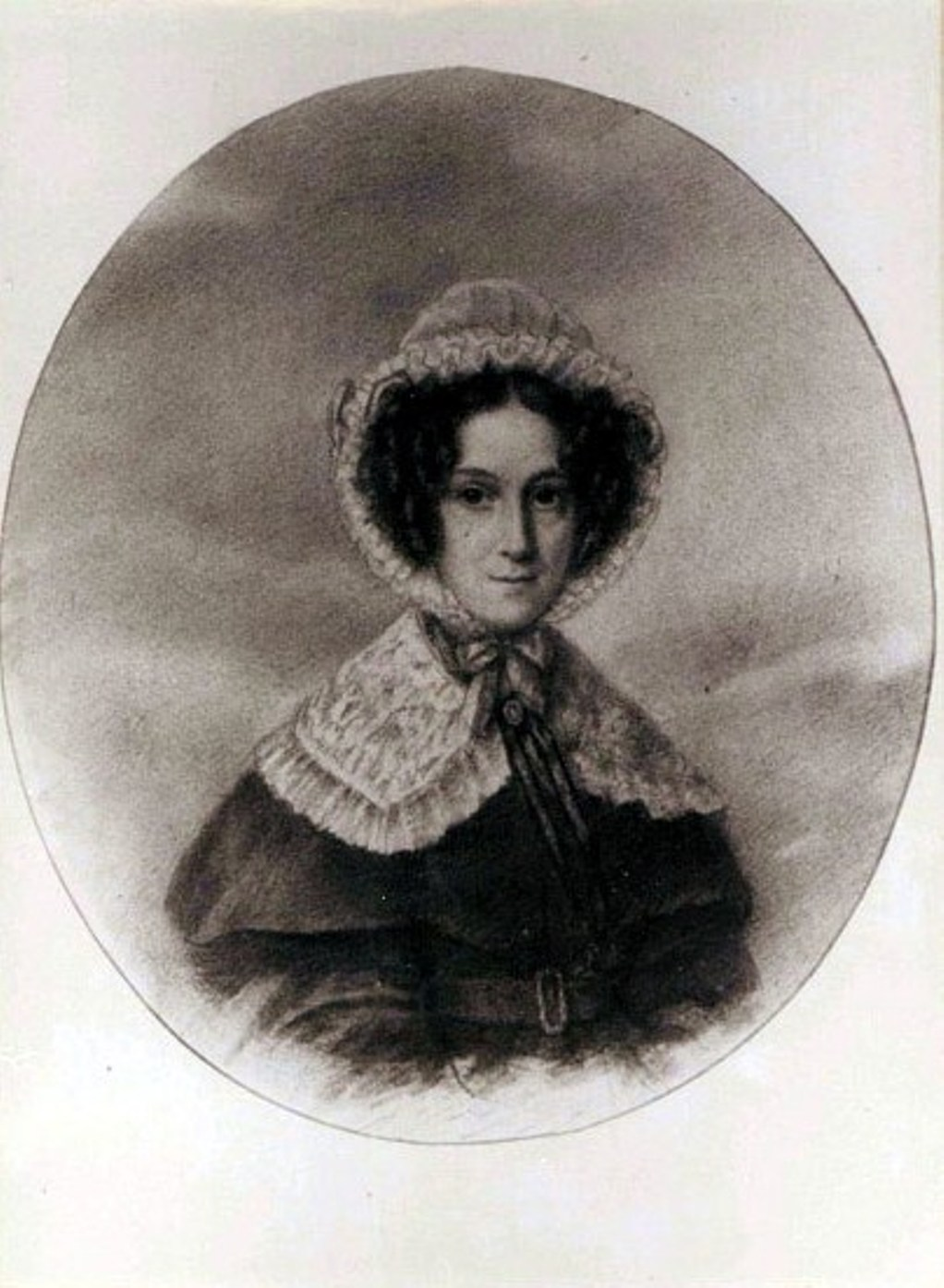
母亲索菲耶·维克图瓦勒·德拉博尔德（1773-1837）

### 诺昂的青春期：1808-1821

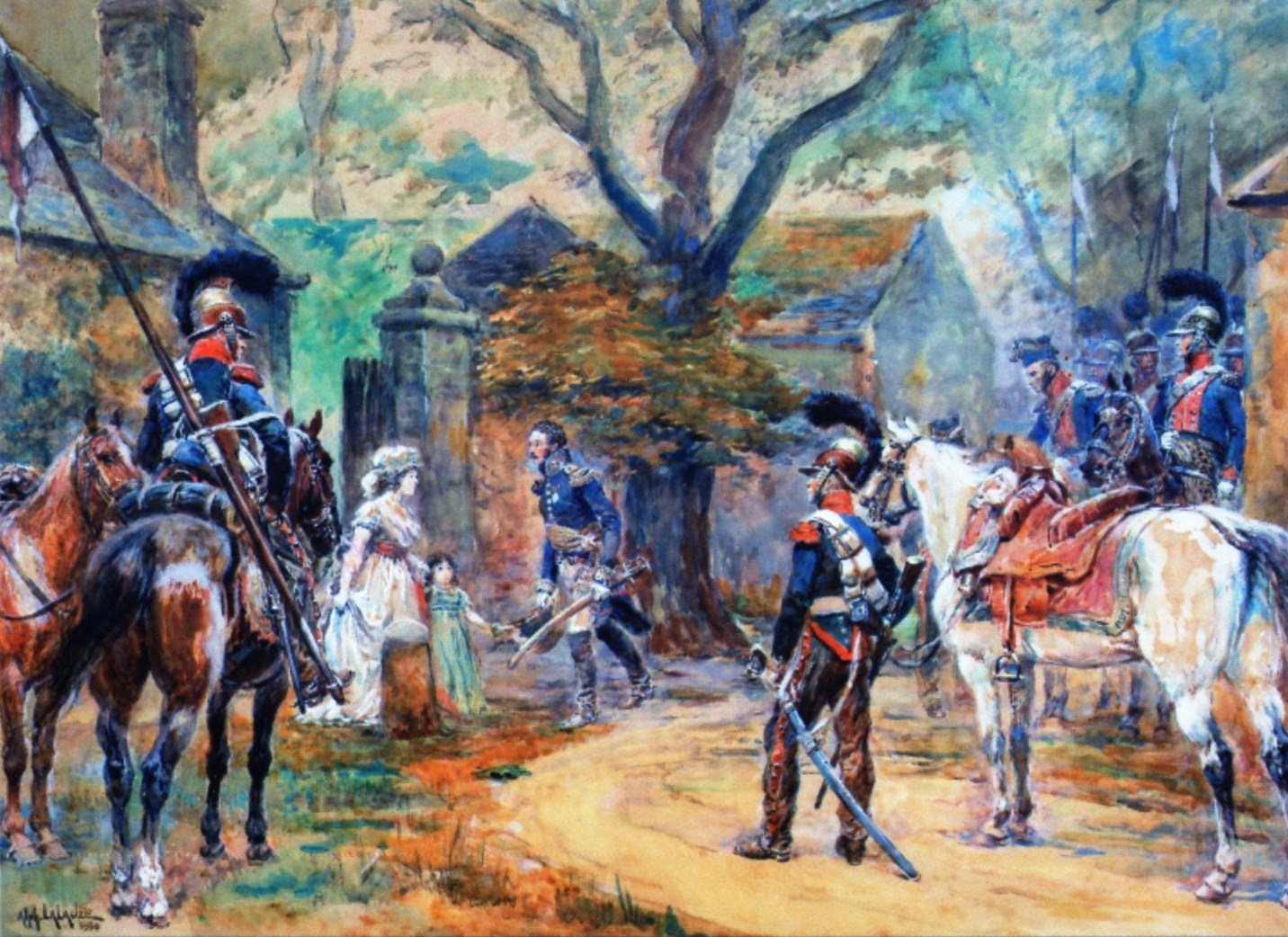

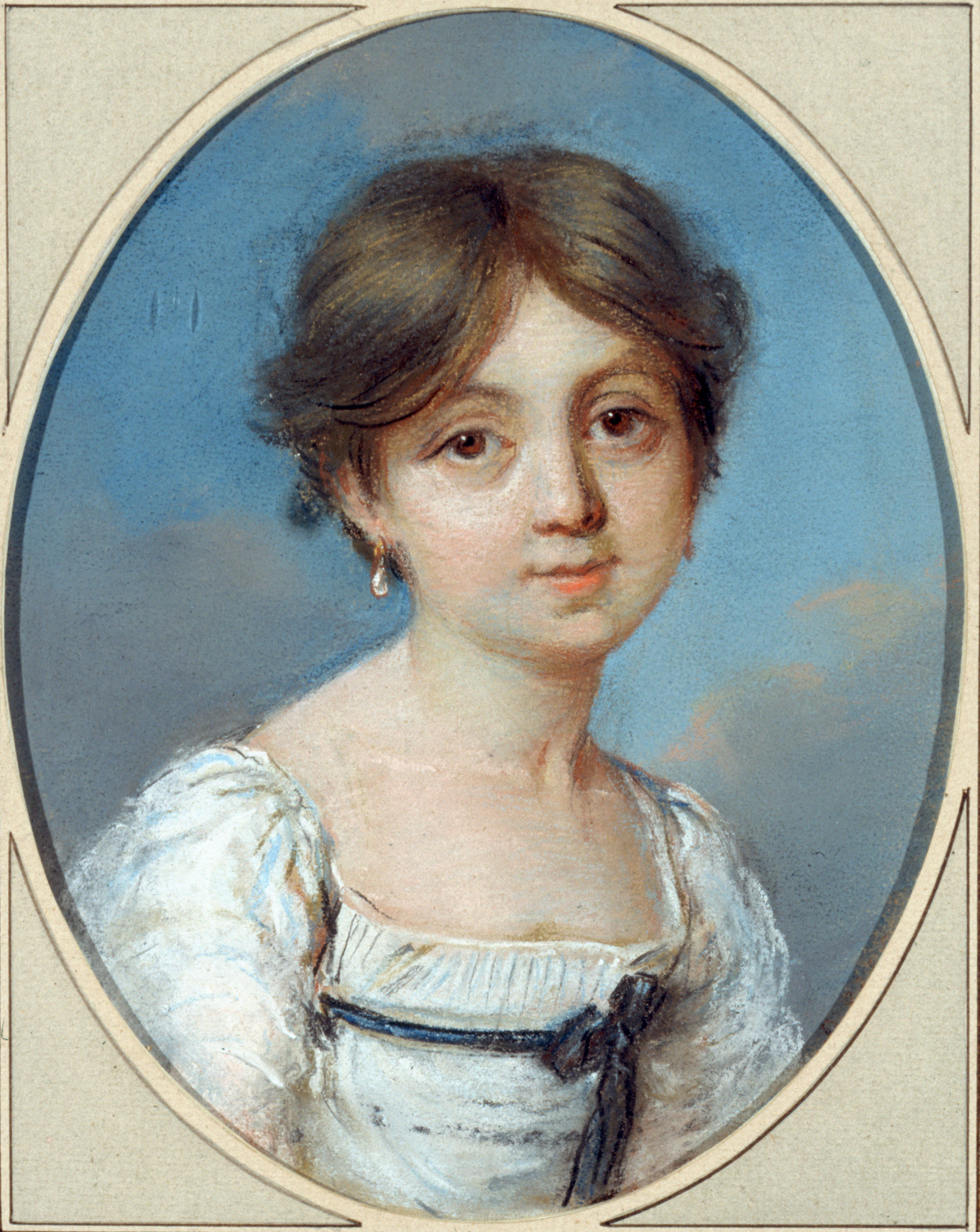

乔治·桑在诺昂村长大。最初，她在情感和教育处于祖母与母亲两个女人之间，她的祖母想照顾她，但母亲不愿意离开她，一方面希望和她的两个女儿（她之前有一个女儿卡罗琳·德拉博尔德）住在一起，但另一方面怀疑她是否有能力养活她们两人。奥罗尔非常伤心，尤其是因为她和母亲分手的想法。
在博蒙特修道院院长的主持下，达成了妥协，并于1809年2月3日以书面形式作出了承诺。祖母负责奥罗尔的教育，她在诺昂度过一年的大部分时间，她的母亲可以在夏天去那里；冬天，祖母来到巴黎，在母亲的马蒂兰路（Rue des Mathurins）住所附近度过糟糕的季节。作为回报，母亲从她的婆婆那里获得年金，并得到经济补偿。
祖母将奥罗尔托付给信任的导师让-路易斯·弗朗索瓦·德沙特尔（Jean-Louis François Deschartres），和同父异母的兄弟希波利特（Hippolyte）一起抚养。母亲只有探视权，但不允许带女儿回家。协议对卡罗琳·德拉博尔德（Caroline Delaborde）更为严格，她于1799年3月10日出生于巴黎，是维克托瓦勒·索菲·德拉博得与前夫的女儿。根据历史学家和家谱学家约瑟夫·瓦林塞尔（Joseph Valynseele）的说法，他的父亲是副官克劳德·安托万·柯林（Claude Antoine Collin）。她与奥罗尔一起长大，直到1804年莫里斯·迪潘去世。在1821年12月12日，卡罗琳在巴黎与皮埃尔·让·尼古拉·卡扎马朱（Pierre-Jean Nicolas Cazamajou ，1787-1864）结婚，并育有一子奥斯卡（1822-1891）。她与同母异父的妹妹奥罗尔·迪潘有保持联系。此外，卡罗琳·德拉博尔德的儿子奥斯卡·卡扎马朱（Oscar Cazamajou）和莱昂蒂娜·沙蒂隆（Léontine Chatiron）的儿子勒内·西蒙内（René Simonnet）是两名见证人，他们于1876年6月8日在诺昂维克市政厅宣布这位小说家去世。在乔治·桑去世两年后，同母异父的姐姐卡罗琳于1878年10月2日在沙泰勒罗儿子的家中去世。她本不应该接近同母异父的妹妹奥罗尔，更不用说来到迪潘·德·弗朗曲埃勒夫人（Madame Dupin de Francueil）的巴黎住所。但在1810年至1811年时的冬天发生了一件事，卡罗琳不顾禁令出现在玛丽·奥罗尔家。她被主妇奥罗尔无情地赶走，受到这种不公正的创伤，她生病了。出于懊悔，玛丽·奥罗尔决定在孙女康复后亲自带她去看维克托瓦勒。回到诺昂后，玛丽·奥罗尔建议维克托瓦勒陪伴她们，以免她的女儿进一步打扰。
乔治·桑的一生都与诺昂和乡村保持着联系，在那里她可以逃到大自然中，让她的想象力绽放。她将在其乡村小说中重复田园生活的主题。奥罗拉变得不勤勉和叛逆，她的祖母从1818年1月12日到1820年4月12日将她安置在巴黎的英国女修道院（Couvent des Filles-Anglaises）接受教育。她在这个宗教机构中经历了一场神秘主义危机，她的母亲和祖母曾在恐怖时期被监禁在那里。祖母玛丽·奥罗尔·德·萨克森沉浸在启蒙时代的思想中，很快将她从修道院中带回诺昂。
祖母的健康状况正在恶化，她意识到自己的时间不多了，打算尽快让孙女结婚，并让她成为她唯一的继承人，包括她的财产以及诺昂的土地和领地。在1821年1月，计划将她嫁给一位表兄奥古斯特·瓦莱特·德·维朗纳弗（Auguste Vallet de Villeneuve），自1812年以来一直是劳勒·德·塞居尔（Laure de Ségur）的鳏夫，也是勒布朗侯爵领地的所有者。当时他的年龄有42岁，而他的未婚妻只有16岁。
祖母玛丽·奥罗尔·德·萨克森非常关注她的孙女，带她发现了让·雅克·卢梭。这种感情是相互的，奥罗勒欣赏她的祖母，她有着细腻而有教养的头脑。孩子通过阅读完成教育。虽然卢梭让她着迷，但其他哲学家也吸引了这位年轻的神童：夏多布里昂的《基督教真谛》，以及亚里士多德、孔狄亚克、孟德斯鸠、布莱兹·帕斯卡、让·德·拉布吕耶尔、蒙田、弗兰西斯·培根、约翰·洛克、莱布尼茨，还有诗人维吉尔、亚历山大·蒲柏、约翰·弥尔顿、但丁和威廉·莎士比亚。
1821年12月26日，玛丽·奥罗尔·德·萨克森在诺昂去世。几个月前她中风了，她对孙女说的最后一句话是：“你失去了最好的朋友”。在祖母葬礼的第二天，母亲来到诺昂，了解死者的遗愿。奥古斯特的哥哥勒内·瓦莱特·德·维朗纳夫伯爵（René Vallet de Villeneuve）是舍农索城堡的所有者，被任命为奥罗拉的监护人，奥罗拉是未成年人，也是祖母去世时唯一的遗赠人。阅读遗嘱引起了奥罗拉母亲的强烈愤怒，她多年来积累的所有怨恨，对死去的婆婆和勒内·瓦莱特·德·维朗纳夫激烈地爆发。她要求女儿来巴黎和她住在一起，与父系家庭决裂；奥罗拉于1822年1月18日与母亲离开诺昂。

### 从奥萝勒·迪潘到迪德旺男爵夫人，1822

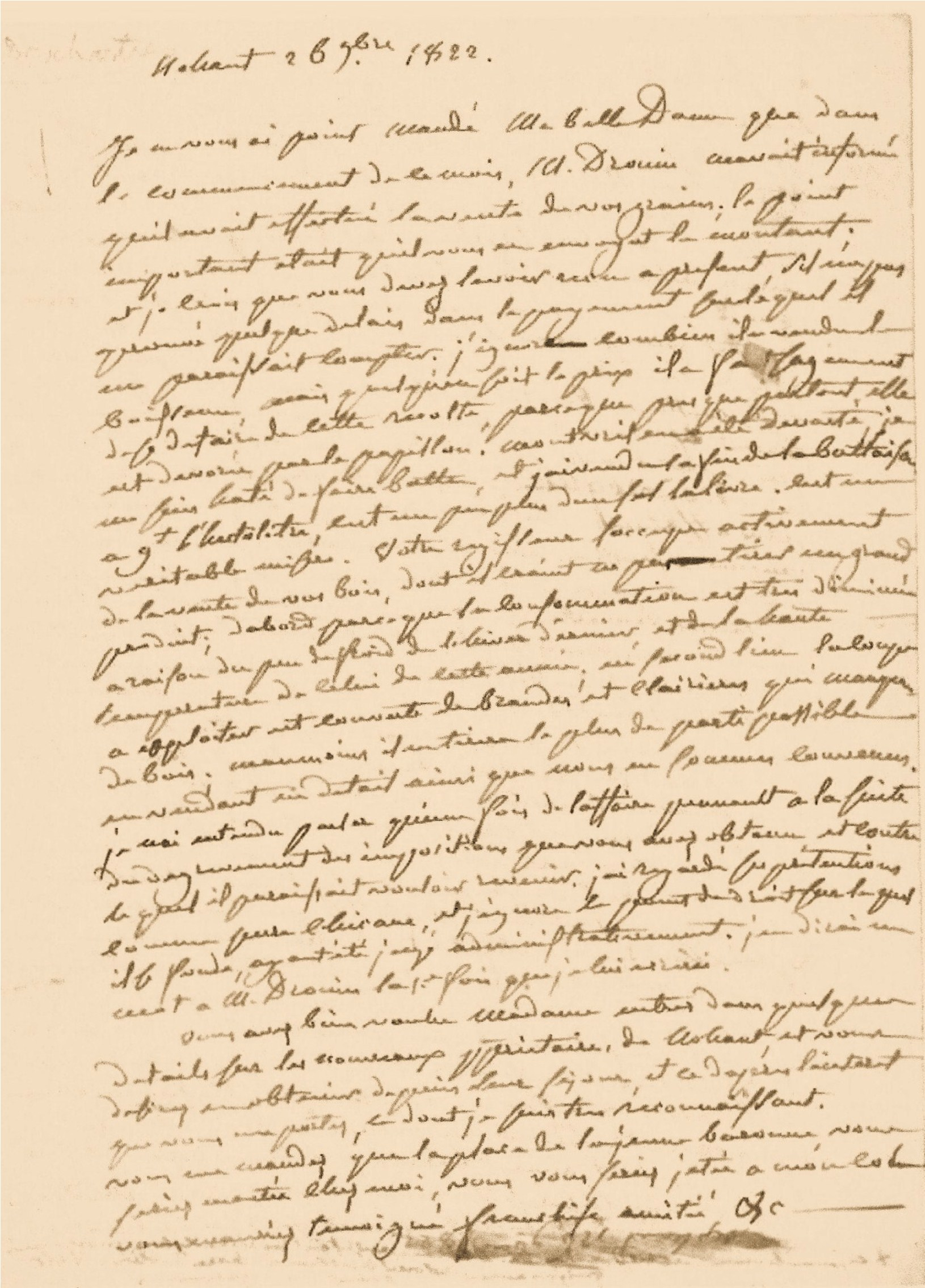

母女之间很快产生了矛盾。在1822年春天，维克托瓦雷将奥萝勒委托给莫里斯·迪潘的朋友，詹姆斯（James）和昂热勒·罗埃迪耶·迪普莱西（Angèle Roettiers du Plessis），他们和五个女儿住在默伦附近的普莱西·皮卡德城堡 （Château du Plessis Picard）。她在这个气氛非常好的家庭中住了几个月，在那里她遇到了弗朗索瓦·卡西米尔·迪德旺男爵（François Casimir Dudevant），他是皇家法院的律师；9月17日，他们在巴黎结婚。奥萝勒保留了50万法郎的个人财富，每年还从丈夫那里领取3000法郎的年金，以满足她的个人需要。
维克托瓦雷于1822年10月5日放弃了对女儿的监护权，转而支持卡西米尔·迪德旺。夫妇二人已搬到诺昂。对奥萝勒来说，这段婚姻是一个赢得自由的机会， 但她忘记了，当时已婚妇女被视为丈夫的附属品。奥萝勒很快就会明白，她仍然被囚禁在附庸的状态中，卡西米尔和其他眾多追求者一样，只把她视为富有的继承人。

### 第一次旅行
在1823年6月30日，奥萝勒在巴黎生下了儿子莫里斯（1823-1889）。1824年，在迪普莱西，卡西米尔在公共场合打了奥萝勒一巴掌；这段婚姻的第一道裂痕出现了，奥萝勒意识到丈夫性格粗鲁，没有多少教育经历，二人教育程度和品味都完全不同。在1825年7月，奥萝勒在与卡西米尔前往上比利牛斯省的科特雷旅行时，偶遇奥雷利安（Aurélien de Seze），他是一位波尔多法院才华横溢的律师，路易十六辩护人的侄子，他迷人、聪明。这是一段短暂的柏拉图式戀愛，奥萝勒的心被征服了；他们交换了重要的信件，但他们很少会面，奥萝勒刚刚找到了一位年轻时的朋友。
1827年至1828年在诺昂期间，她爱上了来自拉沙特尔的斯泰法纳·阿雅松·德·格朗德萨尼厄（Stéphane Ajasson de Grandsagne）。关于恋人的谣言，破坏了迪德旺夫妇不稳定的平衡。在1828年9月13日，在诺昂，奥萝勒生下了一个女儿索朗热（Solange，1828-1899），由于奥萝勒与斯泰法纳·阿雅松·德·格朗德萨尼厄的交往，女孩生父的身份充满不确定性。卡西米尔开始喝酒，变得令人讨厌，并与女仆保持关系。夫妻婚姻状况恶化，奥萝勒想要独立，想要工作和管理自己的资产；与此同时，她与小说家儒勒·桑多（Jules Sandeau）开始了一段新的恋情，希望去巴黎和他在一起。
1830年12月，卡西米尔和奥萝勒之间发生了一个问题，她发现了丈夫的“遗嘱”，其中有对妻子的恶毒批评和怨恨；他们的分居已不可避免，离婚在当时并不存在。在1836年2月16日拉沙特尔法院的宣判有利于妻子，法院承认，存在严重的虐待行为。面对妻子的坚定态度，卡西米尔·迪德旺鞠躬，他不想失去奥萝勒财产的用益权。她决定交替在巴黎和诺昂两地居住。卡西米尔必须根据婚姻合同向她支付3000法郎的养老金。起初，莫里斯和索朗热兄妹与父亲住在诺昂；在巴黎定居后，奥萝勒带着女儿回家，后来卡西米尔·迪德旺又被说服，将莫里斯交给母亲。奥萝勒同父异母的哥哥希波利特·沙蒂隆似乎在他的妹妹和妹夫卡西米尔·迪德旺之间的冲突中发挥了作用，他与卡西米尔·迪德旺一样喜欢喝酒和聚会。

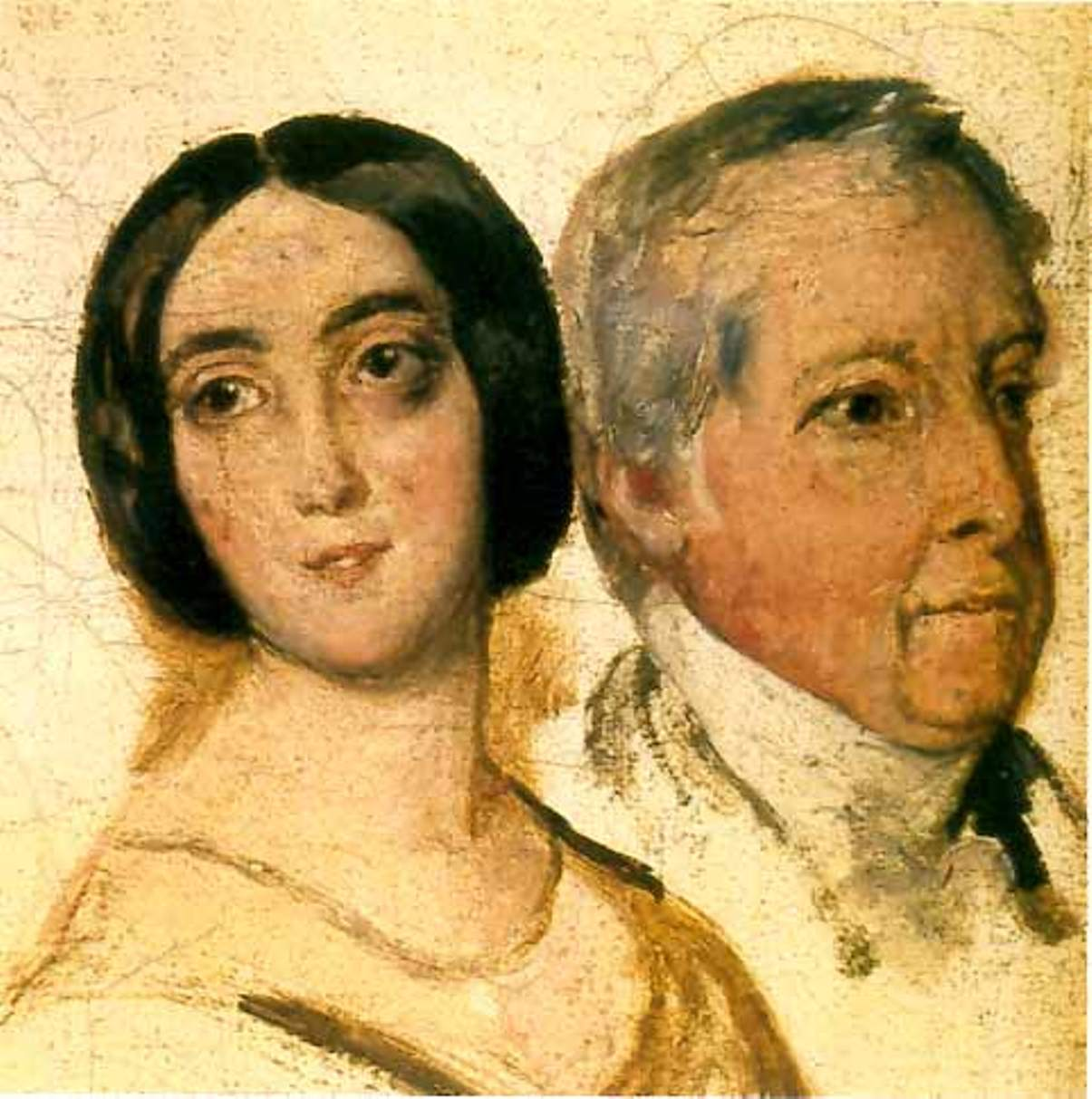
1823年的乔治·桑與卡西米尔
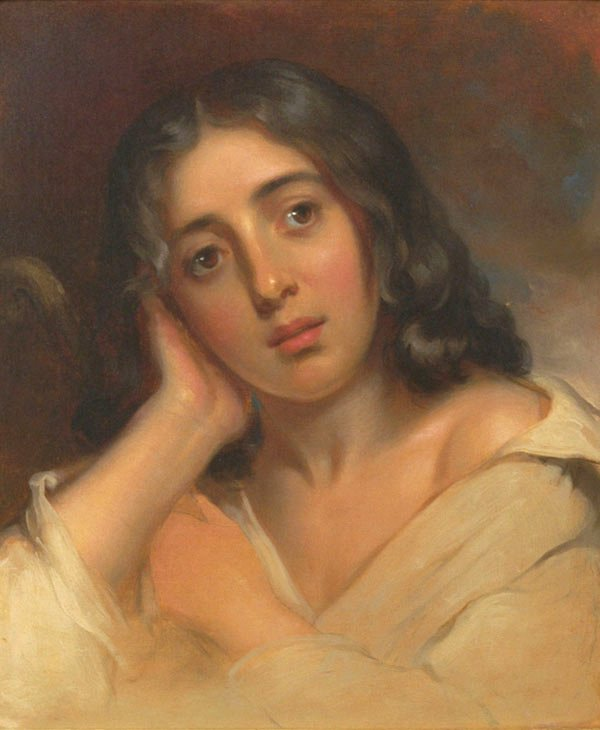
1826年的乔治·桑
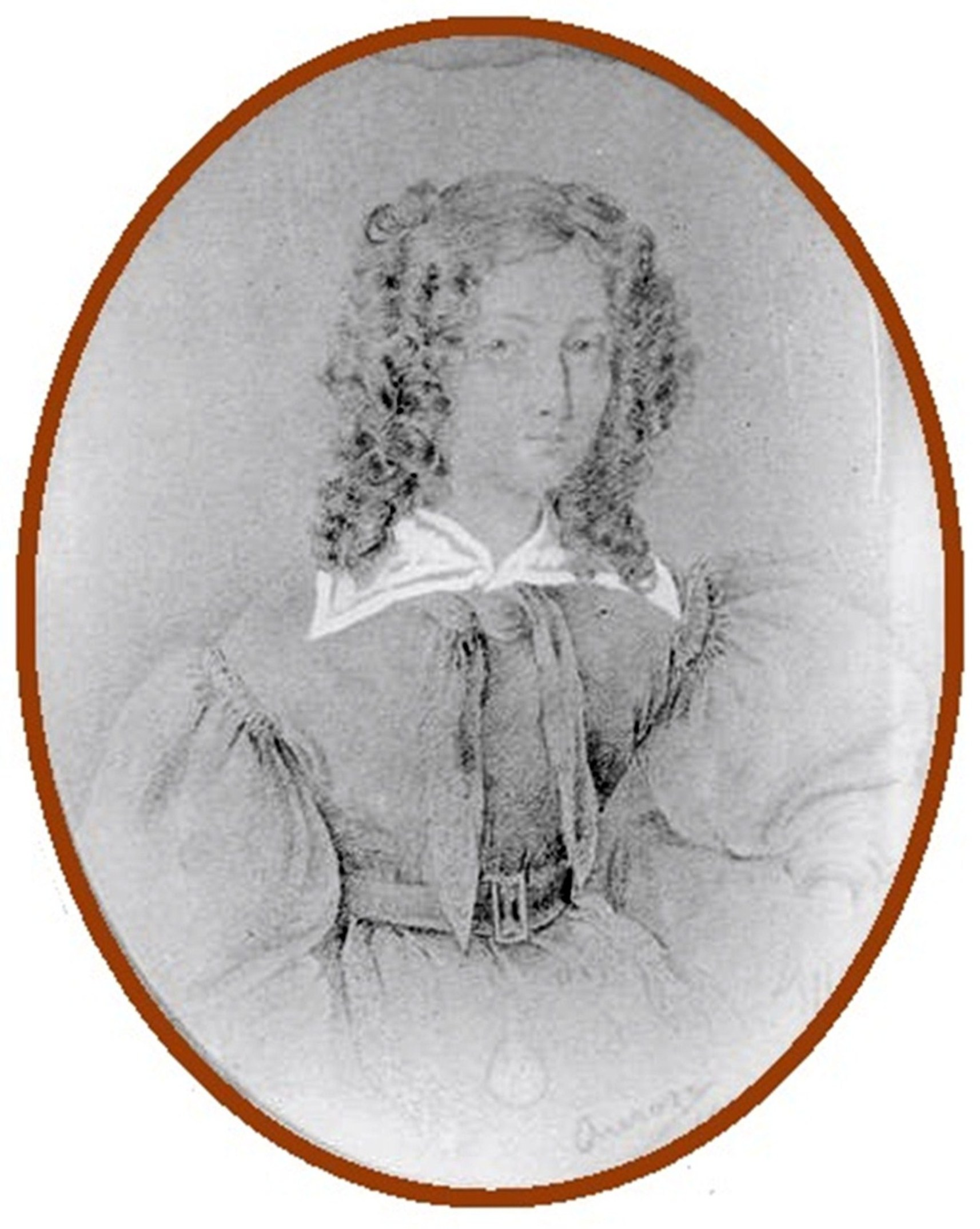
1830年的乔治·桑
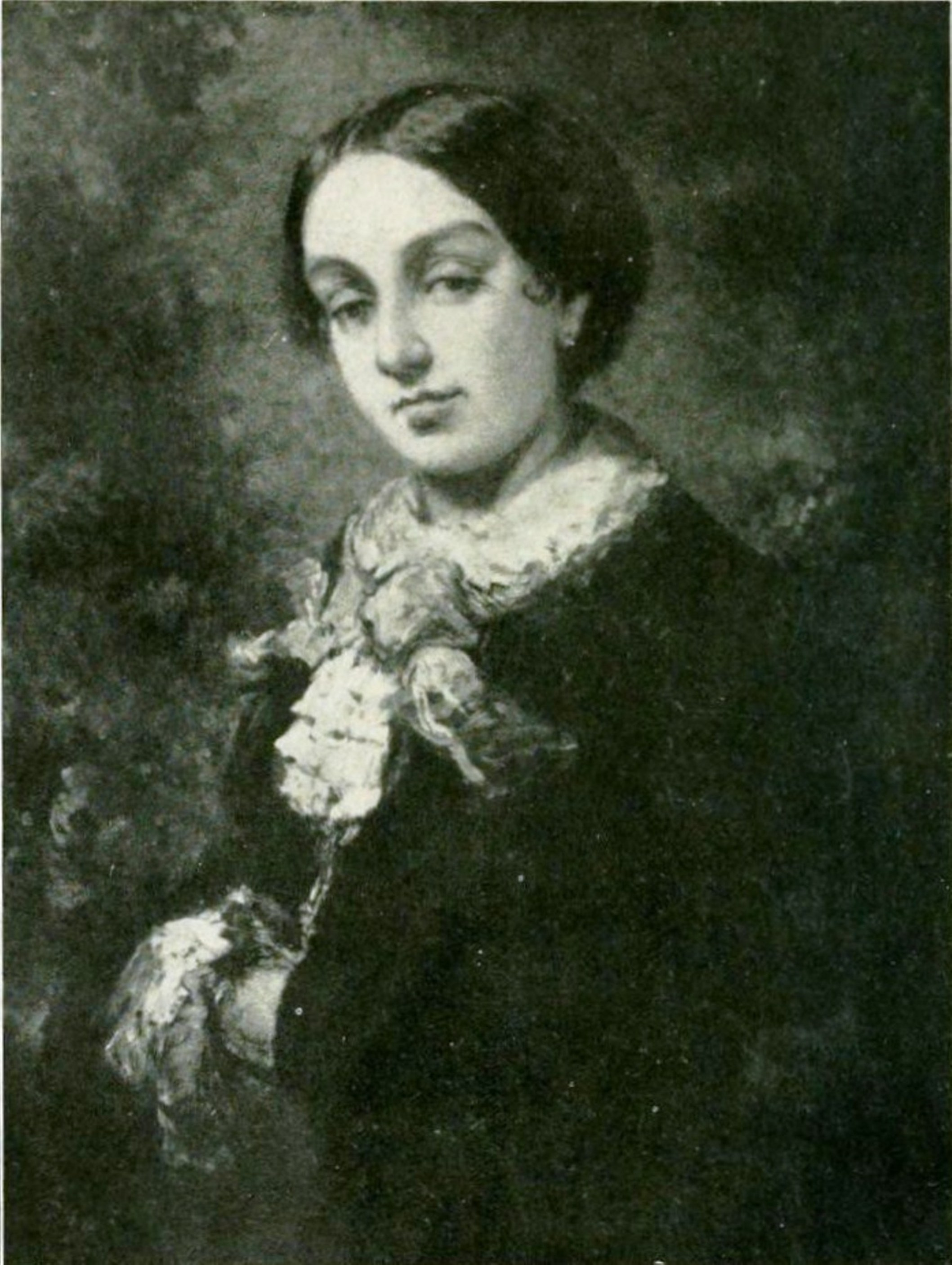
1835年的乔治·桑，由讓-巴蒂斯特·伊薩貝（Jean-Baptiste Isabey）所繪
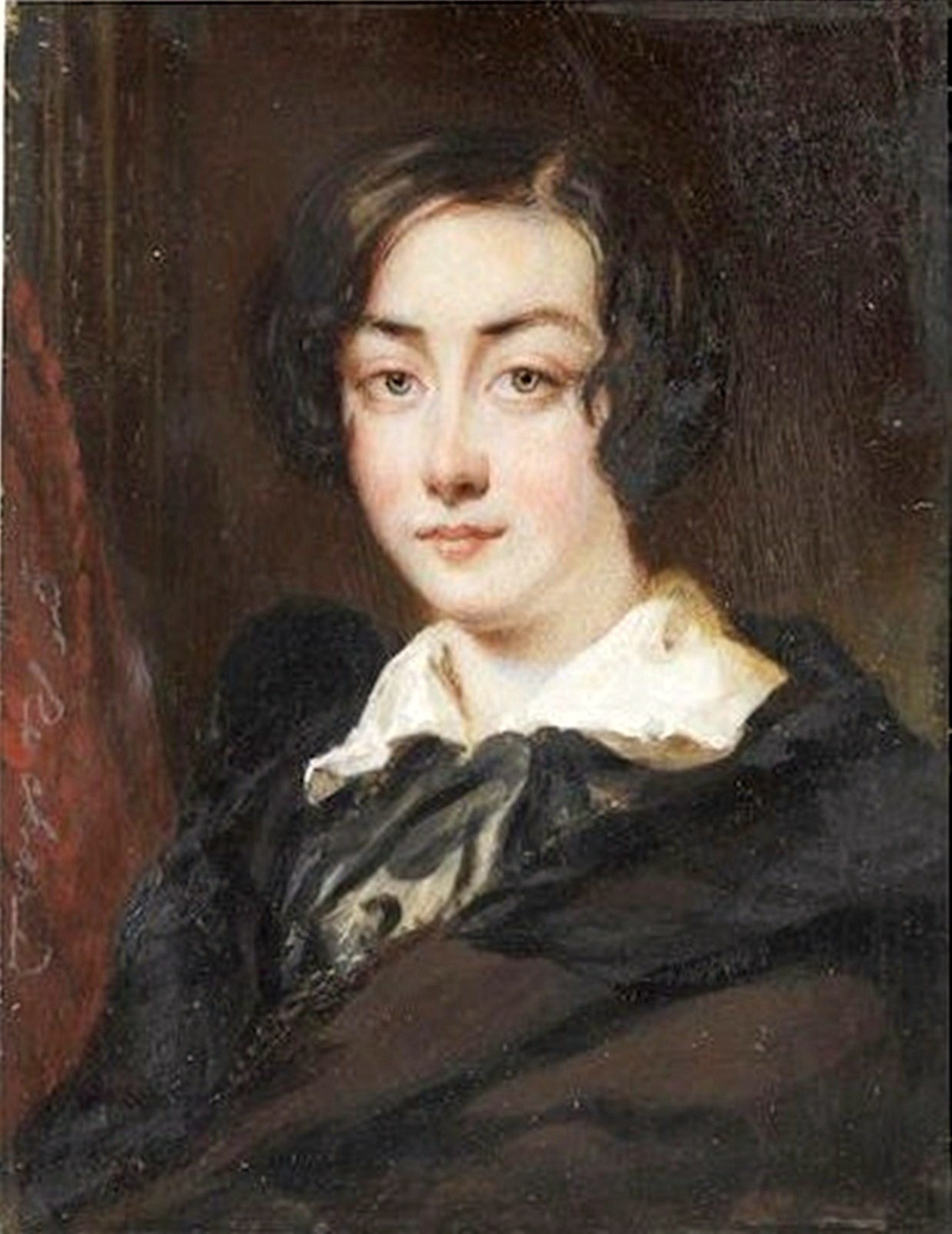
1835年的乔治·桑

### 乔治·桑的出生和青春

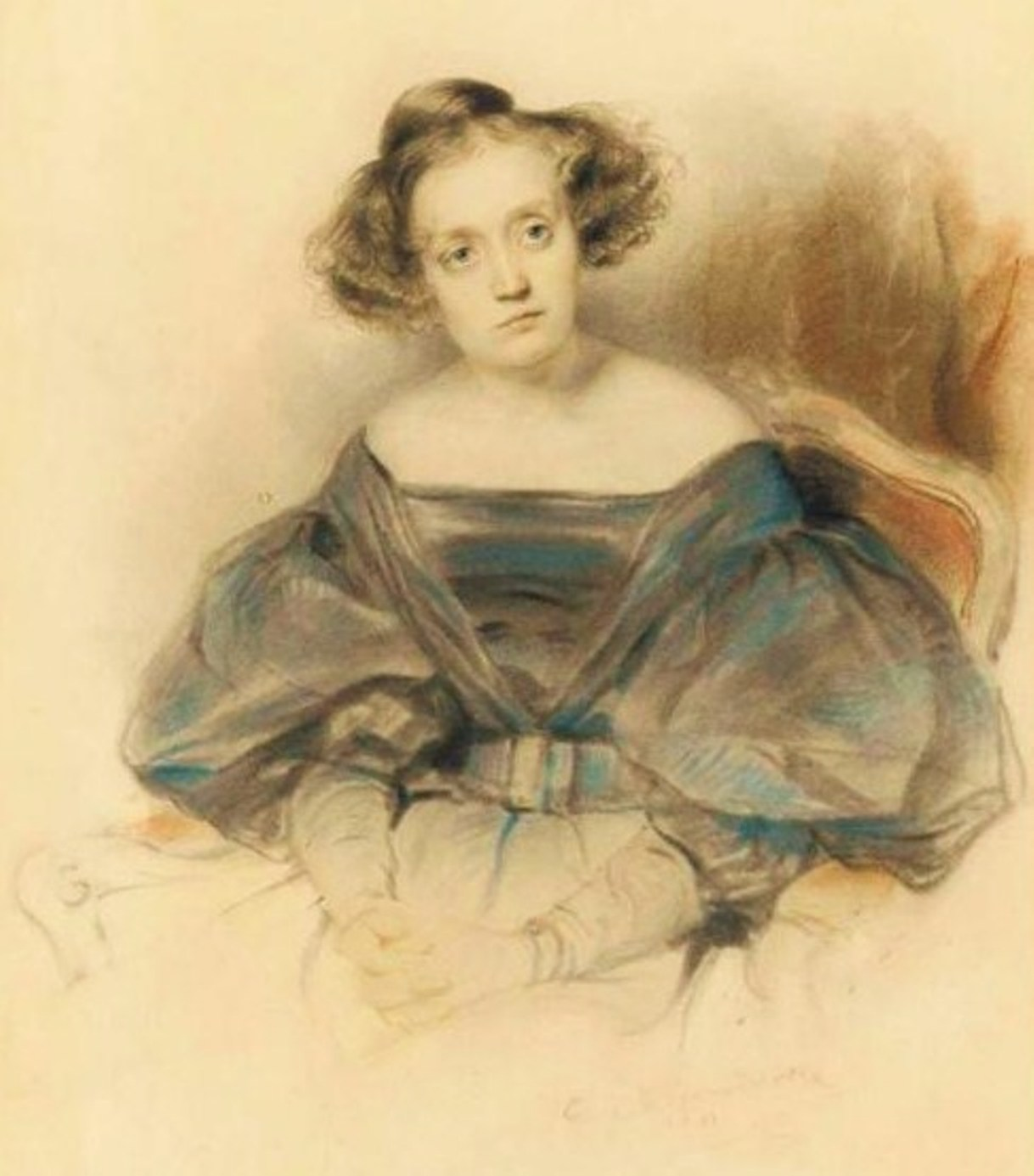
瑪莉·多爾瓦

在1830年7月27日、28日和29日，这三日被称为“光荣的三日”，巴黎起义推翻了波旁王朝。奥萝勒·迪潘的政治意识於這時真正开始，在此之前，奥萝勒·迪潘对政治几乎不感兴趣；出於对父亲军事生涯的记忆，她在情感上是波拿巴主义者。
在1827年的选举中，她与丈夫卡西米尔·迪德旺一起反对保皇党候选人，积极支持拉沙特尔的共和党候选人迪里·迪弗雷纳（Duris-Dufresne）。在1830年7月30日，奥萝勒·迪潘在伊涅赖河畔韦尔讷伊的库德赖城堡（Château du Coudray）见到儒勒·桑多。这是一次影响年轻的奥罗拉的命运的会议。在1831年1月4日，她离开诺昂，在巴黎加入了一个由贝里年轻人组成的小社团，他们都热爱浪漫主义文学，在安德尔省见面：沙莱·迪韦尔内（Charles Duvernet）、阿尔丰塞·弗勒里（Alphonse Fleury）和儒勒·桑多。在1831年的巴黎，七月革命后充满浪漫气息，拉丁区的年轻艺术家和诗人穿着奢华的服装，奥萝勒和她的同伴们过着波西米亚式的生活，去剧院、博物馆和图书馆。
她获得安德尔警察局的异性裝扮许可，选择了一套更实用、更便宜的男装；她穿着一件“长袍”，系上了一条大羊毛围巾，围住肩膀，戴着一顶软毡帽。奥萝勒展示了她与儒勒·桑多的婚外情。他们一起在《费加罗报》开始了记者生涯，在该报编辑亨利·德·拉图什（Henri de Latouche）严厉而仁慈的目光下。他们共同写了一部小说《罗丝与布朗什》（Rose et Blanche），以笔名“J. Sand”出版。

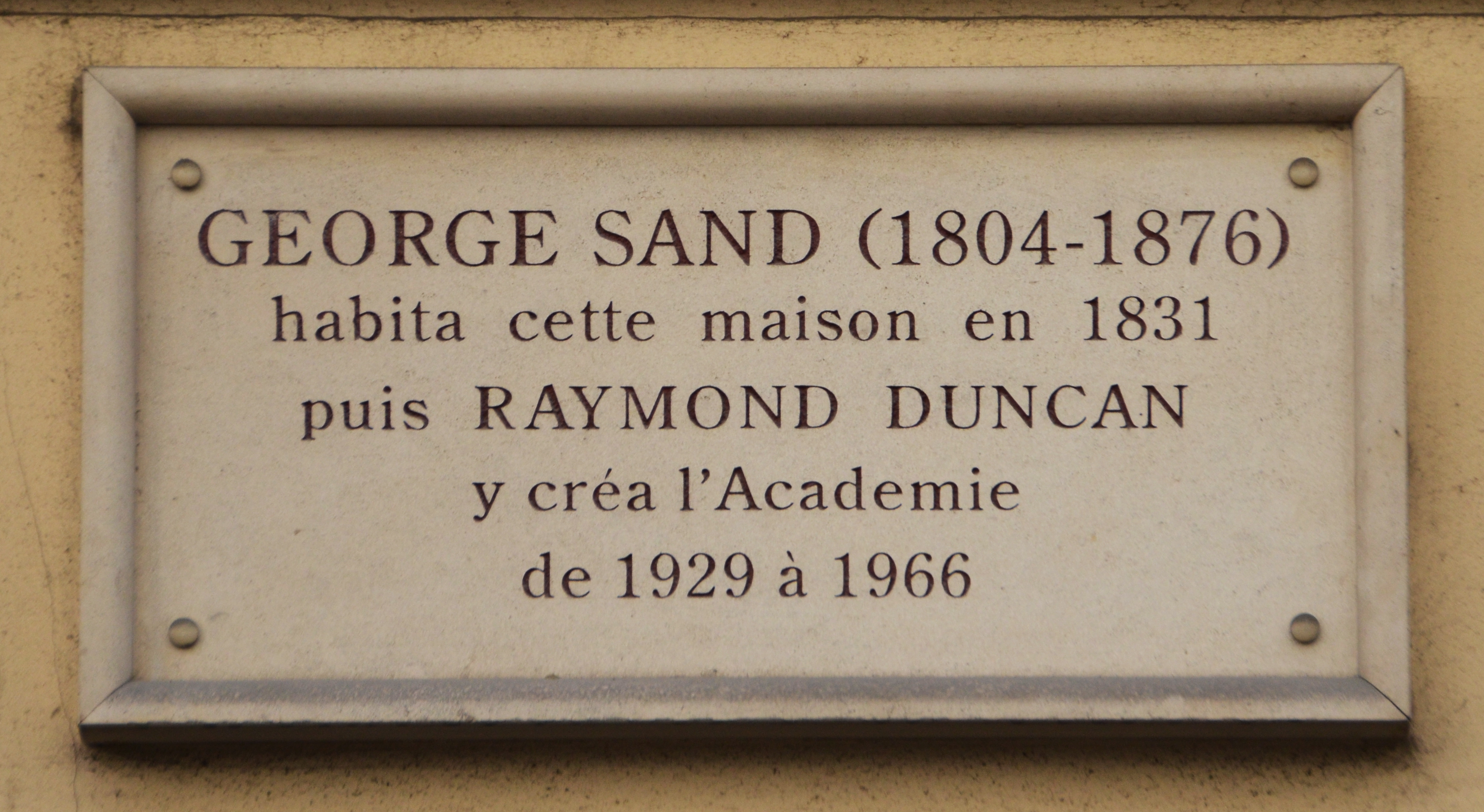
塞纳路31号

小说《罗丝与布朗什》由奥萝勒起草，由儒勒·桑多完全重写。艺术家洛朗兹（Alcide-Joseph Lorentz）是乔治·桑的朋友，为这第一部小说的封面画了插图。这部作品因为亨利·德·拉图什（Henri de Latouche）的幻想，而采用了笔名儒勒·桑（Jules Sand），这不仅让人想起了儒勒·桑多，还让人想起卡尔·路德维希·桑（Karl Ludwig Sand），是一名巴伐利亚学生，谋杀了奥古斯特·冯·科策布。这本书取得了一些成功，以至于出现另一位出版商，并订购了一部同名小说。奥萝勒提供了她在1831-1832年冬天在诺昂写的一本书的手稿。她想用同一个笔名，但儒勒·桑多出于谦虚，不接受完全陌生的书的作者身份。亨利·德·拉图什达成妥协：为了满足出版商的要求，保留了桑的名字，但是修改了名字以区分两位作者。奥萝勒采用了乔治的名字，在她看来，这是贝里人的同义词。从词源上讲，乔治的意思是“在土地上工作的人” 。没有姓氏的最后一个s，她扮演了模棱两可和双性同体的角色。她的第一部个人作品《安蒂亚娜》（Indiana）于1832年5月19日以G.Sand的名字出版，她后来的所有小说都以笔名乔治·桑出版，她最终采用了这个笔名。
《瓦朗蒂娜》（Valentine）写于诺昂，于1832年夏天完成，在《安蒂亚娜》三个月后出版；这两部小说确保了乔治·桑的名声，并大大改善了她的财务状况。她离开了圣米歇尔堤岸五楼的小公寓，搬到了马拉凯堤岸（quai Malaquais）19号的“蓝色阁楼”（mansarde bleue），这是一个更舒适的公寓，只有三层楼。《两大陆评论》（Revue des Deux Mondes）杂志主编弗朗索瓦·比洛兹通过合同，保证每年付给她4000法郎的年金，以换取每六周32页的写作。1833年初，她与儒勒·桑多（Jules Sandeau）分手，后者因不忠而入罪，但最重要的是，她认为他“懒惰、冷漠、没有意志”。她与普罗斯佩·梅里美（Prosper Mérimeée）有过短暂的关系，非常令人失望，她深感遗憾，因为后者未能“治愈”她的冷淡。更糟糕的是，乔治将这场惨败告诉了玛丽·多瓦尔（Marie Dorval），她与大仲马分享了这个故事，大仲马很快到处讲述，对她的声誉造成了最大的伤害。对于乔治·桑来说，这是一个黑暗的时期，她对这两种失望感到沮丧。1833年8月10日，一部抒情、寓言的原创作品《莱莉亚》（Lélia）出版，取得了巨大成功。
1832年，乔治·桑作为戏剧爱好者，写信给女演员玛丽·多瓦尔，表示钦佩她的才华。她邀请他吃饭。这是两位女性之间深厚友谊的开始。她们的通信，表明了她们相互依恋的程度。因此，在1833年3月18日，乔治·桑写信给玛丽·多瓦尔：“我今天看不见你，亲爱的。我没有那么多快乐。星期一，早上或晚上，在剧院或你的床上，我必须去吻你，女士，否则我会发疯的。我像罪犯一样工作，这是我的奖励。再见，所有人中的美女。”玛丽回答：“你是个坏人，我期待着你整晚都在我的小屋裡。我们很快就会在五点钟吃晚饭，然后一起离开。让我们看看，摸索一下。我昨天整晚都在看你，我看着你，没有看到你的眼睛。你看起来像个混蛋。明天早上我会来看你。今晚我不在家。我的上帝，我有什么愿望这么说！所以我们永远无法坚持下去？”。她们的关系在巴黎受到诽谤，特别是因为她们是最杰出的女性人物之一。古斯塔夫·普朗舍（Gustave Planche）写信给乔治·桑，要她警惕这种危险的友谊，而多瓦尔的情人阿尔弗雷德·德·维尼则恳求她：“我禁止玛丽回答这个让她厌烦的萨福！”。这封信没有起作用。事实上，玛丽·多瓦尔合作创作了乔治·桑的戏剧《科西玛》（Cosima），该剧于1840年4月29日在法兰西喜剧院首演，由这位著名女演员担任主角。她们的关系很牢固，很可能一开始就恋爱了，这是一个丑闻，但并没有改变；即使在玛丽·多瓦尔去世后，乔治·桑仍继续为她的家人带来好处。

### 阿尔弗雷德·德·缪塞

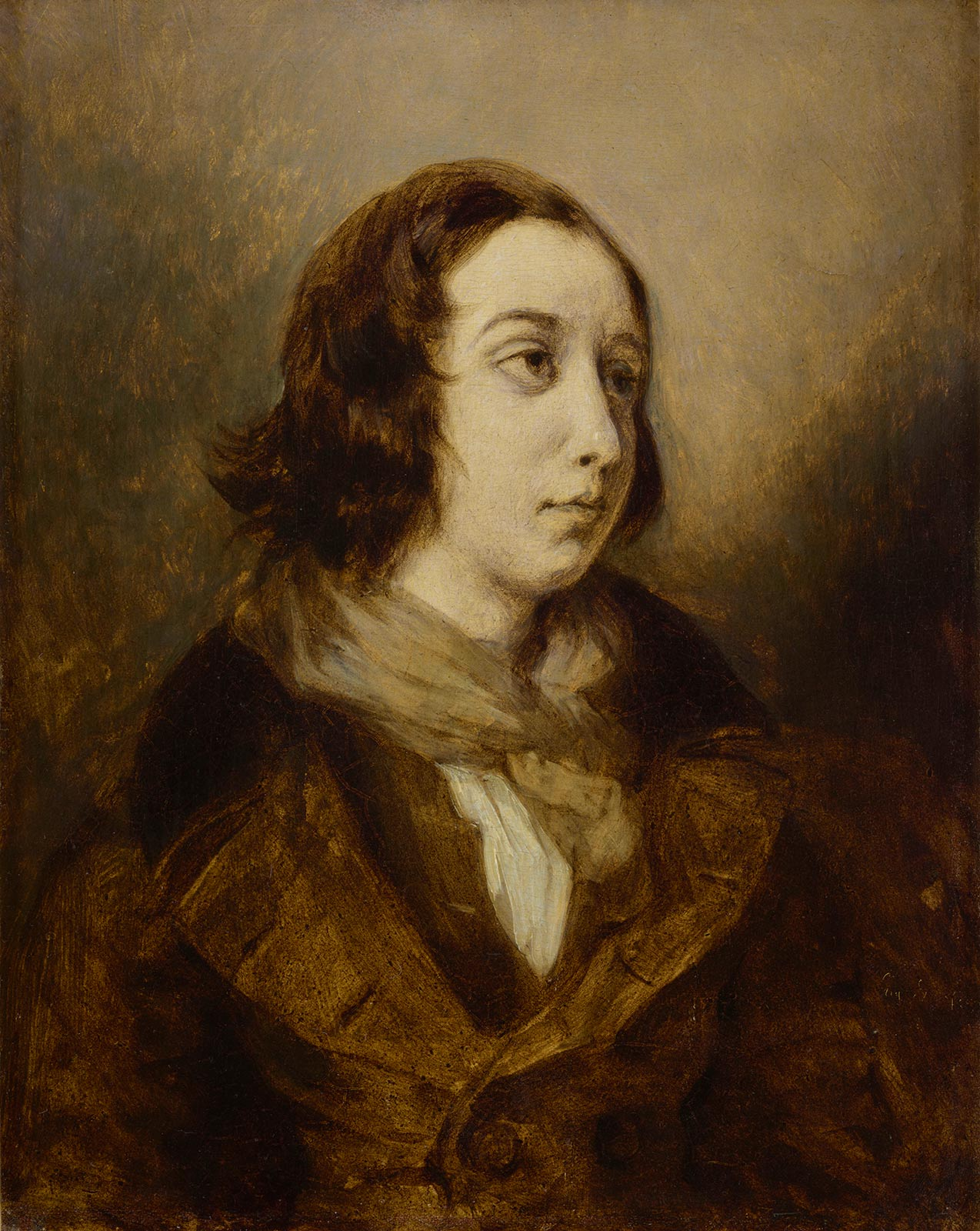
1834年的乔治·桑
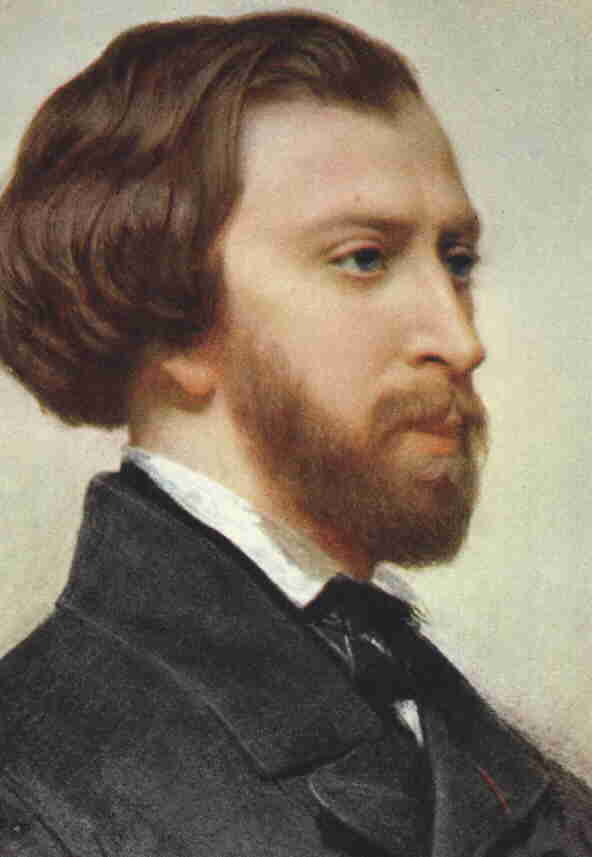
阿尔弗雷德·德·缪塞
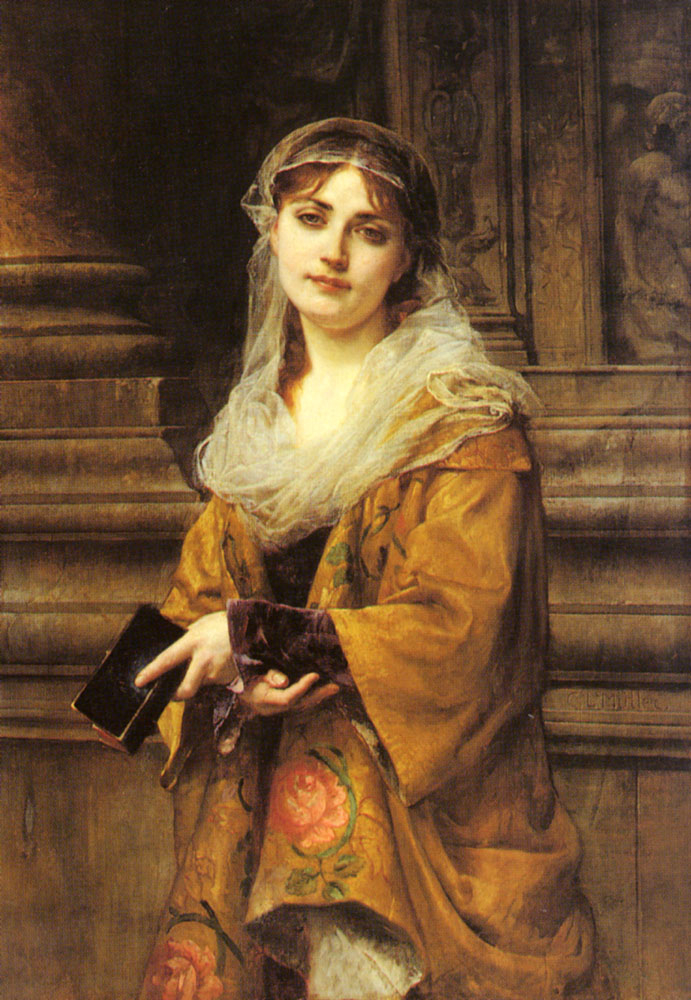
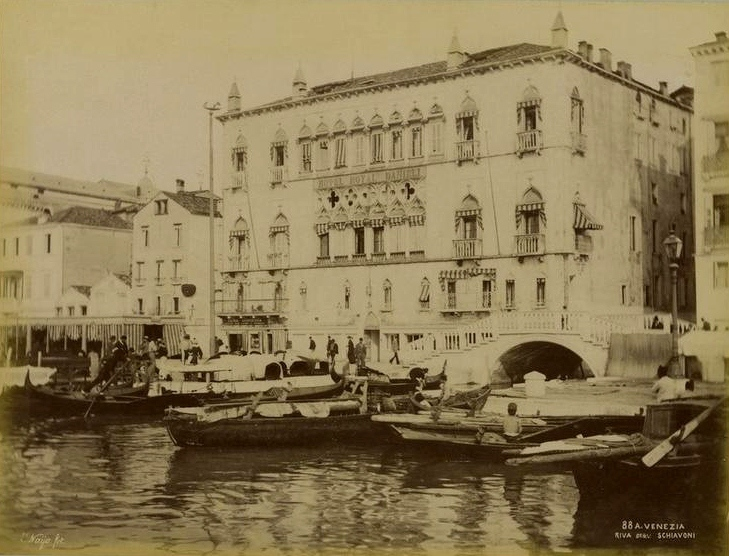
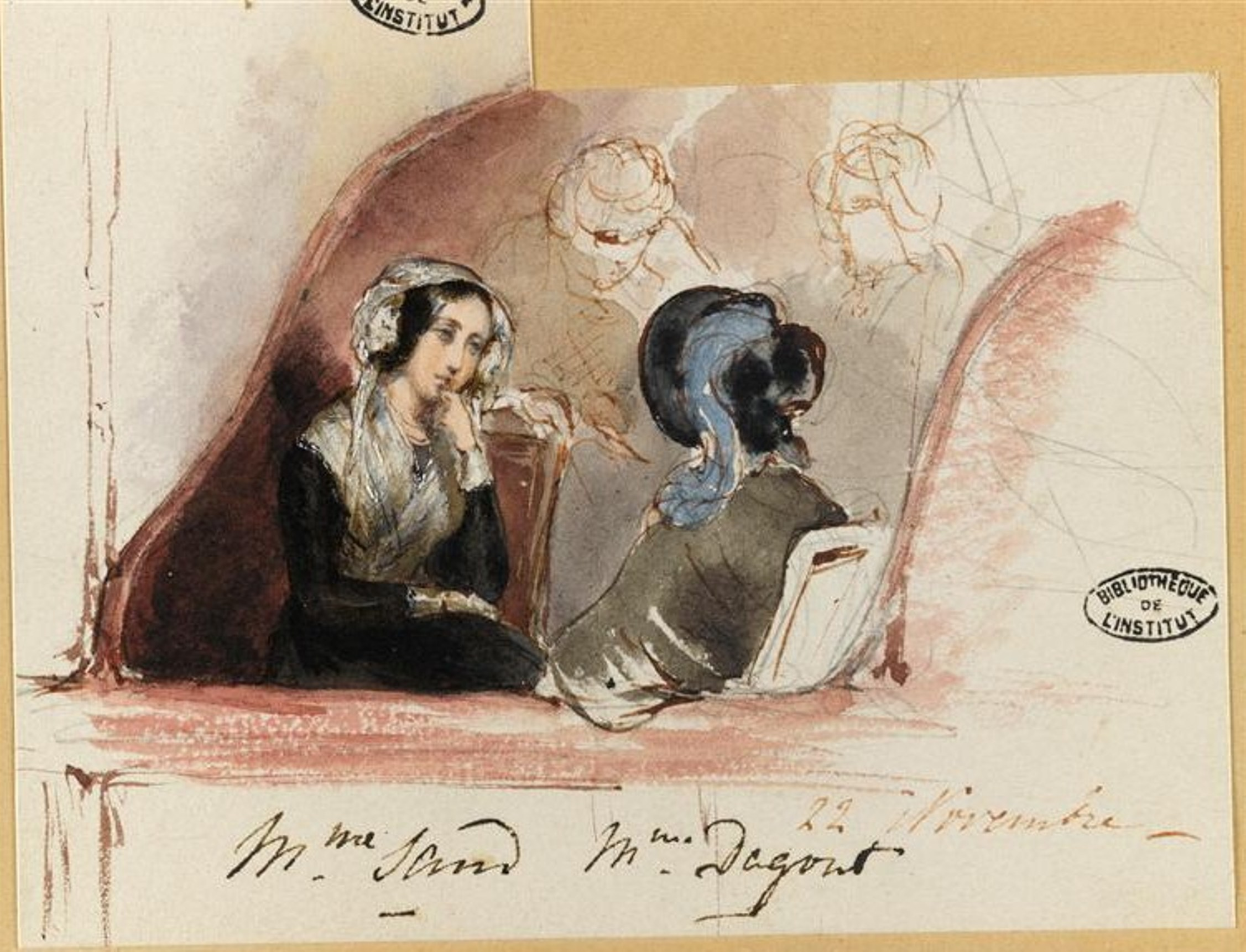
1837年的乔治·桑與瑪麗·達古爾特

在1833年6月17日，乔治·桑第一次见到阿尔弗雷德·德·缪塞，是在巴黎黎塞留路104号的卢万蒂耶尔餐厅（restaurant Lointier），由《两大陆评论》（Revue des Deux Mondes）主编弗朗索瓦·比洛兹为合作者举办的晚宴上。 7月底，他们成为恋人，缪塞搬到了乔治·桑的马拉凯堤岸寓所。这对情人前往 枫丹白露，于8月5日至13日，在法兰西街108号的不列颠酒店（Hôtel Britannique）住宿。一天晚上，在弗朗沙峡谷（gorges  de Franchard）的森林里散步时，缪塞产生了幻觉，认为他看到了自己的替身。这一场景在小说《她和他》（Elle et Lui）中提到，缪塞在《十二月之夜》（Nuit de Décembre）中也描述了这一场景。。
他们设计了一次去意大利旅行的行程。他们于1833年12月12日出发，司汤达一起参加了这次航行，他在马赛与他们会面，前往奇维塔韦基亚出任领事职位。在热那亚 ，乔治·桑染上发烧和痢疾。他们于1833年12月31日抵达威尼斯，于1834年1月1日在达涅利酒店（hôtel Danieli）下榻。乔治·桑仍然生病，不得不卧床两周，缪塞没有放弃所有的乐趣，恢复了夜生活。在热那亚和佛罗伦萨，乔治·桑已经抱怨同伴的不当行为，在威尼斯决定对他关上大门。这时缪塞也病重，发烧伴有谵妄发作。乔治·桑忘记了怨恨，守在他的床边。她求助于诊断伤寒的年轻医生皮埃特罗·帕热洛（Pietro Pagello）。乔治·桑爱上了帕热洛，而缪塞的健康状况有所改善。帕热洛向她承认了他对乔治·桑的热情。缪塞是一个忍耐的人，与他们保持着友谊，于1834年3月29日离开威尼斯返回法国。尽管如此，他仍然与乔治·桑保持通信联系，后者仍与帕热洛在一起，正在写几本书。她写了《马蒂亚》（Mattea）、《利昂·莱奥尼》（Leone Leoni）、《安德烈》（André）、《雅克》（Jacques）和《旅行者的信》（Lettres d'un voyageur），然后带着帕热洛回到法国。
在1834年8月14日，他们抵达巴黎，缪塞得知他们回来后，恳求乔治·桑接受见面。她答应了他的愿望，于8月17日再次见到他。两人都为自己的过错而失去幸福而自责。乔治·桑悔恨到想要自杀。他们意识到无法返回，决定彼此疏远，于8月24日离开巴黎，缪塞前往巴登，而乔治·桑前往诺昂。至于帕热洛，尽管他受邀陪同小说家前往贝里，但他选择留在首都。在德国流亡期间，缪塞向乔治·桑发送了热情如火的信件，于1834年10月20日回到法国，与这位诗人重新联系。嫉妒的帕热洛要回意大利了。但他们的新关系只是重新点燃消耗他们的痛苦、争吵和指责。在1834年11月9日，疲惫的缪塞再也无法忍受，提出分手。乔治·桑绝望了，试图和解，但缪塞没有回复她的信。她决定以浪漫的方式剪掉头发，送给他作为爱的证明，表示她深切的悲伤。
在1834年11月底，应出版商弗朗索瓦·比洛兹的要求，她会见了画家欧仁·德拉克洛瓦。后者希望通过一幅肖像，向读者介绍这位自1833年以来一直在写作的小说家。德拉克洛瓦笔下的乔治·桑，脸上充满了悲伤。作家身穿男装，展示了她剪下来的头发。在这段痛苦的时期，乔治·桑写日记；在11月25日，她直接写信给缪塞：“今天早上，我在德拉克洛瓦家摆姿势。我和他聊天，抽着美味的烟。他给了我一些[…] 但我没有痊愈！好吧，好吧，随你所愿，我的上帝！让我做你喜欢的事。今天早上我把我的悲伤告诉了德拉克洛瓦，因为除了这个，我还能说什么？他给了我一个很好的建议，那就是没有更多的勇气。放开你自己，他说。当我这样的时候，我不会感到骄傲；我不是天生的罗马人。我屈服于绝望。他咬我，射杀我，杀了我。当他受够了，他又累了，他离开了我。我的会离开我吗？唉！它每天都在增加。”
缪塞收到信后，泪流满面。1835年1月初，乔治·桑和缪塞重新开始了他们的田园诗。乔治·桑写信给缪塞的知己阿尔弗雷德·塔特（Alfred Tattet）：“阿尔弗雷德再次成为我的情人。2月14日，这对情人在法兰西喜剧院观看了维尼 演出的《查特顿》（Chatterton）。他们的关系充满了抱怨、抗议和相互指责，最终在1835年3月6日，由乔治·桑提出分手。
乔治·桑和缪塞的这种婚外情关系，激发了前三封《一个旅行者的信札》（Lettres d'un voyageur）以及缪塞的小说《一个世纪儿的忏悔》（La Confession d'un enfant du siècle）。
阿尔弗雷德·德·缪塞去世后，乔治·桑于1859年出版了《她和他》（Elle et lui）来讲述他们的故事。阿尔弗雷德的兄弟保罗·德·缪塞则出版了《他和她》（Lui et elle），而与阿尔弗雷德·德·缪塞有婚外情的路易丝·科莱（Louise Colet）则用《他》（Lui）来回应。

1833年，由繆塞所繪的乔治·桑
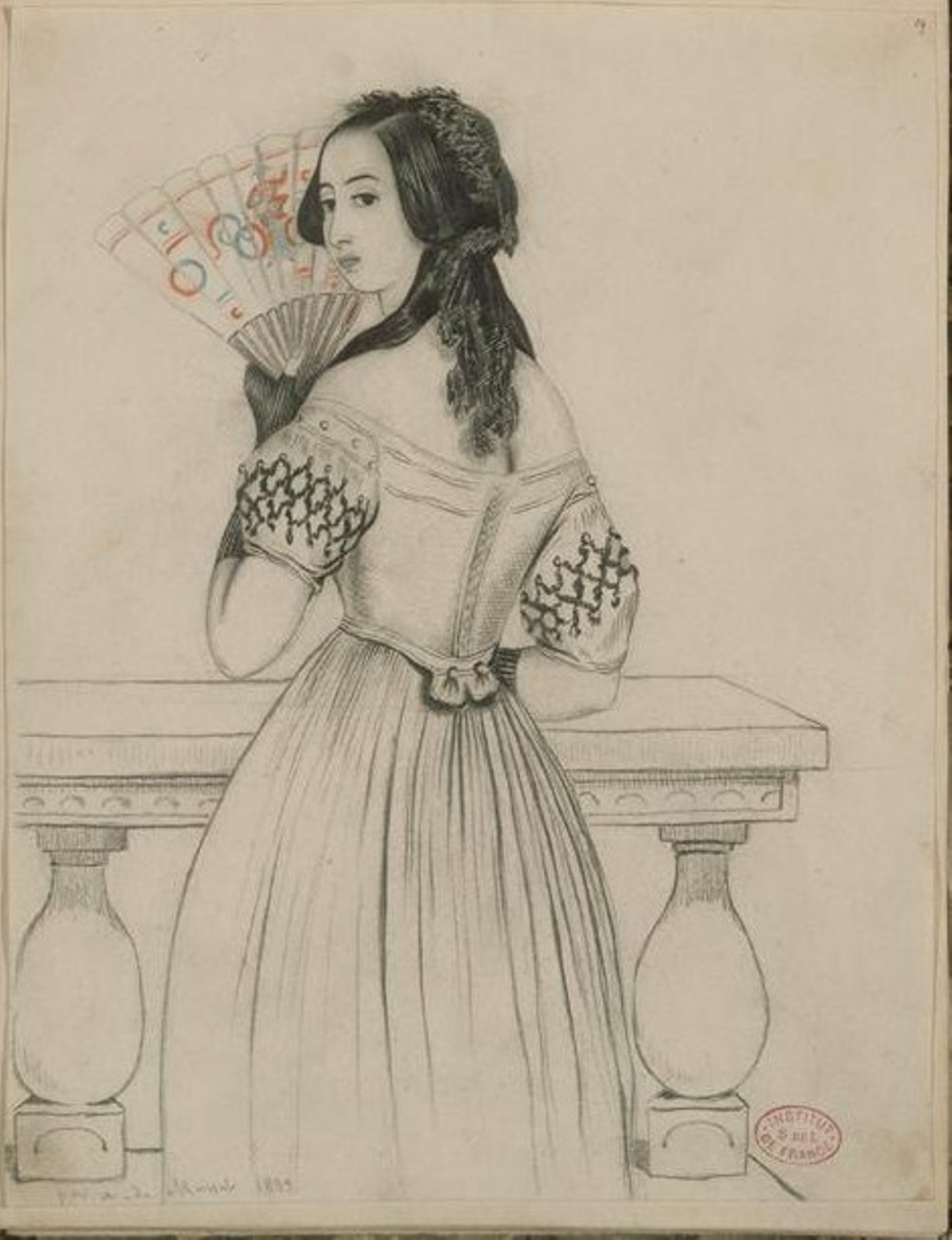
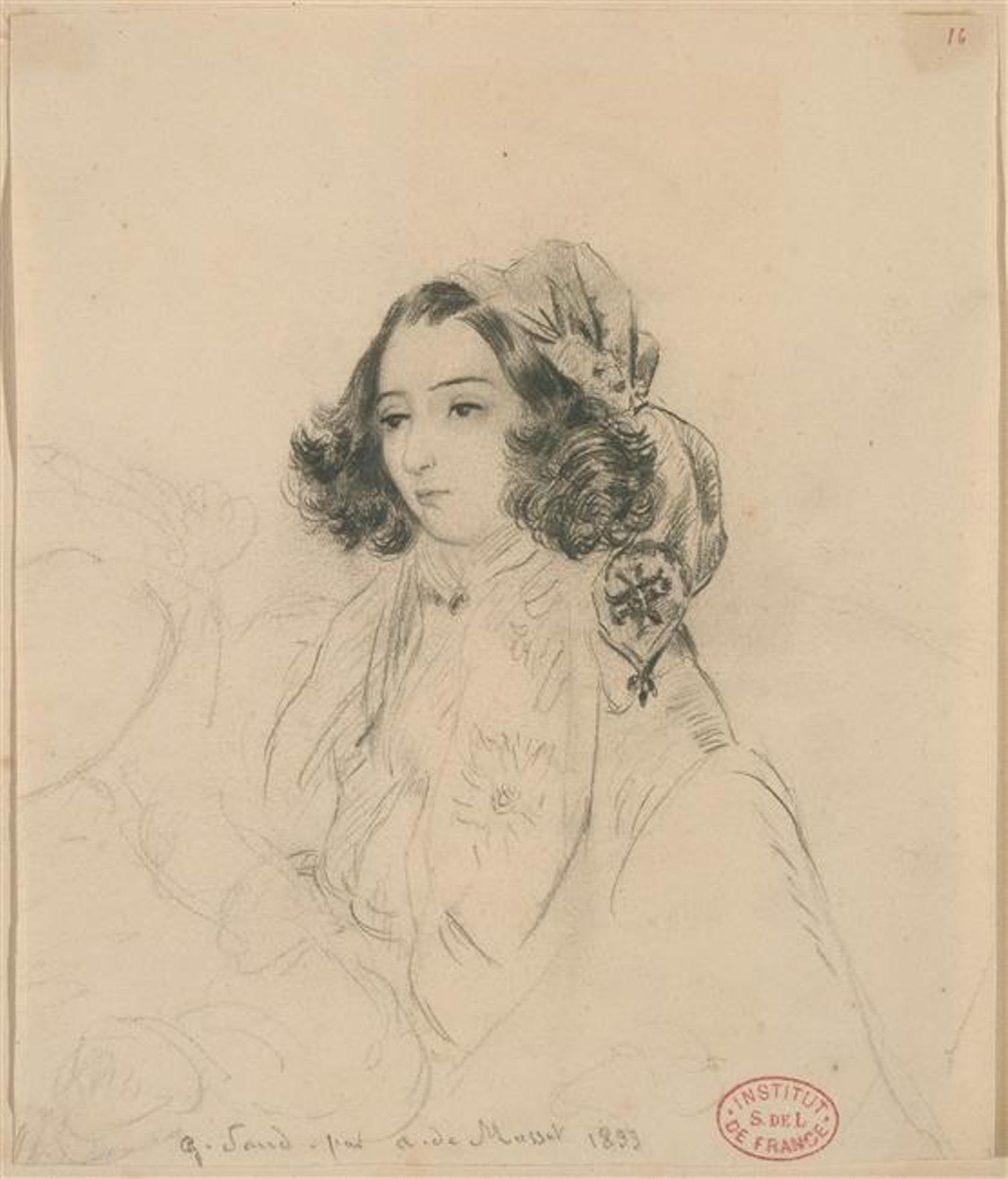
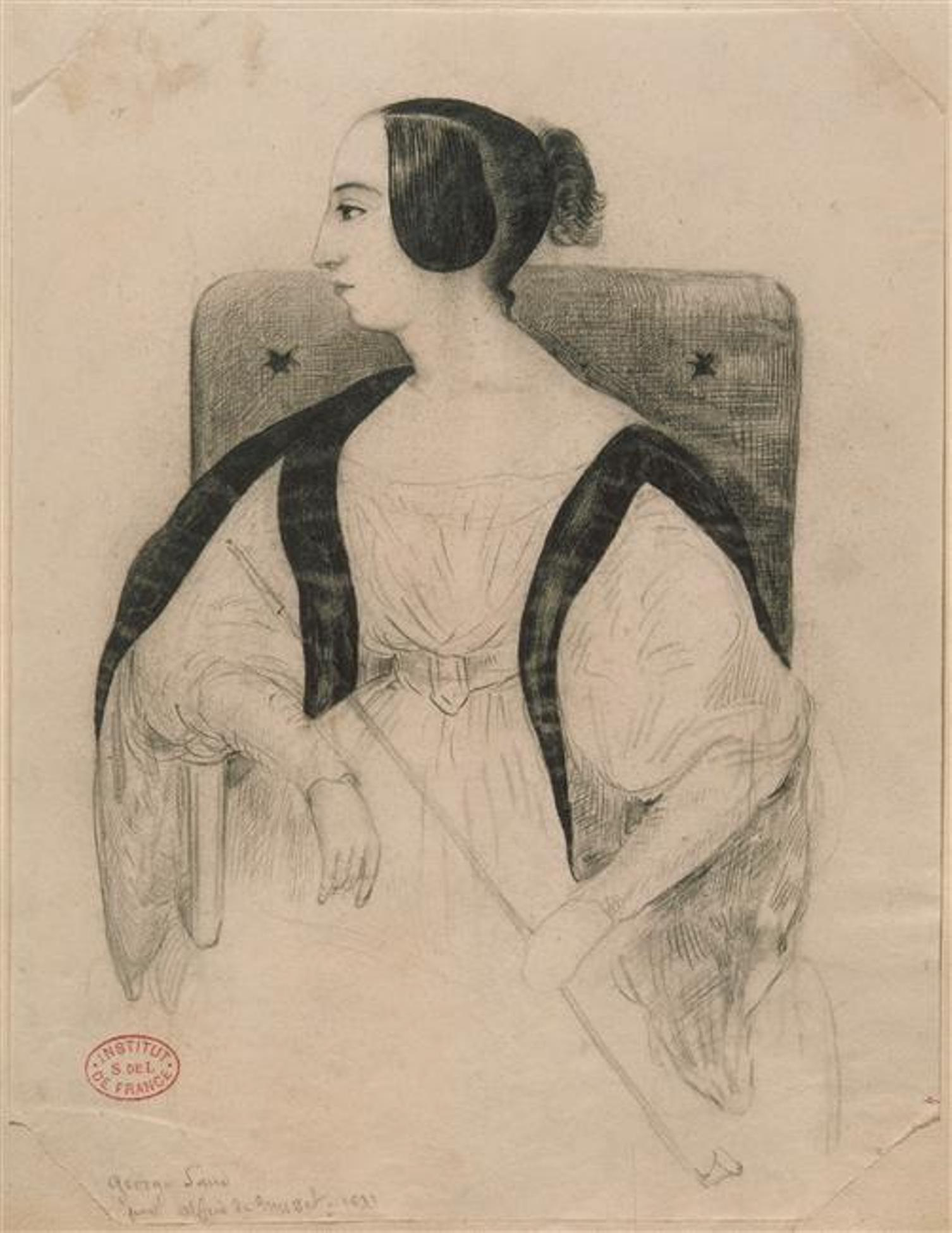
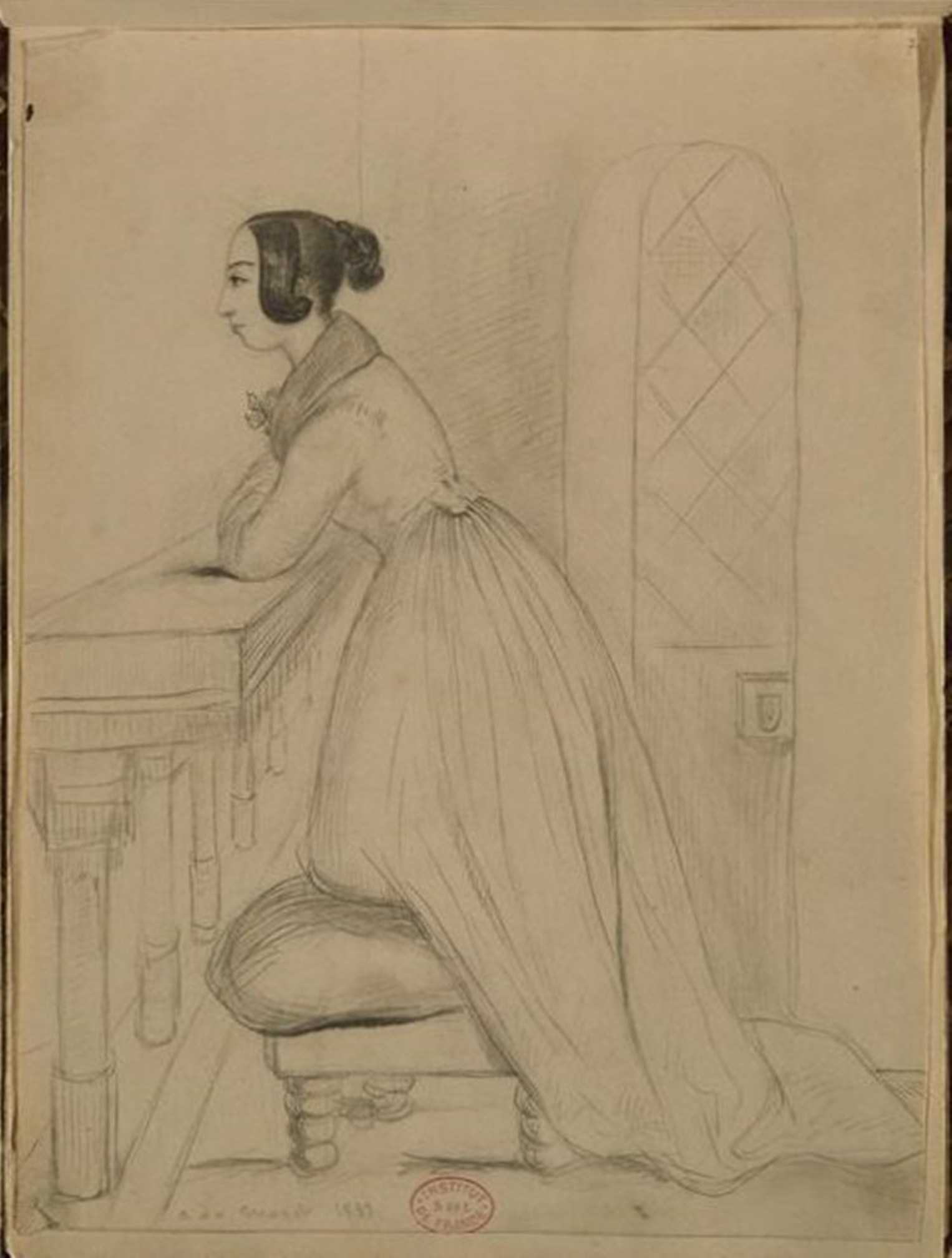
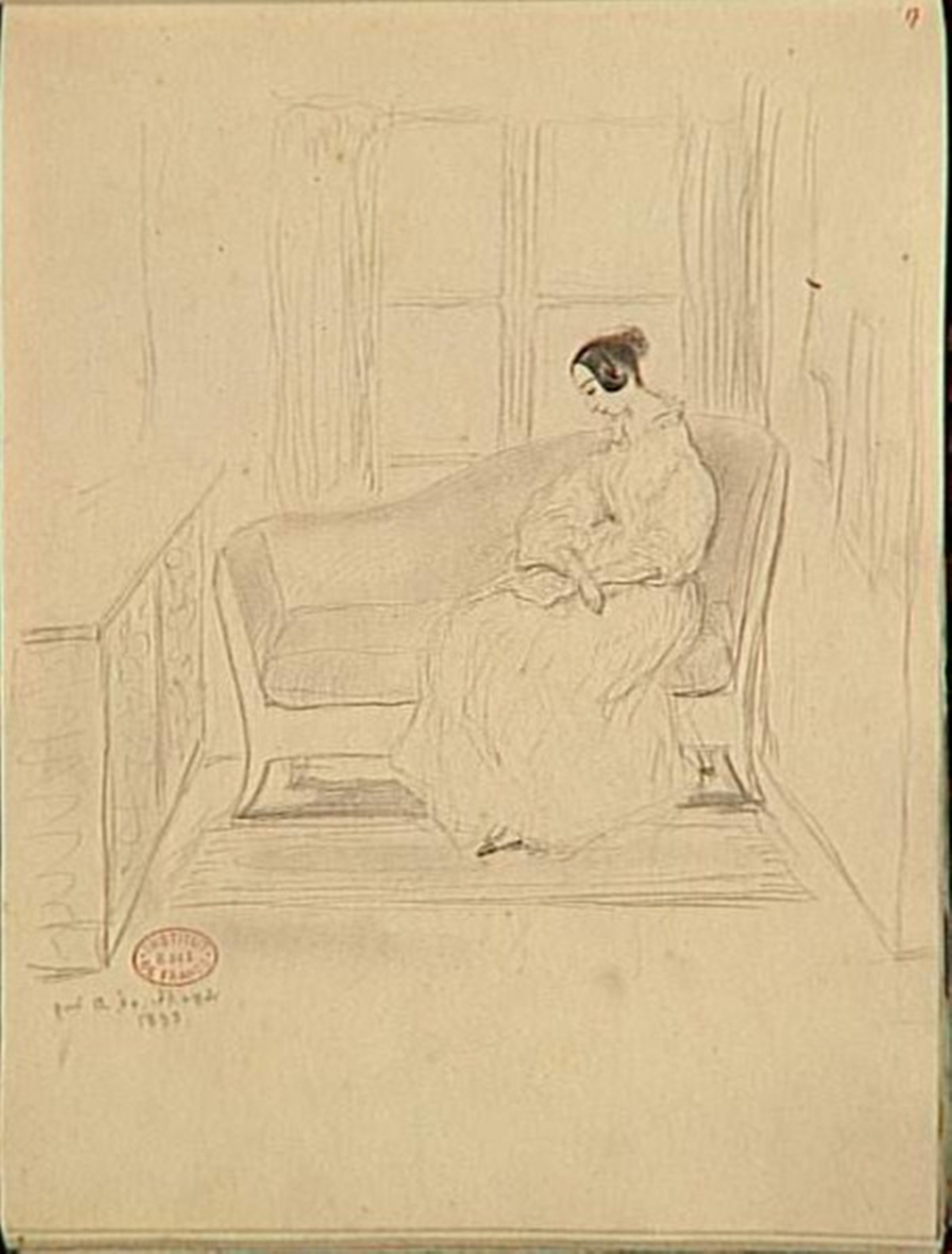
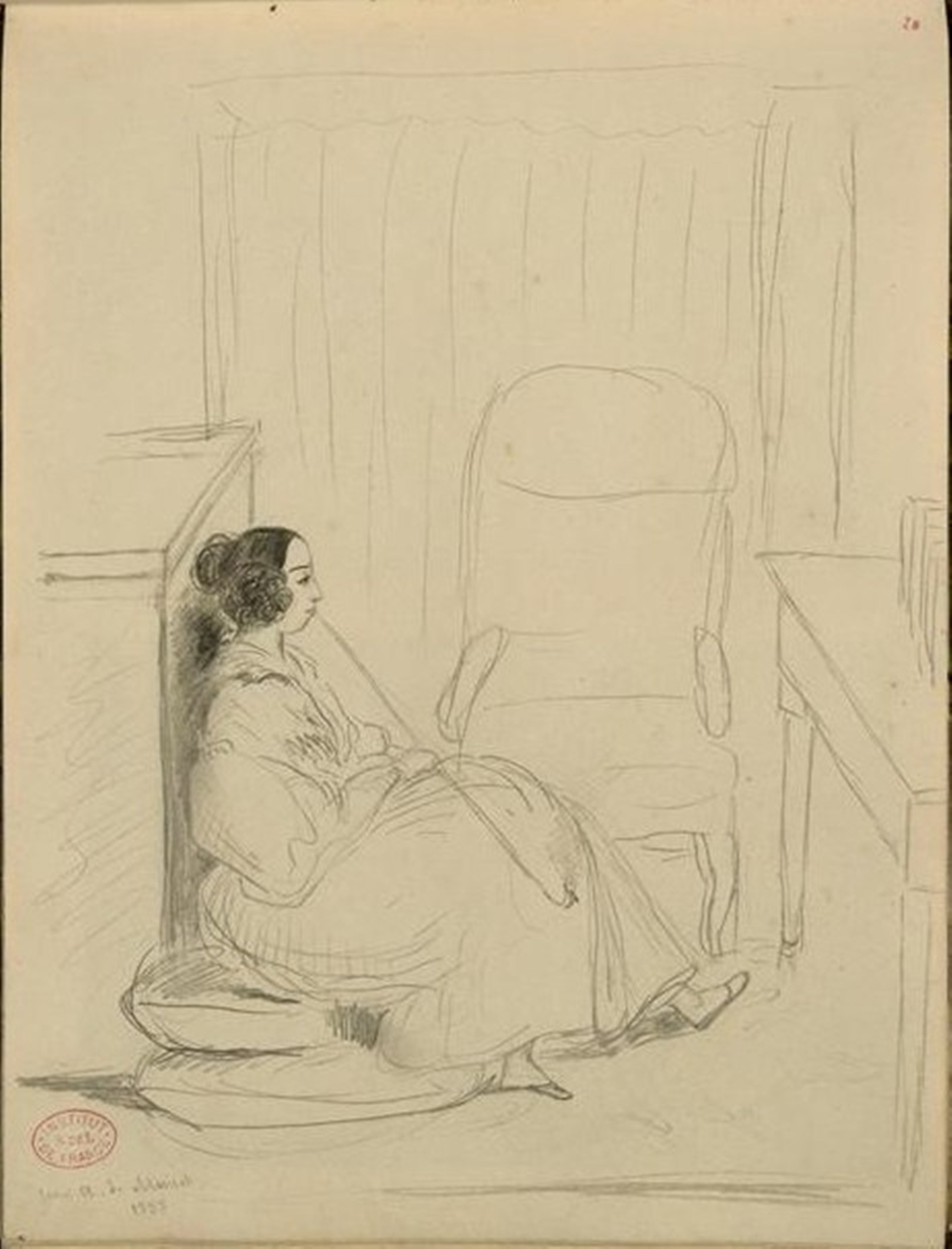
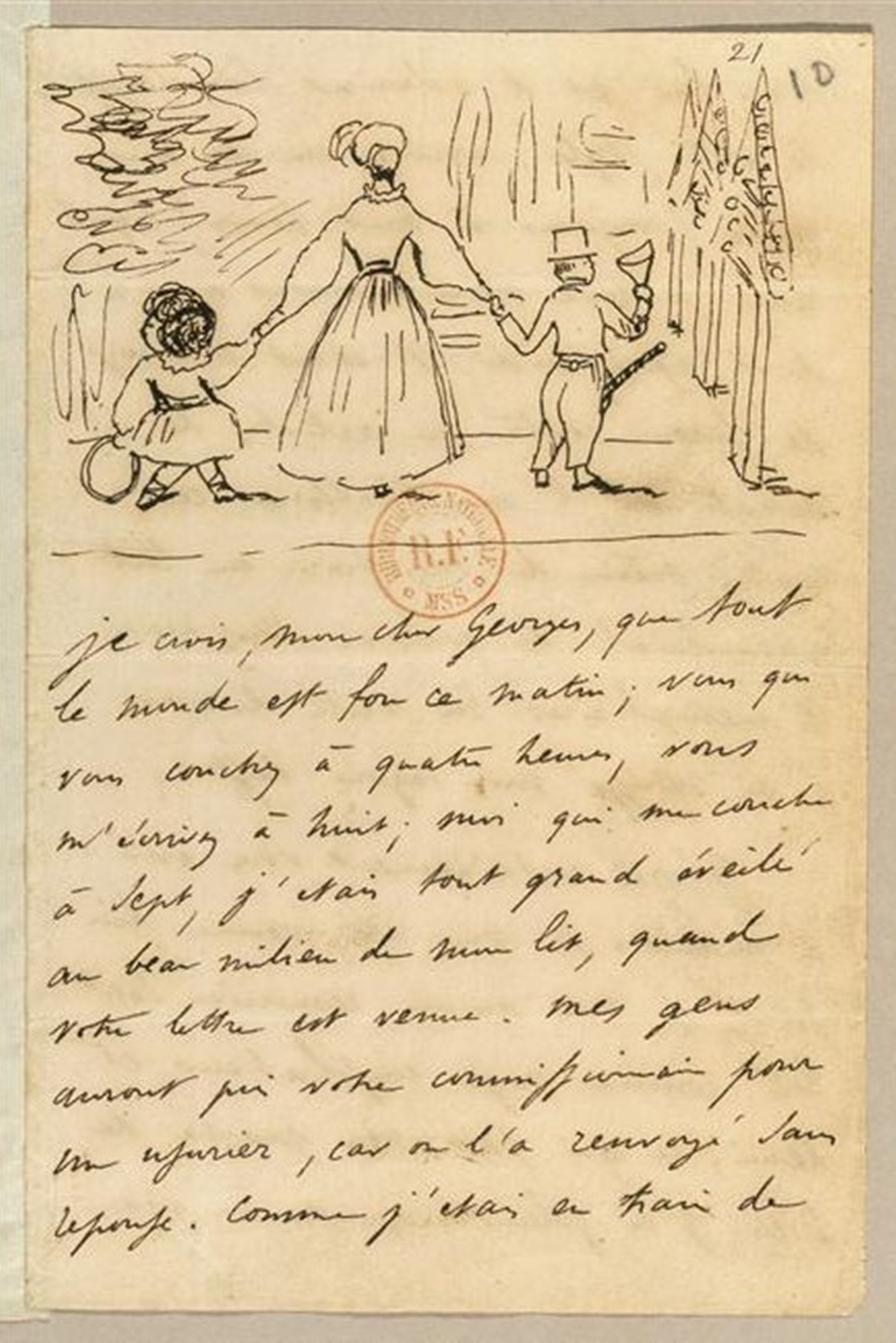

### 米歇尔·德·布尔日
乔治·桑对她的丈夫卡西米尔·迪德旺提起诉讼。由于卡西米尔沉迷于奢靡的生活方式，夫妻之间的关系因此恶化，卡西米尔从事了危险的交易。乔治·桑有理由担心这会导致他的毁灭。朋友们推荐著名的共和党律师路易·米歇尔（Louis Michel）为她与迪德旺男爵的最终分居辩护。这位律师以其所在城市取的笔名米歇尔·德·布尔日（Michel de Bourges）而闻名，他在演讲方面非常有天赋，并参与了七月王朝的政治进程。在1835年4月9日，乔治·桑在贝里的前首府布尔日会见了他，并向他解释了他的案件。米歇尔刚刚读了她的小说《莱莉亚》，由于迷恋乔治·桑，他在布尔日的街道上漫步了一整晚，为她提供了令人印象深刻的辩护。
诱惑是相互的，乔治·桑5月在巴黎找到了他，他们成为了恋人。米歇尔·德·布尔日开始了双重的激情：爱情和政治。乔治·桑在第一版《莱莉亚》中鲁莽地承认与他一起的这种“冷淡”，很快又修改了。米歇尔还将乔治·桑的共和党观点转变为社会主义思想。她的巴黎公寓被改造成共和党的小团体，因此受到警方的监视。在1836年2月16日，经过漫长的诉讼，米歇尔赢得了乔治·桑的分居审判。他向乔治·桑承诺，和她住在一起，但他是一个已婚男人，他只能这样做。由于他对妻子的恐惧和小说家的强烈个性，他于1837年6月断绝了他们有害的关系。这种痛苦的分离使乔治·桑感到不安，随后的婚外情依然不断：他儿子莫里斯（Maurice）的导师费利西安·马莱菲勒（Félicien Mallefille） 、查理·迪迪耶尔（Charles Didier）和演员博卡热（Bocage）。最后一位他对友谊保持了忠诚。
乔治·桑将第六封《一个旅行者的信札》（Lettres d'un voyageur）寄给埃韦拉尔德（Éverard），这是她对米歇尔·德·布尔日（Michel de Bourges）的昵称。他还启发了她1836年同名小说中的律师角色“西蒙”（Simon）。另一部名为《秃头昂热尔瓦尔德》（Engelwald le Chauve）的作品也让人想起米歇尔·德·布尔日, 但这部作品从未出版，手稿于1864年被作者销毁。
在此期间，乔治·桑接近弗雷德里克·吉雷尔德（Frédéric Girerd）。他是米歇尔·德·布尔日的朋友，和他一样，他也是一名律师和政治家。他成为乔治·桑的朋友和知己，此后他们将保持联系。

### 李斯特·费伦茨和玛丽·达古尔特

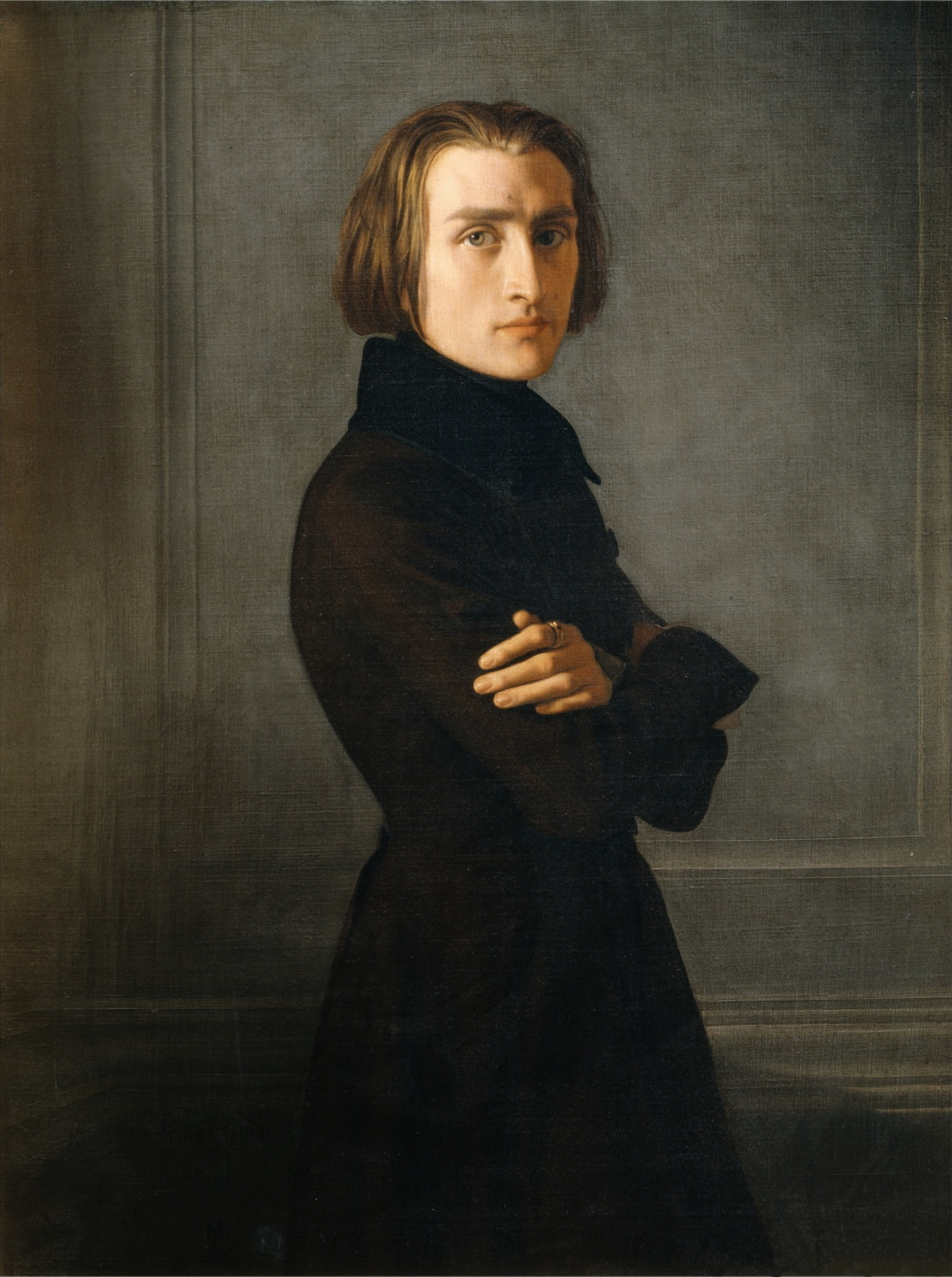
李斯特·费伦茨

阿尔弗雷德·德·缪塞将乔治·桑介绍给李斯特·费伦茨，他是作曲家、钢琴家，也是诗人妹妹赫米尼（Herminie）的音乐老师。李斯特·费伦茨经历过1830年革命，受到受到圣西门和于格·费利西泰·罗贝尔·德拉梅内思想的影响。他阅读了《莱昂纳·莱昂尼》（Leone Leoni），将《马农·莱斯科》（Manon Lescaut）改编为浪漫主义风格，使他成为乔治·桑的崇拜者。他们保持了纯粹的友谊关系。这位著名钢琴家有一位才华横溢的德国学生赫尔曼·科恩（Hermann Cohen），他将他介绍给了巴黎作家和音乐家聚集的圈子。在1834年，乔治·桑和德拉梅内院长遇到了李斯特的这位门生，两人都被这个小男孩迷住了。李斯特·费伦茨给他起了个绰号“普兹”（Puzzi），在德语中意为“可爱”，于是乔治·桑称他为“忧郁的拼图”（le mélancolique Puzzi）。这个孩子注定拥有辉煌的艺术生涯，他经常遇到乔治·桑，她非常喜欢他，认为他是自己的第二个儿子。
在1836年8月28日，乔治·桑带着她的孩子离开诺昂前往瑞士，他的朋友李斯特·费伦茨和情妇玛丽·达古尔特在那里等着他。玛丽离开丈夫和女儿，于1835年6月在日内瓦与李斯特·费伦茨团聚，他们之间的激情令乔治·桑感到高兴。这是作家第二次在阿尔卑斯山逗留。费伦茨和“阿拉贝拉”（Arabella，玛丽·达古尔特的浪漫笔名）, 与他们的门生赫尔曼·科恩一起陪同乔治·桑，踏上了从勃朗峰霞慕尼开始的旅程。日内瓦学院现代文学史教授、瑞士陆军炮兵少校阿道夫·皮克特（Adolphe Pictet）也加入了他们。这次为期15天的骡子之旅经过了多个地点：日内瓦、 勃朗峰霞慕尼、博松冰川（glacier des Bossons）、福尔克拉兹山口（Col de la Forclaz）的黑色悬崖（le précipice de la Tête-Noire）、马蒂尼、弗里堡的圣尼各老主教座堂及其著名的管风琴，以及冰之海（Mer de Glace）。
在1836年10月，乔治·桑搬到了巴黎拉菲特路的法兰西酒店（hôtel de France），李斯特和玛丽·达古尔特住在那里。经常光顾达古尔特伯爵夫人沙龙的有于格·费利西泰·罗贝尔·德拉梅内、海涅、亚当·密茨凯维奇、米歇尔·德·布尔日、查理·迪迪耶尔（Charles Didier）和弗雷德里克·肖邦。1837年2月至3月和5月至7月，李斯特和玛丽·达古尔特住在诺昂，并接待了与她通信的风景画家波尔·于埃（Paul Huet）。
乔治·桑将第七封《一个旅行者的信札》寄给了李斯特·费伦茨, 李斯特写了三封“音乐学士的信”（Lettres d'un bachelier ès musique）作答。。在1838年，乔治·桑将一部小说的题材爆料给巴尔扎克，“画廊”（Galériens）或“爱情力量”（Amours forcés），是关于李斯特·费伦茨和玛丽·达古尔特这对情人的故事。这就是为什么乔治·桑自己不能写这部小说，而要将其委托给巴尔扎克的原因。这本小说出现在《人间喜剧》系列中，标题为《贝阿特丽克斯》（Béatrix，1839）达古尔特伯爵夫人的角色是“贝阿特丽克斯”，而李斯特是作曲家“孔蒂”。至于乔治·桑，她在小说中名为费利西泰·德·图谢（Félicité des Touches），或她的雌雄同体笔名“卡米勒·莫潘”（Camille Maupin）。角色是完全透明的，在作品中，费利西泰·德·图谢总是与“贝阿特丽克斯”相比，是他最喜欢的。我们可以看到，由于乔治·桑对弗雷德里克·肖邦 的迷恋，两位女性的友谊已经冷却。 

### 费利西泰·德·拉梅内

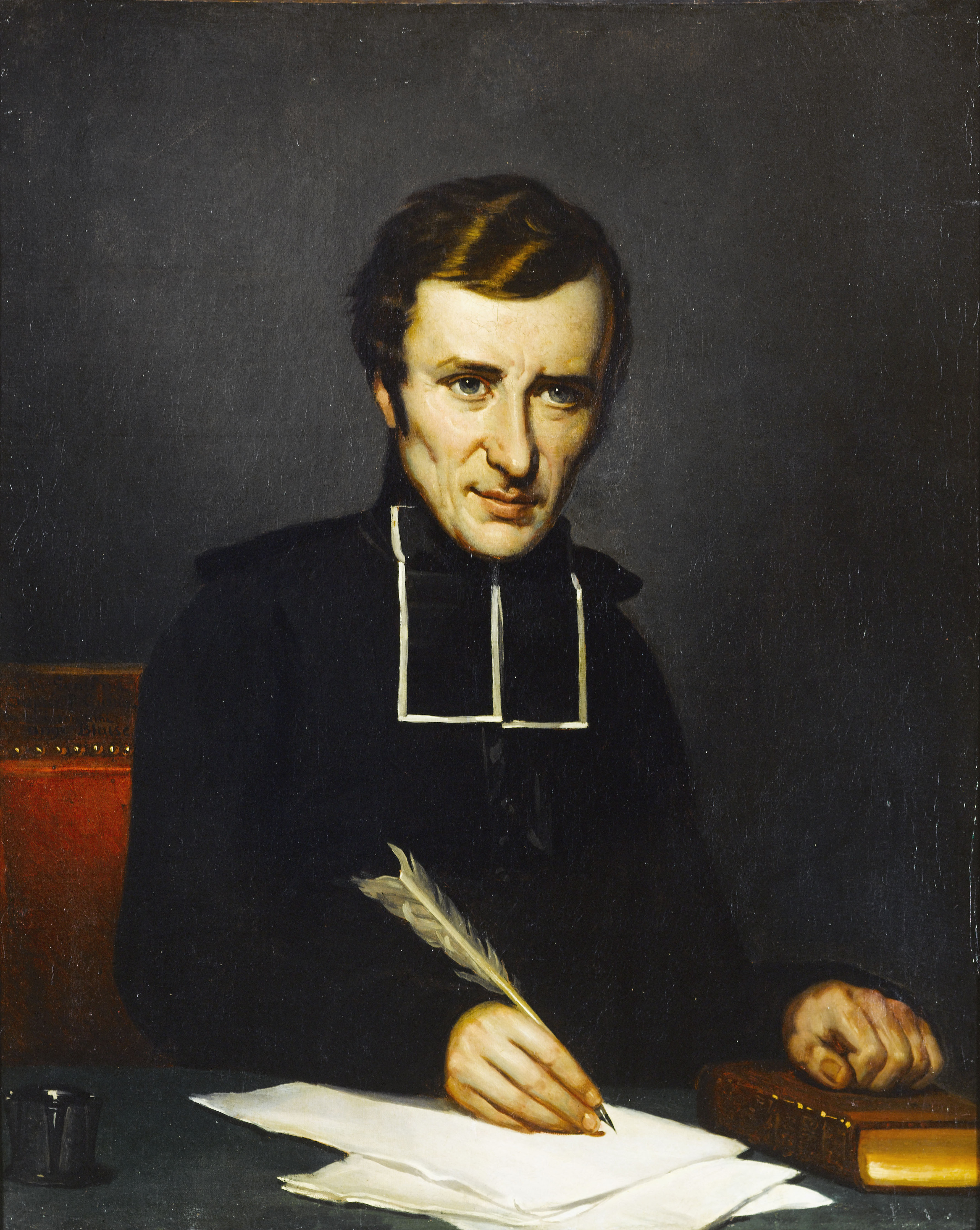
于格·费利西泰·罗贝尔·德拉梅内

于格·费利西泰·罗贝尔·德拉梅内院长是一位基督教的民主人士，他在福音中找到了自由、平等和博爱，这是哲学家们收集并由革命宣布的法律。他的书《信徒的话》（Paroles d'un croyant）出版后，他因此被逐出教会。德拉梅内对李斯特和乔治·桑产生了巨大影响，他们在《人生的历史》（Histoire de ma vie）中表达了对这位神父的热情。她对他说：“我们把你算在我们的圣徒中……你是我们新教会的父亲。” 于格·费利西泰·罗贝尔·德拉梅内定居巴黎，创办了一家名为《世界报》（Le Monde）的报纸，乔治·桑自愿与该报合作。
在1837年，她发表了一篇文章《安格雷和卡拉马塔》（Ingres et Calamatta），旨在宣传雕刻师路易吉·卡拉马塔（Luigi Calamatta），他为她画了肖像，并雕刻了《地下墓穴之旅》（Une visite aux Catacombes）。后来她又发表了一小段诗，最后是著名的《给玛谢的信》（Lettres à Marcie）。在后者中，乔治·桑表达了她对婚姻、妇女解放和男女平等的看法。这部作品的大胆一定让拉梅内感到震惊，因为他对作者的评论如下：“她不会原谅圣保罗说：女人，服从你的丈夫！”最后，当拉梅内放弃《世界报》的方向时，出版停止了。
拉梅内在他的小说《精神》（Spiridion）中启发了乔治·桑，他是一位修道院的创始修士，也是一位毫不妥协的真理寻求者。哲学家皮埃尔·莱鲁也在这本书中留下了自己的印记。

### 皮埃尔·莱鲁

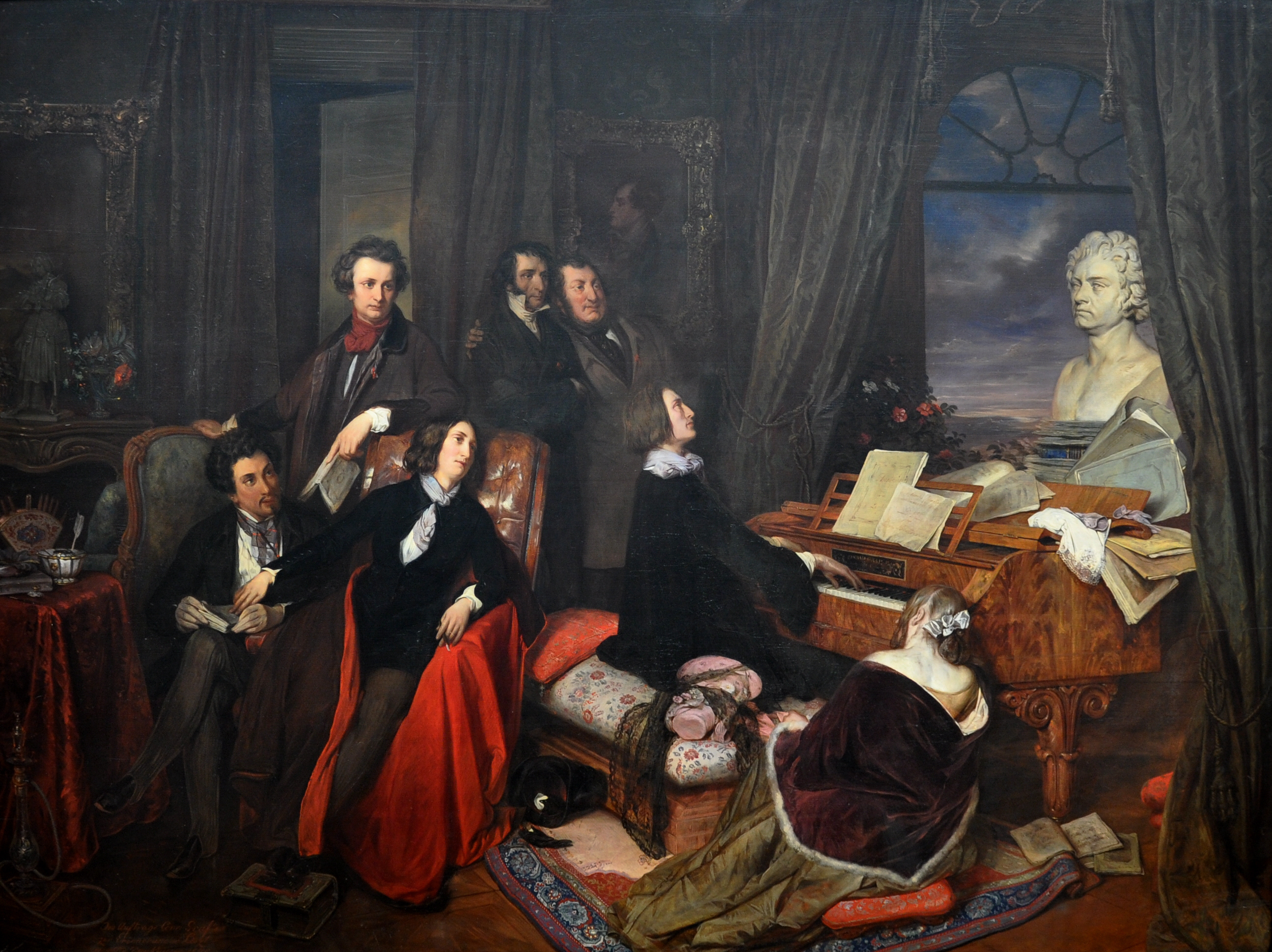
坐者，从左到右：大仲马、乔治桑、李斯特、玛丽·达古尔特伯爵夫人；站立者：维克多·雨果（或赫克托·柏辽兹）、尼科罗·帕格尼尼、焦阿基诺·罗西尼

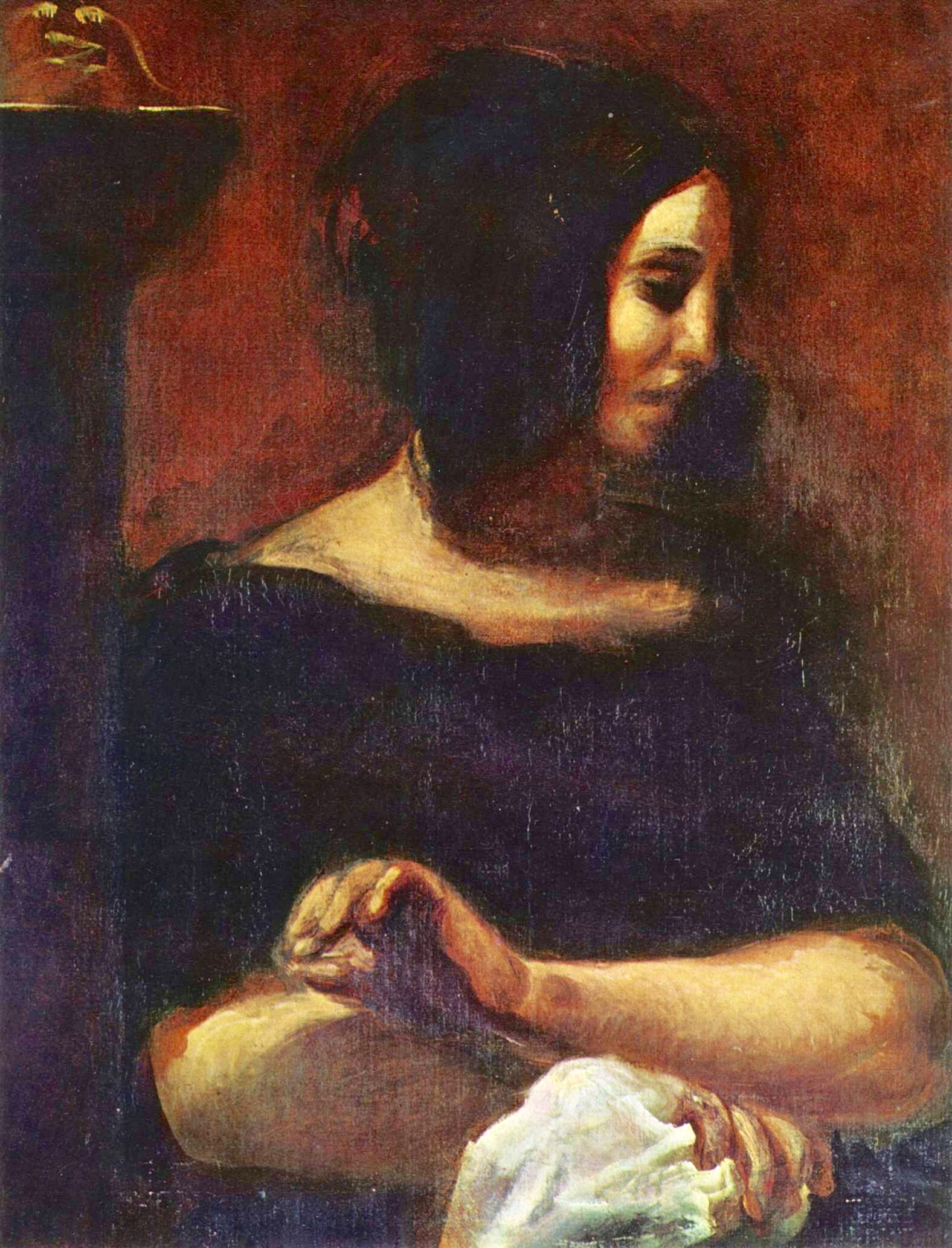
乔治·桑肖像，欧仁·德拉克洛瓦绘于1838年。收藏于哥本哈根奥德罗普格园林博物馆

沙尔-奥古斯丁·圣伯夫（1804-1869），是一位评论家和作家，也是乔治·桑的文学顾问。他也是她的知己，尤其是在她与阿尔弗雷德·德·缪塞相爱的时候。乔治·桑一直在寻找理想和改革热情，他向圣伯夫征求了他在这方面的意见。在于格·费利西泰·罗贝尔·德拉梅内之后，她正在寻找一位新的导师，以满足她的政治热情。在1834年的法国首都和各大城市爆发的叛乱，以及在1835年4月的里昂工人起义之后，对在此期间造成叛乱的一万多名叛乱分子，在巴黎举行审判。这场可怕的审判为共和党反对派提供了一个意想不到的论坛，乔治·桑的信念在审判过程中得到了肯定。面对叛乱的失败，她询问圣伯夫关于革命的问题。他将他引向两位理论家：皮埃尔·莱鲁和让·雷诺（Jean Reynaud），他们参与了《法国新百科全书》的编写。1835年6月，乔治·桑要求与皮埃尔·莱鲁会面，她向他提出了社会问题。莱鲁说服了乔治·桑，她只向他发誓。深厚的友谊源于他们的相互钦佩，哲学家从作家那里找到了重要的物质帮助。
在皮埃尔·莱鲁的原理中，她发现了从基督教、让·雅克·卢梭、圣西门主义、米歇尔·德·布尔日和于格·费利西泰·罗贝尔·德拉梅内 那里借用的零散教条的综合。考虑到皮埃尔·莱鲁的思想对乔治·桑作品的影响，有必要在这里总结他的学说：
1. “人是一种被理性转化的动物，并与人类不可分割地结合在一起；人不能被认为是人类之外的人；人不仅是感觉（sensation）、知觉（sentiment）或知识（connaissance），而且是这三件事不可分割的三位一体。”
2. “我们是不朽的；在死亡时，灵魂只会重新融入上帝，在人类每一次新的重生之前都会被遗忘；有一个重生的循环，在每一次化身中，人都会变得完美。”
3. 在化身（incarnation）过程中，每个人都必须无限地进步，与自然和人类同胞充分交流；没有社会、家庭和财产，人就无法生活，但必须打击这三种制度的滥用，这三种制度阻碍了人无限地进步。
4. “人类的进步是无限和持续的（莱布尼茨的观点）。宗教是不完整的，因为它将身体和灵魂、精神和物质分开；上帝无处不在，无论是物质上还是精神上（亨利·德·圣西门思想）。当人类明白，一个人死后不应该在这个世界之外等待上帝的王国，而是试图提升和圣洁肉体的生命和尘世的劳动时，他就会找到救赎。”

从这个角度来看，莱鲁对某些中世纪教派特别感兴趣，如罗拉德派、胡斯派，尤其是塔博尔派。
皮埃尔·莱鲁的思想体现在乔治·桑的一系列小说中：《斯匹里底翁》（Spiridion）、《康素爱萝》（Consuelo）、《鲁道夫施塔特伯爵夫人》（La Comtesse de Rudolstadt）、《让·齐斯卡》（Jean Zyska）、《普罗科皮乌斯大帝》（Procope le Grand）、《安杰堡的磨坊主》（Le Meunier d'Angibault）、《安托万先生的罪恶》（Le Péchéde Monsieur Antoine）、《霍勒斯》（Horace）、《法国之旅的同伴》（Le Compagnon du Tour de France）、《让娜》（Jeanne）。所有这些作品似乎都是莱鲁计划的实施：打击阶层、家庭和财产的三重虐待，并宣扬持续进步和人类生活的教义。乔治·桑与无产阶级作家阿格里科尔·佩迪吉耶的会面，启发了她在1840年出版的小说《法国之旅的同伴》（Le Compagnon du tour de France）中皮埃尔·于盖南（Pierre Huguenin）这个角色。这部小说宣扬了莱鲁理论的一个教条，即反对阶级偏见的战争，和消除社会群体之间的差异，《两大陆评论》（Revue des deux Mondes）的主编弗朗索瓦·比洛兹提出了许多的改写和删减建议，以至于乔治·桑更愿意收回手稿并出版一卷。一年后，她拒绝在杂志上发表她的新小说《霍勒斯》（Horace）。
在1841年，乔治·桑与皮埃尔·莱鲁和路易·维亚多共同创立了《独立评论》（La Revue indépendante）。从1841年到1844年，她在这本杂志上发表了小说：《霍勒斯》（Horace）、《康苏埃洛》（Consuelo）、《让·齐斯卡》（Jean Zyska）、《普罗科皮乌斯大帝》（Procope le Grand）、《鲁道夫施塔特伯爵夫人》（La Comtesse de Rudolstadt）、《伊西多拉》（Isidora）以及各种文章。她与无产阶级诗人交上了朋友，如土伦的泥瓦匠查理·庞西（Charles Poncy）、马古神父（père Magu）和他的女婿锁匠热罗姆·吉朗（Jérôme Gilland），她为他们的作品写了序言。它们似乎是莱鲁关于人类持续进步和完美性理论的明显证据。马古神父在1860年出版的小说《黑城》（La Ville noire）中启发了乔治·桑写出奥德伯尔（Audebert）的角色。

### 弗雷德里克·肖邦

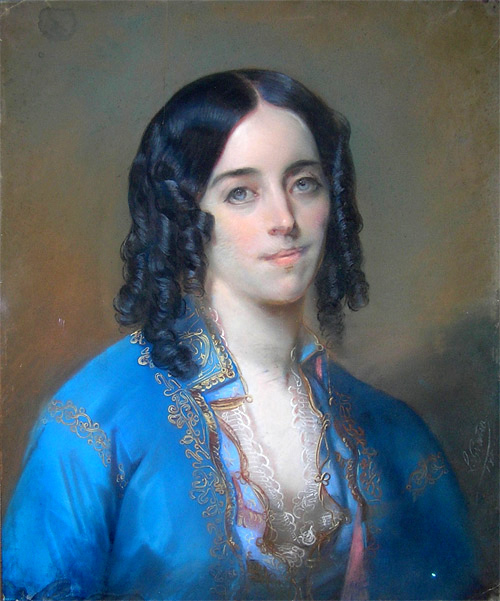
1835年左右的乔治·桑，粉彩画，查尔斯·路易斯·格拉蒂亚绘，私人收藏

在1836年最后几个月，乔治·桑通过李斯特和玛丽·达古尔特见到了弗雷德里克·肖邦。他们的婚外情始于1838年6月。当时，欧仁·德拉克洛瓦画了乔治桑听肖邦弹钢琴的双人肖像。 }}
在1838年末，乔治·桑和他的两个孩子前往马略卡岛，弗雷德里克·肖邦在前往佩皮尼昂的途中加入了他们的行列。在巴塞罗那，乔治·桑参观了被毁坏的宗教裁判所宫。她对这个地方印象深刻，在她的小说《鲁道夫施塔特伯爵夫人》中提到了它。游客们抵达马略卡岛，对岛上迷人的环境感到高兴，但由于缺乏酒店和带家具的房间，他们很难找到住宿。作为一名肺结核患者，肖邦看到自己的健康状况恶化。游客被马略卡岛人赶出家园，他们担心这种疾病的传染性。在1838年12月15日，乔治·桑和弗里德里克·肖邦前往巴尔德莫萨（Chartreuse）的原加尔都西会修道院（Chartreuse），在那里他们被安置在修士房间里。这个地方很漂亮，但食物供应很困难，特别是因为游客因为不参加宗教仪式而受到岛民的敌意。在1839年2月13日，他们离开了该岛，在经历了一段艰难的旅程后返回巴塞罗那，肖邦的健康状况进一步恶化。他们在马赛的逗留使音乐家得以恢复。于5月底，他们抵达诺昂，在那里度过了整个夏天。乔治·桑发表了一篇关于这次旅行的记述《马略卡岛的冬天》（Un hiver à Majorque）。

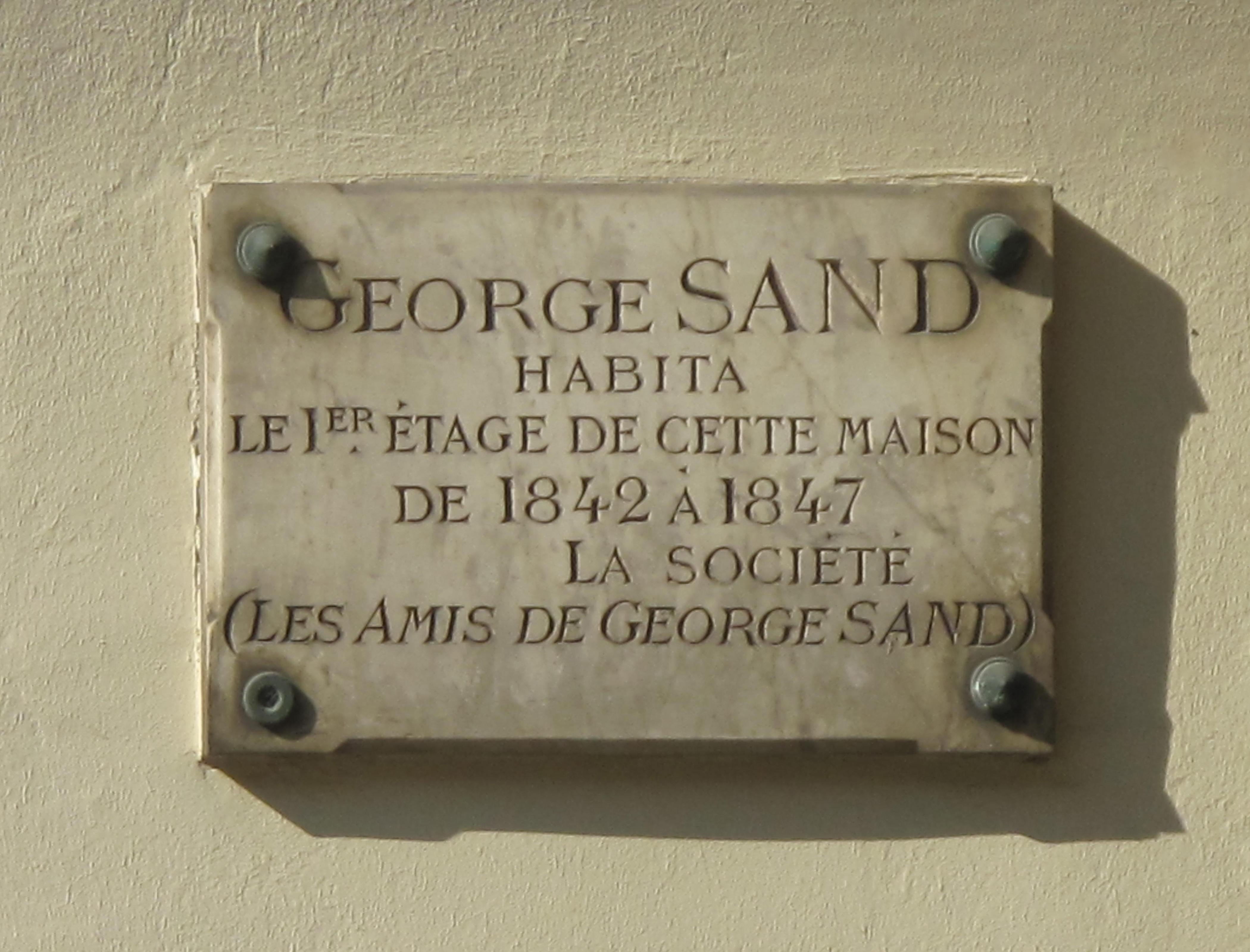
奥尔良广场5号

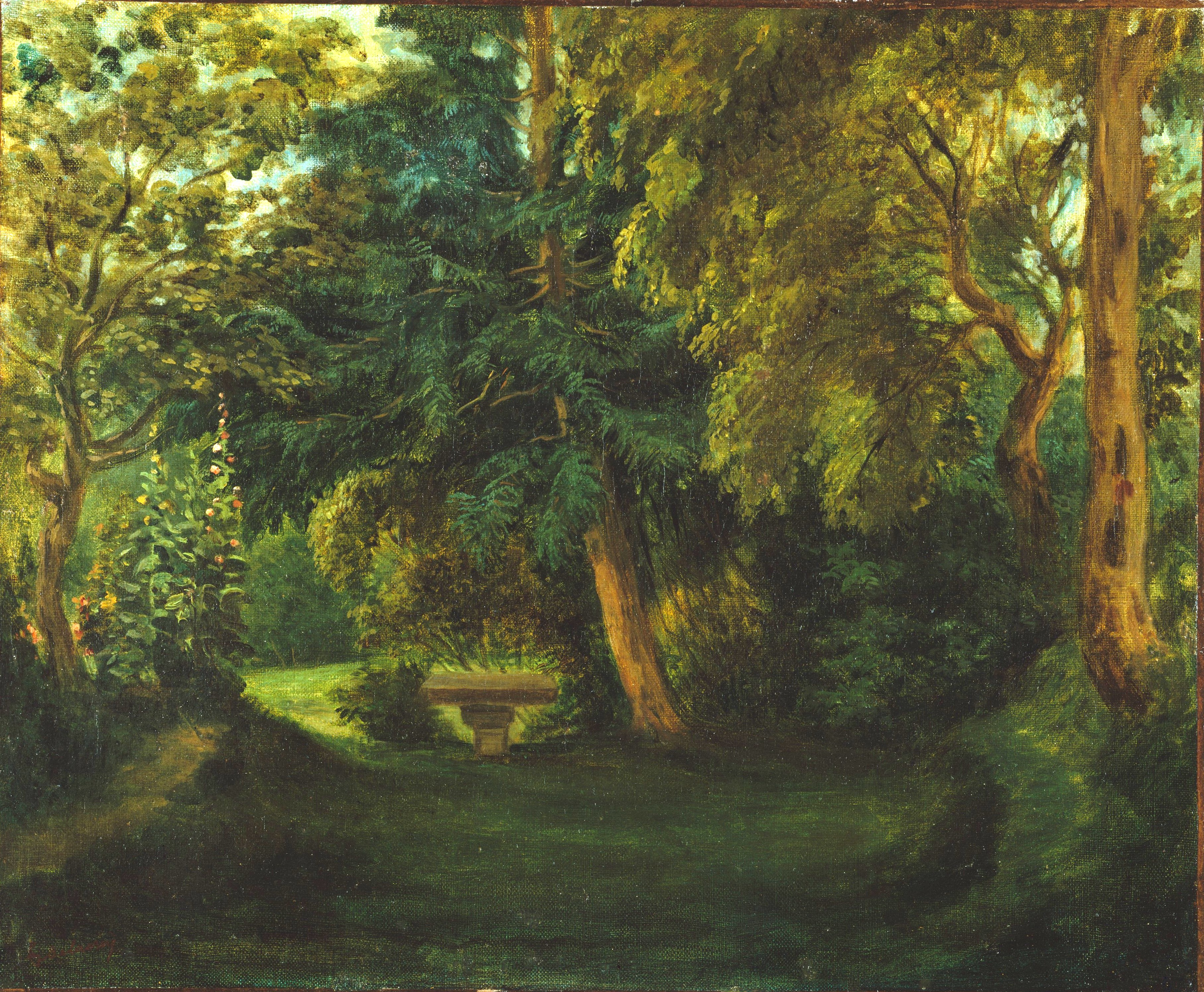
Jardin de George Sand à Nohant par Eugène Delacroix, 1842-1843.
Collection du Metropolitan Museum à New York

乔治·桑和肖邦夏天住在诺昂，冬天住在巴黎，先是皮加勒街，然后从1842年秋天开始住在奥尔良广场。由于肖邦生病，他们的关系变成了母子关系。多亏了肖邦，乔治·桑的朋友圈进一步扩大。肖邦接待了作家亚当·密茨凯维奇、聂姆策维奇、音乐家贾科莫·梅耶贝尔、约瑟夫·德索尔、寶琳·維亞朵和流亡波兰贵族成员亚当·耶日·恰尔托雷斯基、德尔菲娜·波托茨卡。
但肖邦表现得像一个专心而暴虐的伴侣。误解越来越普遍，尤其是乔治·桑的孩子们长大成人以后。莫里斯把母亲和肖邦之间的所有分歧都放在心上，音乐家和莫里斯之间的关系变得敌对。从1846年春天开始，乔治·桑在诺昂接待了他母亲家庭的一个年轻表亲奥古斯丁。女儿索兰热和肖邦憎恨奥古斯丁，而他童年的朋友莫里斯总是准备为他辩护。
在这种不和谐的背景下，放松的时刻是特权：肖邦在钢琴上即兴创作，索兰热、奥古斯丁和莫里斯模仿场景，跳喜剧芭蕾舞。诺昂的客人，如埃马纽埃尔·阿马戈和路易·布朗也参与了这些娱乐活动。肖邦离开巴黎后，这些哑剧具有了真正戏剧的特征，属于“意大利即兴喜剧”类型。它们将结集出版，是“诺昂戏剧”（théâtre de Nohant）的起源。乔治·桑在小说《荒芜的城堡》（Le Château des Désertes）中详细描述了诺昂戏剧，莫里斯·桑在小说中以塞利奥·弗洛里亚尼（Celio Floriani）出现，奥古斯丁（Augustine）以角色塞西尔（Cécile）出现，后者也出现在《唐娜·埃尔维拉》（Donna Elvira）中。还有弗雷德里克·肖邦，他在乔治·桑1846年出版的《卢克雷齐亚·弗洛里亚尼》（Lucrezia Floriani）一书中以卡罗尔王子（prince Karol）出现。
在1846年11月，索兰热与费尔南多·德·普雷奥克斯（Fernando des Préaulx）筹备婚礼。在1847年1月，乔治·桑在巴黎逗留期间被介绍给雕塑家奥古斯特·克莱辛格，她参观了他的工作室。在二月份，乔治·桑和他的女儿被艺术家邀请制作半身像。克莱辛格和索兰热相爱了。几周后，索兰热在签署结婚协议的前一天解除了订婚，并接受了新的求婚者。1847年5月19日，索兰热在诺昂与奥古斯特结婚。同年7月11日，这对负债累累的夫妇向乔治·桑寻求经济援助，但没有成功。在此之后，奥古斯特·克莱辛格和莫里斯·桑之间发生了暴力争吵，小说家进行了干预。乔治·桑立即赶走了他的女儿和女婿。。由于他病态的不信任，弗雷德里克·肖邦赞扬了索兰热对他母亲的诽谤，并结束了他与乔治·桑长达十年的婚外情。
乔治·桑富有想象力的精神将女儿的气质和她与第一任未婚夫的故事, 转化为1868年的《梅尔克姆小姐》（Mademoiselle Merquem）。在这本书中，一个年轻女孩，起了男性化的名字，欧内斯特·杜布洛塞（Erneste du Blossay），特征与索兰热相似：雄心勃勃、反复无常、固执和狡猾。乔治·桑的一个不变的特点是，在她的文学作品中，年轻女性让人想起索兰热的个性。

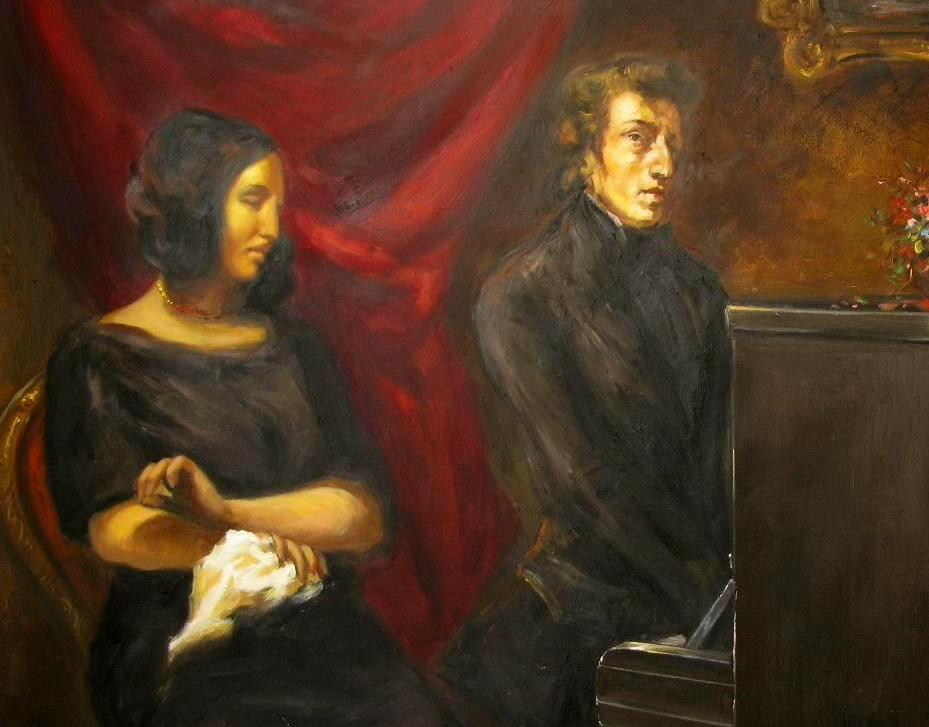
弗雷德里克·肖邦和乔治·桑的肖像（英语：Portrait of Frédéric Chopin and George Sand）
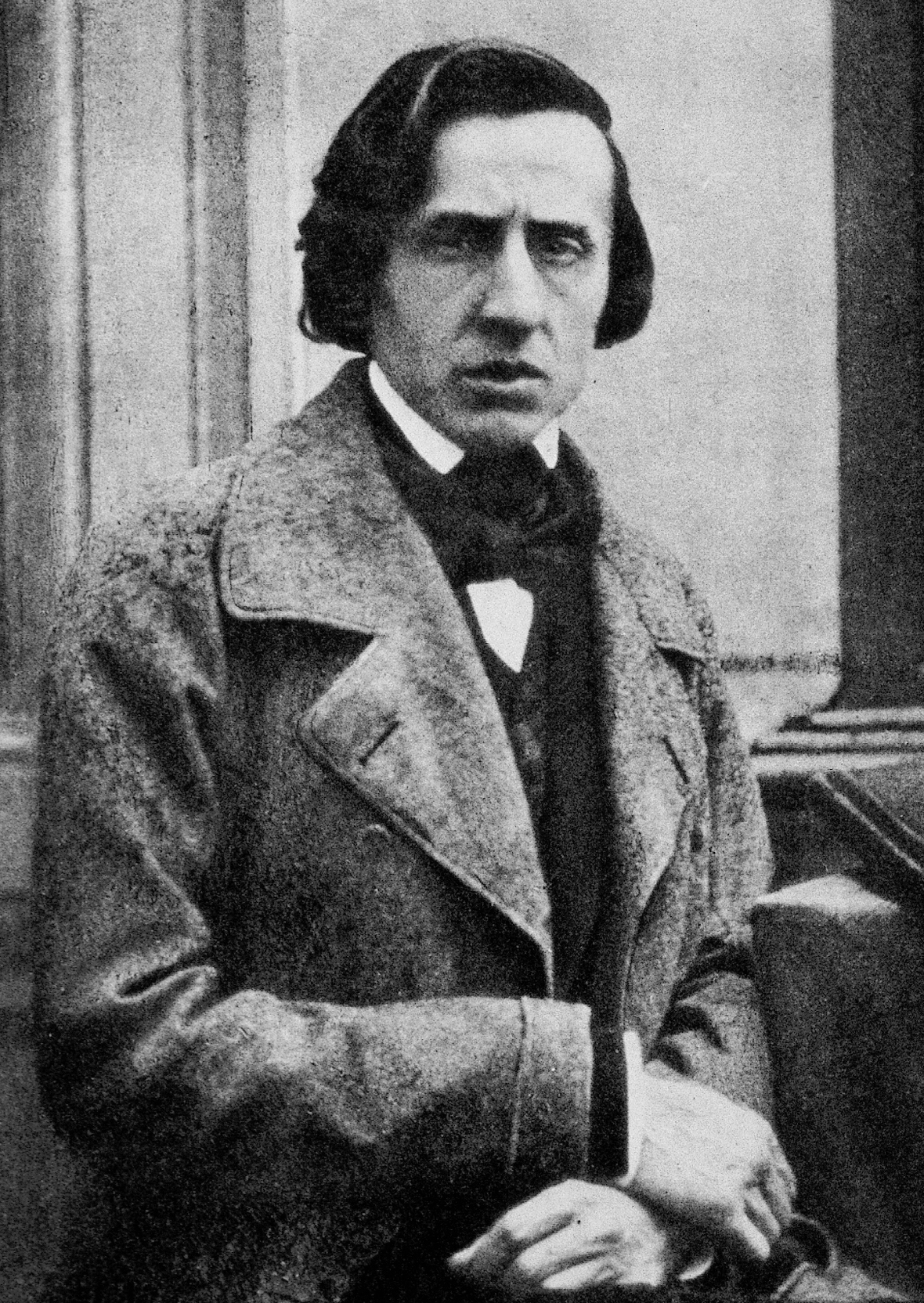
肖邦在1848年的照片
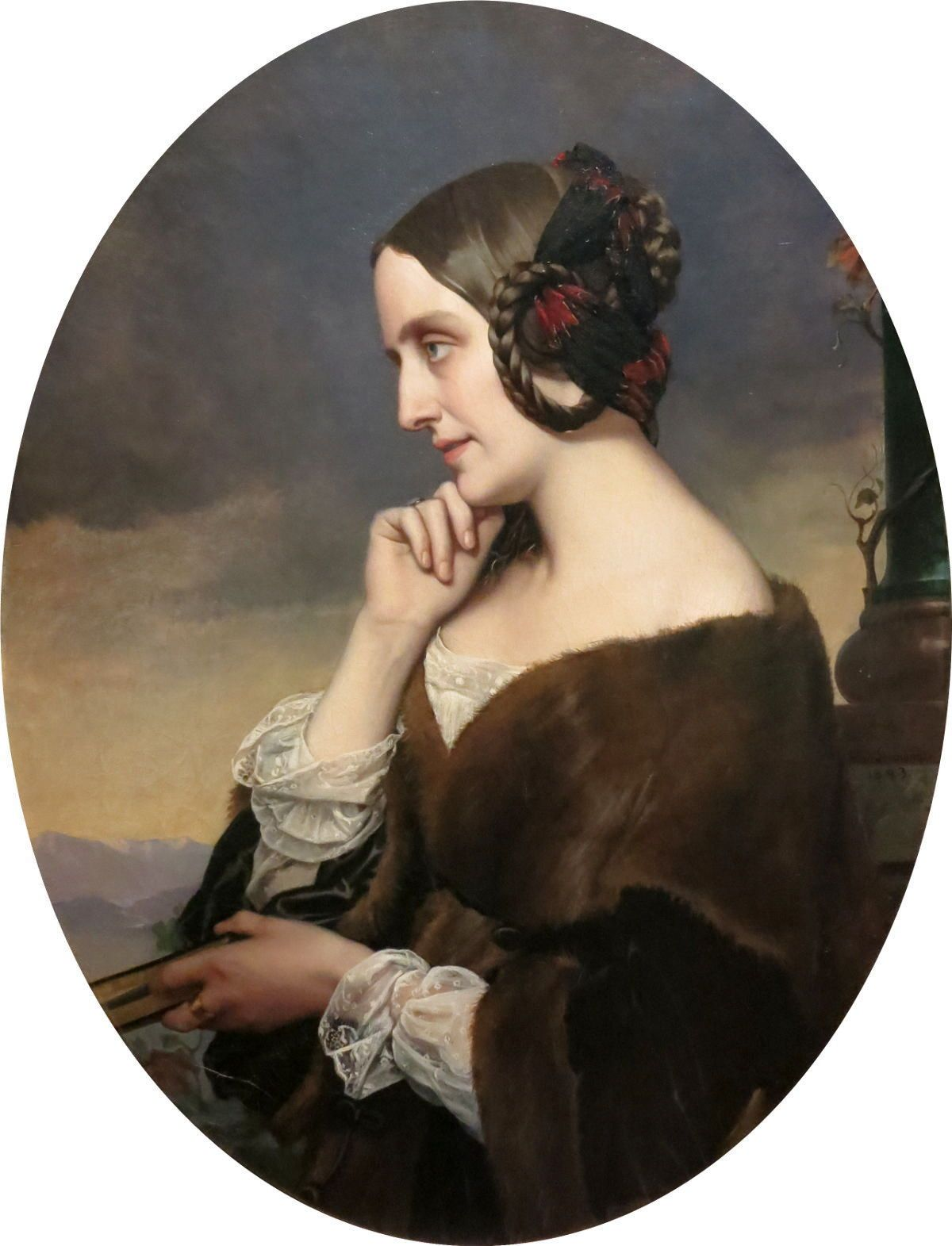
玛丽·达古尔特，她在1836年将肖邦介绍给了乔治·桑
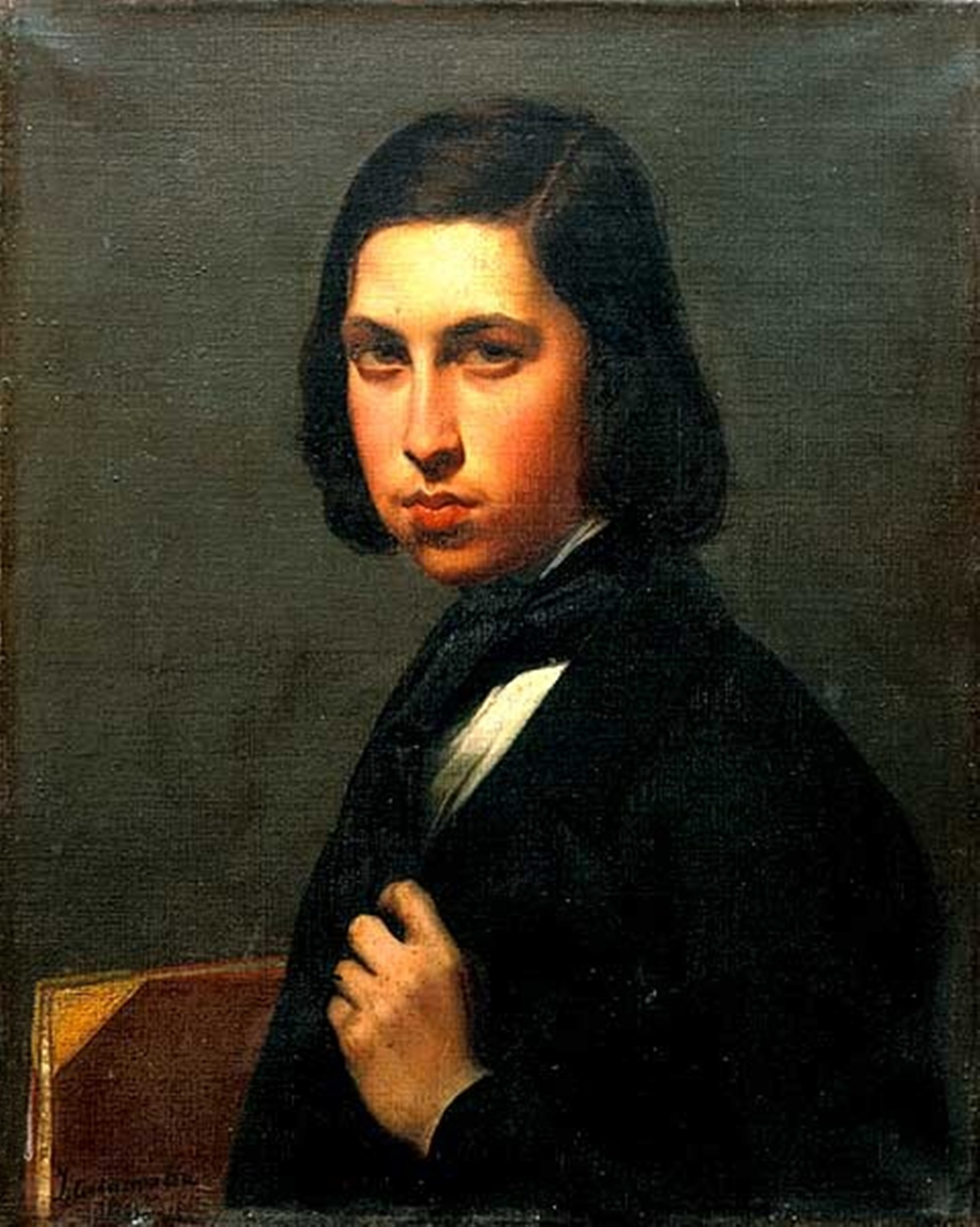
莫里斯·桑（英语：Maurice Sand）
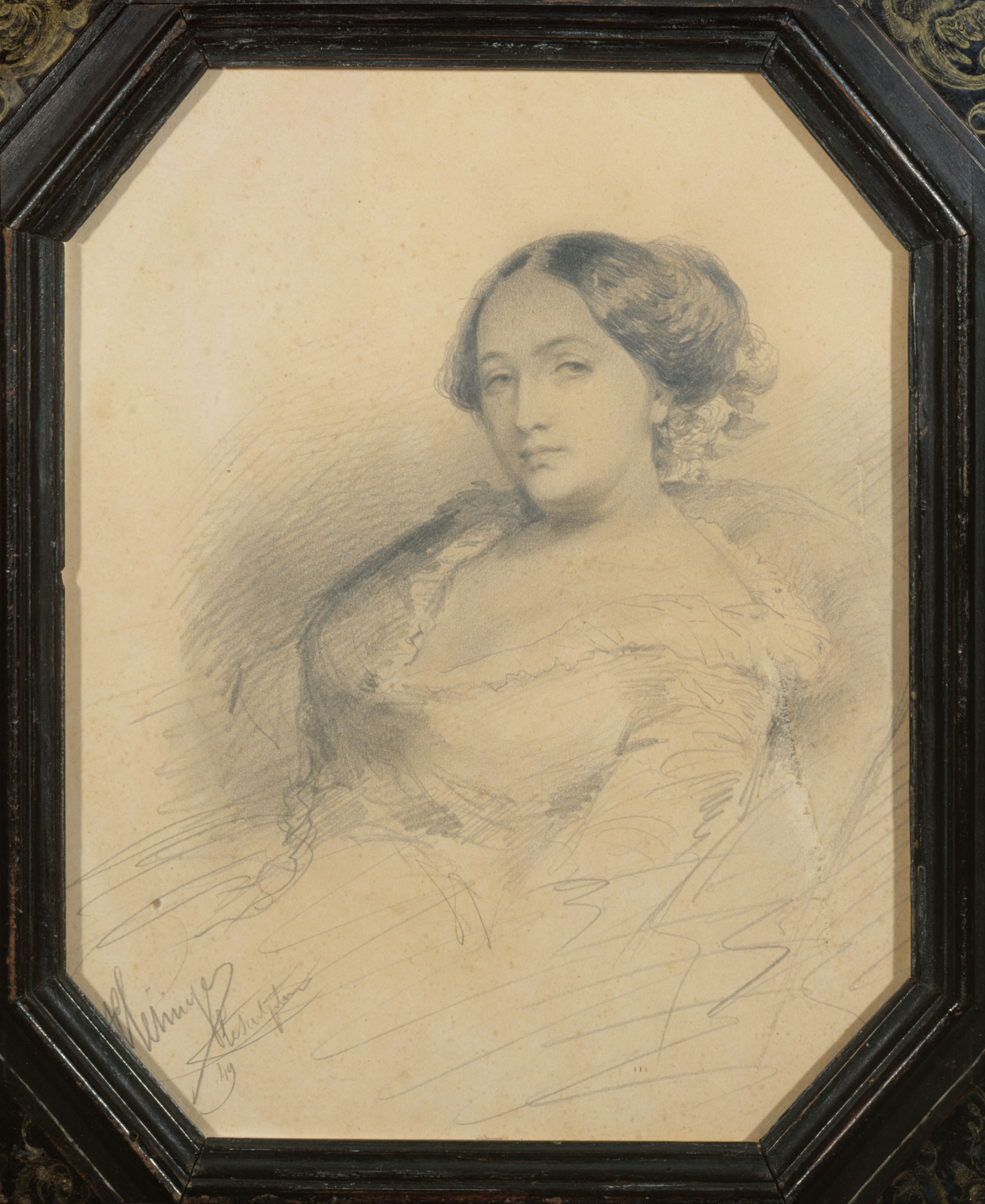
索兰热·克莱辛格·桑（英语：Solange Dudevant）

### 政治观点

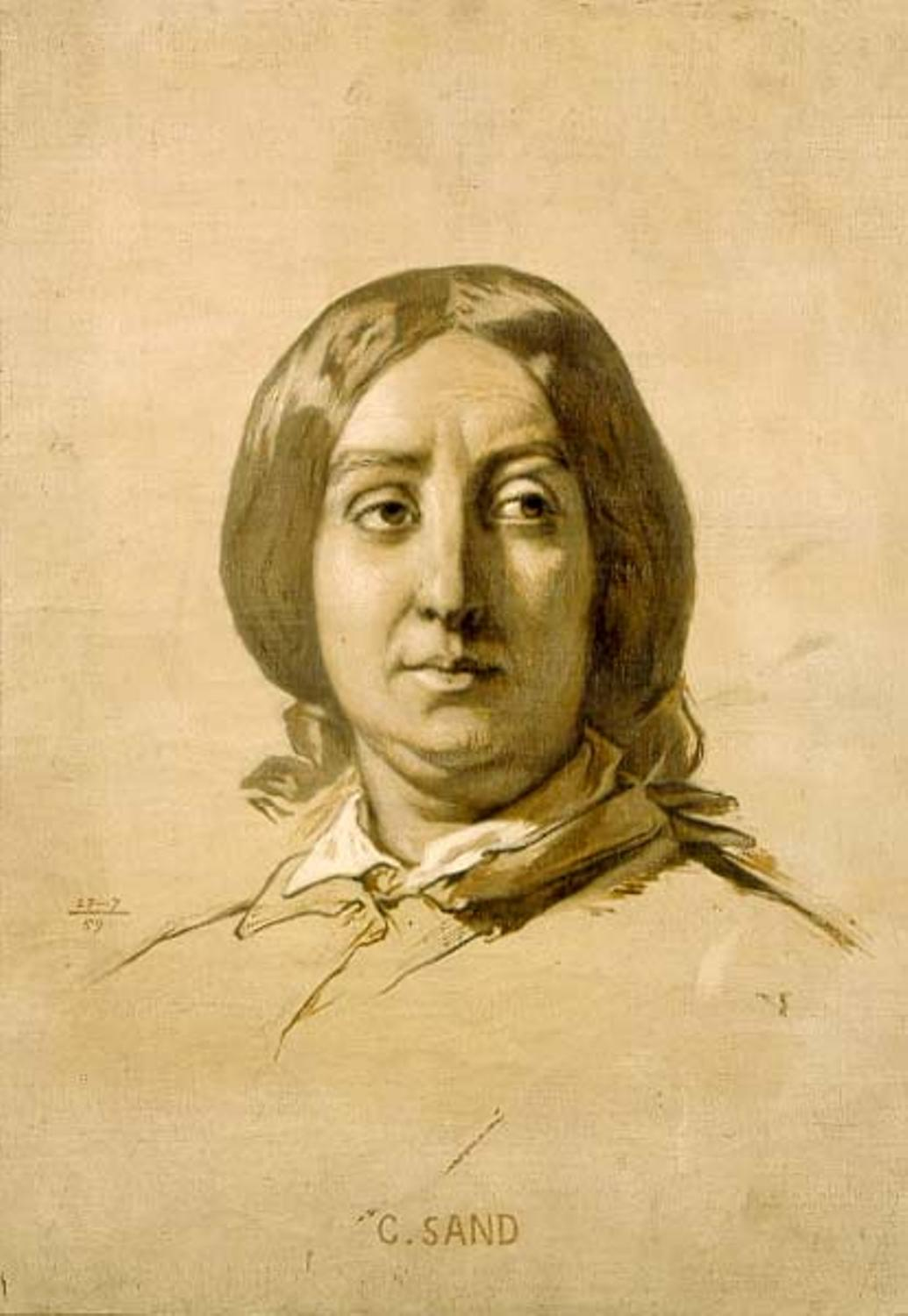
1850年的乔治·桑，由托馬·庫蒂爾繪

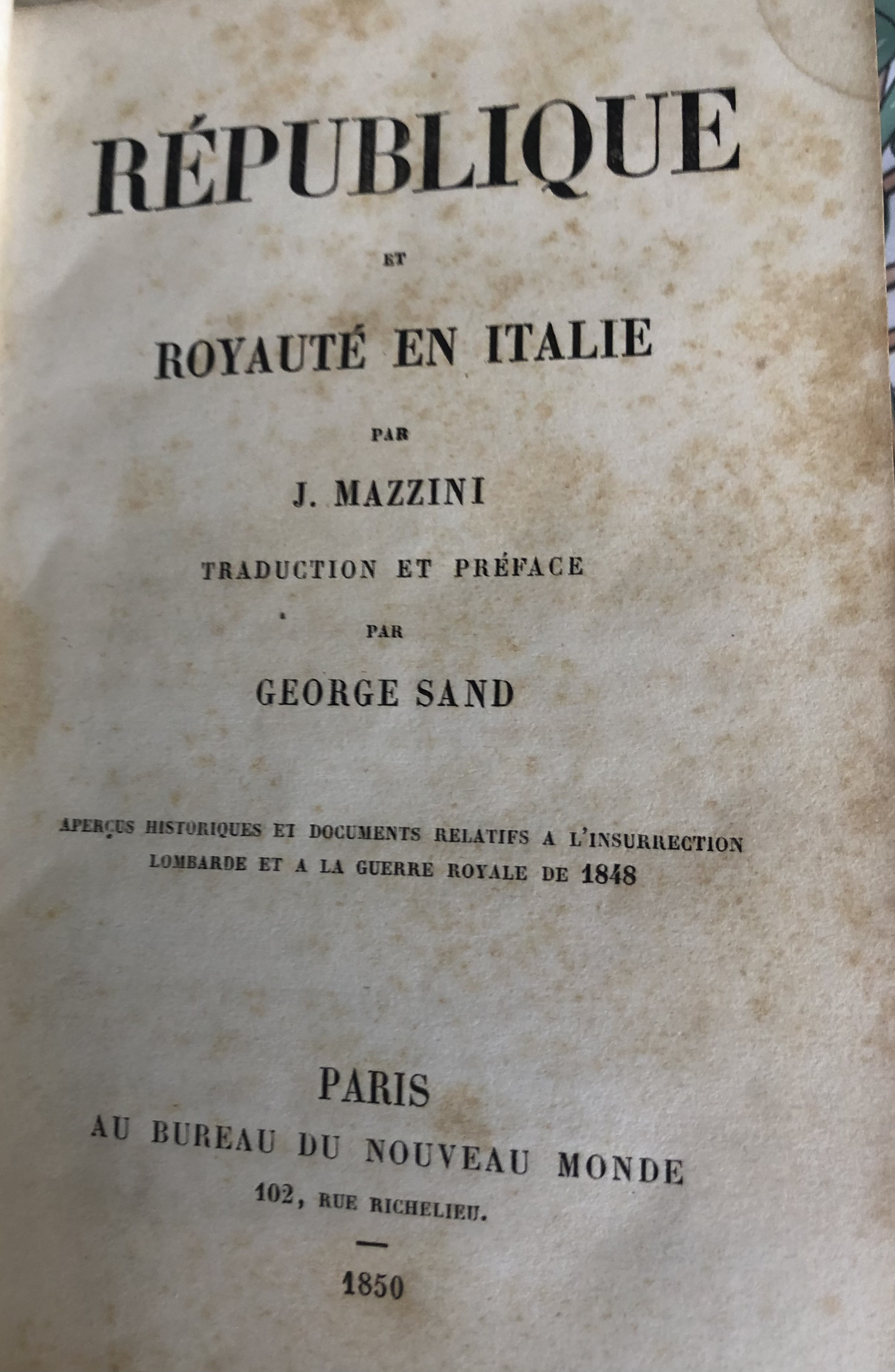
1850年乔治·桑翻譯且評論了馬志尼的作品

在1844年，乔治·桑创办了一家当地报纸《安德尔之路》（l'Éclaireur de l'Indre），第一期在9月14日发行。在1844年和1845年，她在该报上发表了几篇文章，包括在1844年9月14号的《致创始人的介绍信》（Lettre d‘Introduction aux fondateurs）、9月28日的《巴黎工人面包师》（Les ouvriers boulangers de Paris）、由布莱塞·邦南（Blaise Bonnin）口述的《黑谷农民致光明者报编辑的信》（lettre d'un paysan de la Vallée Noire aux rédacteurs de l'Éclaireur）；10月5日、10月12日及11月9日的《关于劳工组织请愿书的信》（lettre au sujet de la pétition pour l'organisation du travail）；11月16日、23日和30日的三篇关于“政治和社会主义”的文章、1845年1月18日路易·布朗的《十年历史》（l'Histoire de dix ans）的记述，還有3月15日朱尔·内罗（Jules Néraud）的《童年植物学》（Botanique de l'enfance）一书的序言。
路易·布朗和乔治·桑建立了友好关系，乔治甚至考虑让他娶她的女儿，但这个计划失败了。乔治·桑还写了两篇关于路易·布朗的革命史（l'Histoire de la Révolution）文章，分别是1847年的《世纪》（le Siècle）和1865年的《国家未来》（l'Avenir national）。在1844年11月，路易·布朗请求乔治·桑为他创办的报纸《改革报》（la Réforme）撰稿。
1845年，她的小说《安吉堡的磨坊主》（Le Meunier d'Angibault）、一篇关于“圣伯夫在学院的接待”的文章以及1848年关于“路易·拿破仑当选共和国总统”的文章相继出现在该报上。在此期间，乔治·桑与阿尔芒·巴尔贝（Armand Barbès）、朱塞佩·马志尼、米哈伊尔·亚历山德罗维奇·巴枯宁、路易·拿破仑、波利纳·罗朗（Pauline Roland）、埃蒂安·阿拉戈和弗朗索瓦·阿拉戈兄弟建立了书信或个人联系。
乔治·桑对国王路易-菲利普一世的倒台和七月王朝于1848年2月24日倒台感到高兴，表明了他的社会主义政治观点。法兰西第二共和国宣布成立，乔治·桑于3月20日抵达巴黎，参加了新的共和国报纸，如《共和国公报》（Bulletin de la République）、《人民事业》（la Cause du peuple）和《真正的共和国》（la Vraie République）。
1848年5月15日的示威游行后发生了暴乱，新当选的保守派制宪会议被共和国左翼入侵；叛乱被镇压，社会党领导人被捕，其中包括阿尔芒·巴尔贝（Armand Barbès）、路易·奥古斯特·布朗基、亚历山大·马坦（Alexandre Martin），绰号“阿尔伯特工人”（l'ouvrier Albert），弗朗索瓦·文森特·拉斯拜尔（François-Vincent Raspail）、皮埃尔·莱鲁（Pierre Leroux），这是该政权的第一次政治逮捕。面对这一天的失败，乔治·桑于5月18日隐退到诺昂，而他的朋友们希望她离开法国前往意大利，以确保她的安全。尽管乔治·桑否认参与5月15日的抗议活动，但随着监禁的持續，她的离开变得更加必要；乔治·桑在诺昂居住了一年多，在那里她獲得亚历山大·莱德鲁·罗兰仁慈的保护。
随着国家工场（ateliers nationaux）的关闭，政治事件迅速发生，导致了1848年6月22日的叛乱；由战争部长路易-欧仁·卡芬雅克将军（1802-1857）指挥的军队在国民自卫军的支持下，于6月23日至26日用鲜血镇压了叛乱分子。1848年革命的失败标志着乔治·桑的军事活动停止，她的幻灭开始了，人民的幸福是乌托邦，一个无法实现的理想吗？不幸的是，未来证明她是正确的。随着拿破仑三世的掌权和1851年12月2日的政变，逮捕、驱逐和审查再次降临到该国，200名议员被监禁，其中包括阿道夫·梯也尔。乔治·桑随后决定为政治犯和罪犯辩护，她在1852年1月和2月为他们采取了许多步骤。她给皇帝写了几封信，皇帝最终给了她两次听证会，第一次是在1852年1月30日，乔治·桑呼吁大赦。他的行为将是徒劳的，拿破仑三世给了他罕见的减刑。审查制度禁止作家在媒体上发表言论，因此她通过小说、书信和戏剧表达了自己的思想；她还对欧洲人民，特别是意大利人民的起义感兴趣。

### 亚历山大·芒索

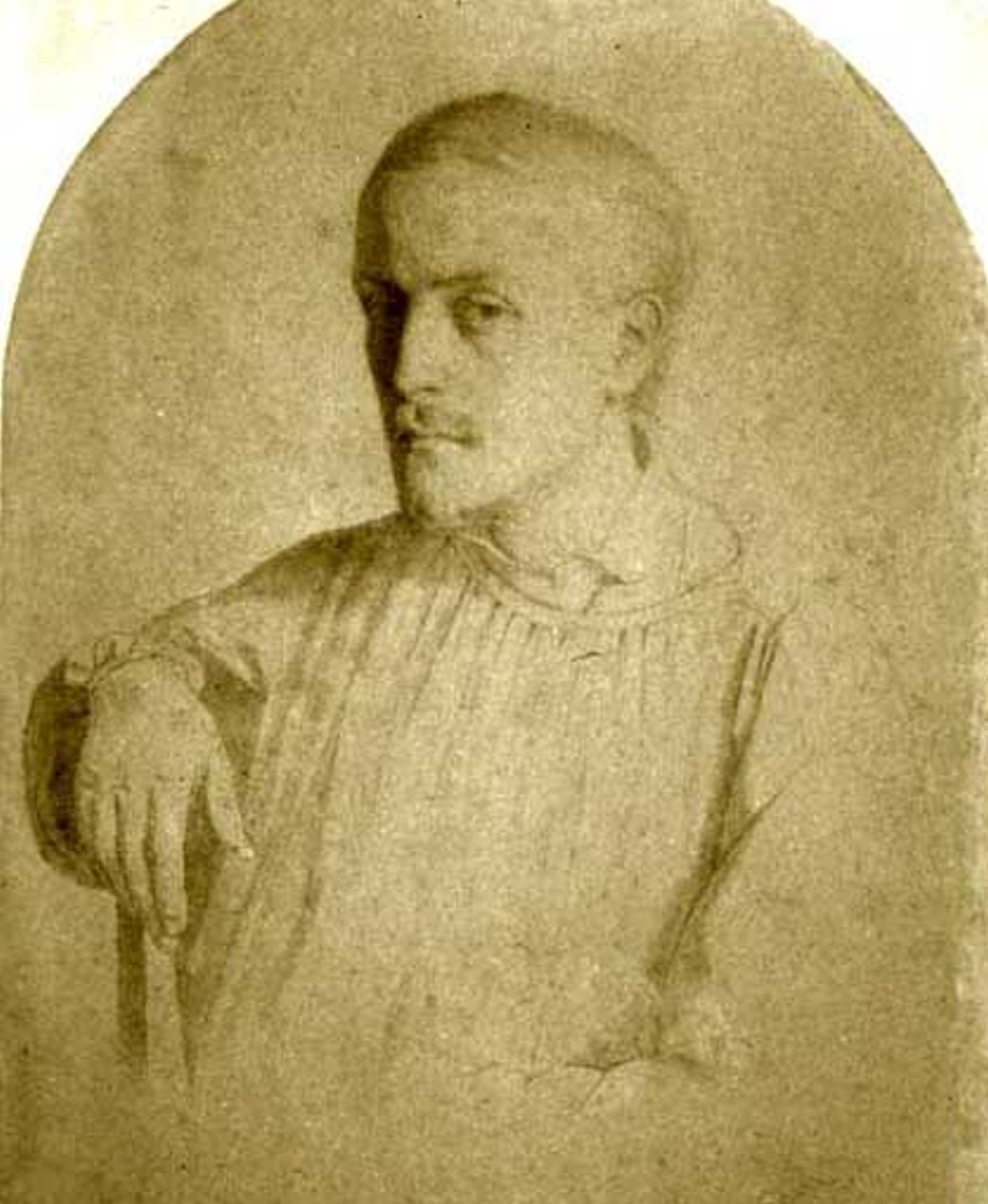
亚历山大·芒索（1817-1865）

在1849年，“我的心是一座墓園”，显示了乔治·桑的痛苦。1847年与女儿索兰热·克莱辛格·桑的分別对这位小说家来说是一场真正的戏剧。她周围的人逐漸逝去：她的孙女让娜于1848年3月6日在蓬皮耶去世，她的同父异母兄弟希波利特·沙蒂隆于1848年12月23日在蒙日夫赖去世，朋友、女演员玛丽·多瓦尔（Marie Dorval）于1849年5月20日在巴黎去世，旧情人弗雷德里克·肖邦于次年10月17日在巴黎去世。
1849年立法选举后，进步思想被压制，镇压激烈：禁止俱乐部、暂停共和党议员、限制新闻自由等。乔治·桑自言自语。生活对她来说是残酷的，她的思想变得黑暗。她写信给博卡热（Bocage）：“生活是一个漫长的伤口，很少入睡，也永远不会愈合。”她完成了一部新的乡村小说《小法黛特》（La Petite Fadette）。
然而，1849年12月的一次亲密邂逅将再次改变乔治·桑的生活：莫里斯·桑给她的母亲介绍了一位朋友，雕刻师和剧作家亚历山大·芒索（Alexandre Manceau）。不過，一切似乎都反对他们：他三十二岁，她四十五岁；他不知名，是一个柠檬水商人的儿子；她是莫里斯·德·萨克斯元帅的后裔，尽管她的母亲有着平民血统，但她正处于名气的顶峰。亚历山大·芒索非常关注他崇拜的人，他很快融入了作家的封闭圈子，并积极参与诺昂的戏剧活动；亚历山大聪明、体贴、耐心，等待着他的时刻。在1850年4月底，乔治·桑在给出版商皮埃尔·朱尔斯·赫泽尔（Pierre-Jules Hetzel）的信中正式确定了新关系 : 
“是的，我爱他！他是一名工人，因为他想谋生，他知道如何谋生。他是一名精神上令人难以置信的艺术家。他的智慧非同寻常，但只为他服务。毕竟，这对我有什么影响，他不取悦他人，只要他取悦我。他想了一切，把自己完全投入到他带给我的一杯水或他点燃的一支烟中[…] 当我生病的时候，只要看到他给我准备枕头，给我带来拖鞋，我就痊愈了。我，一个从不寻求和接受照顾的人，需要他的照顾，就好像被宠爱是我的天性[…] 最后，我爱他，我全心全意地爱他，爱他的缺点，爱别人对他的嘲笑，爱他犯下的错误和愚蠢，我从他那里知道。[…] 我就像一个转变，我很好，我很平静，我很快乐，我忍受一切，甚至是他的缺席，也就是说，我从来没有忍受过这一切[…] 我爱他，爱他是什么，我的爱中有一种惊人的平静，尽管我和他的年龄[…]因为他爱，他爱，你看，就像我从未见过爱任何人一样。”
乔治·桑与亚历山大·芒索建立了平静的关系，15年来，一直是她的情人和秘书。芒索从1852年开始写了一本日记，为子孙后代所知；他经常以“夫人很好”（Madame va bien）开头，记录这一非凡家庭的日常生活；乔治·桑用一些注释完成了这些书。这种联系对乔治·桑来说是多产的，在此期间，她写了近50本书，包括大约20部小说和戏剧。他在克勒茲河（维埃纳河的一条支流）岸边的加尔日莱斯为她提供了一间小屋，以安放他们的爱情。但这还不算“心爱”的儿子莫里斯·桑的敌意，后者从未接受他的朋友和母亲之间的关系，并要求芒索离开；这对情侶于1864年6月离开诺昂，在帕莱索避难。不幸的是，他们没有很长时间享受这种新发现的亲密关系，亚历山大·芒索感染结核病已有几年，他的末日即将到来。直到最后，乔治·桑照顾并守护着他最后的爱人亚历山大；他于1865年8月21日星期一早上6点在帕莱索去世，喃喃自语了几句。
1865年8月23日（星期三），亚历山大·芒索安葬在帕莱索圣玛尔定堂（Eglise Saint Martin de Palaiseau）的墓地，大约100名工人前来向他致敬。莫里斯旅行并支持他的母亲，但索朗热不在。至于亚历山大的母亲，她没有搬家，因为她的儿子没有忏悔。1867年，乔治·桑永久迁至诺汉，并选择了芒索居住的房间。1869年4月，她卖掉了帕莱索的房子。1886年，帕莱索公墓搬迁，亚历山大·芒索墓被毁。直到最后，命运降临在不幸的雕刻师身上。

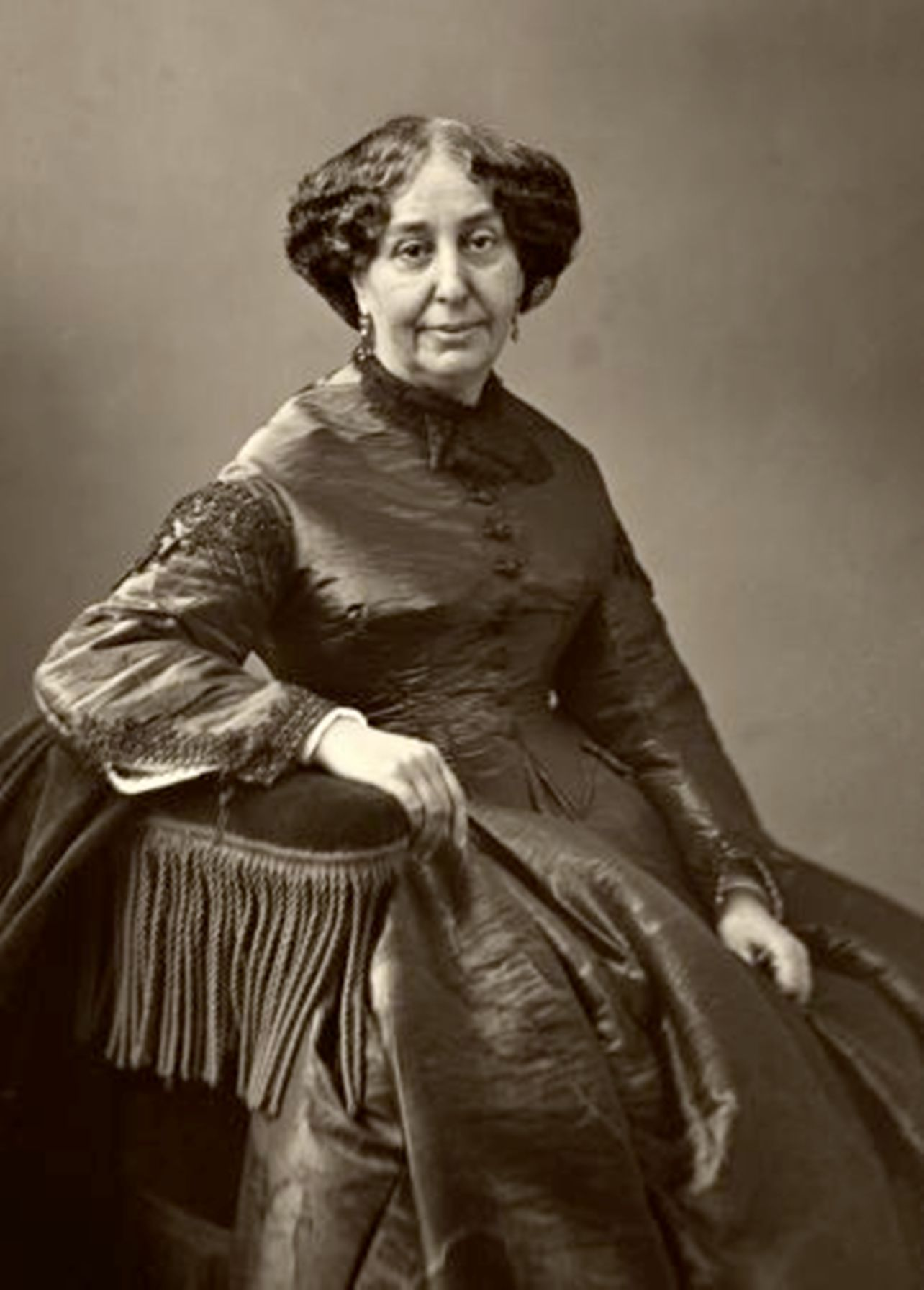
1864年的乔治·桑
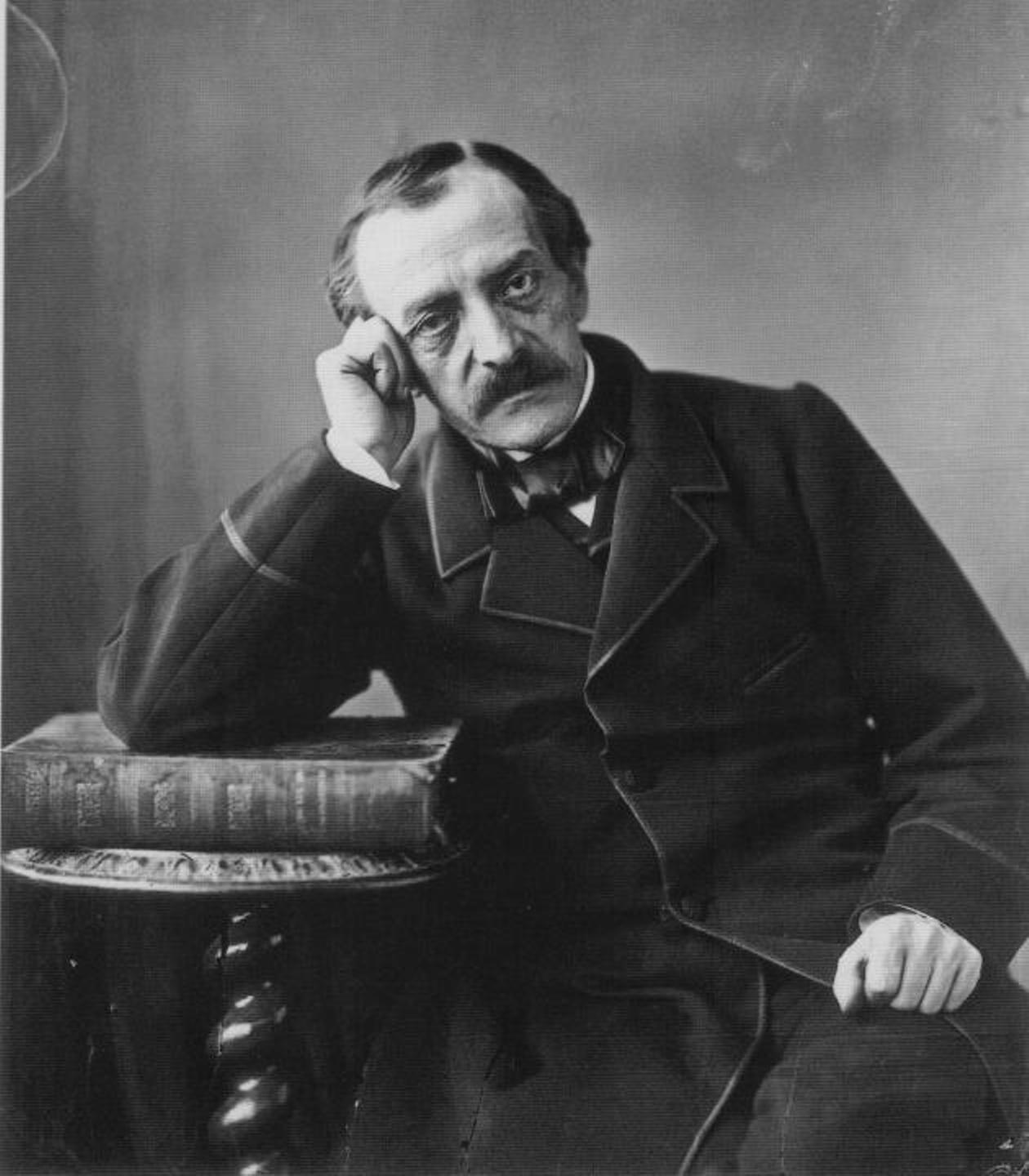
1864年的亞歷山大·芒索
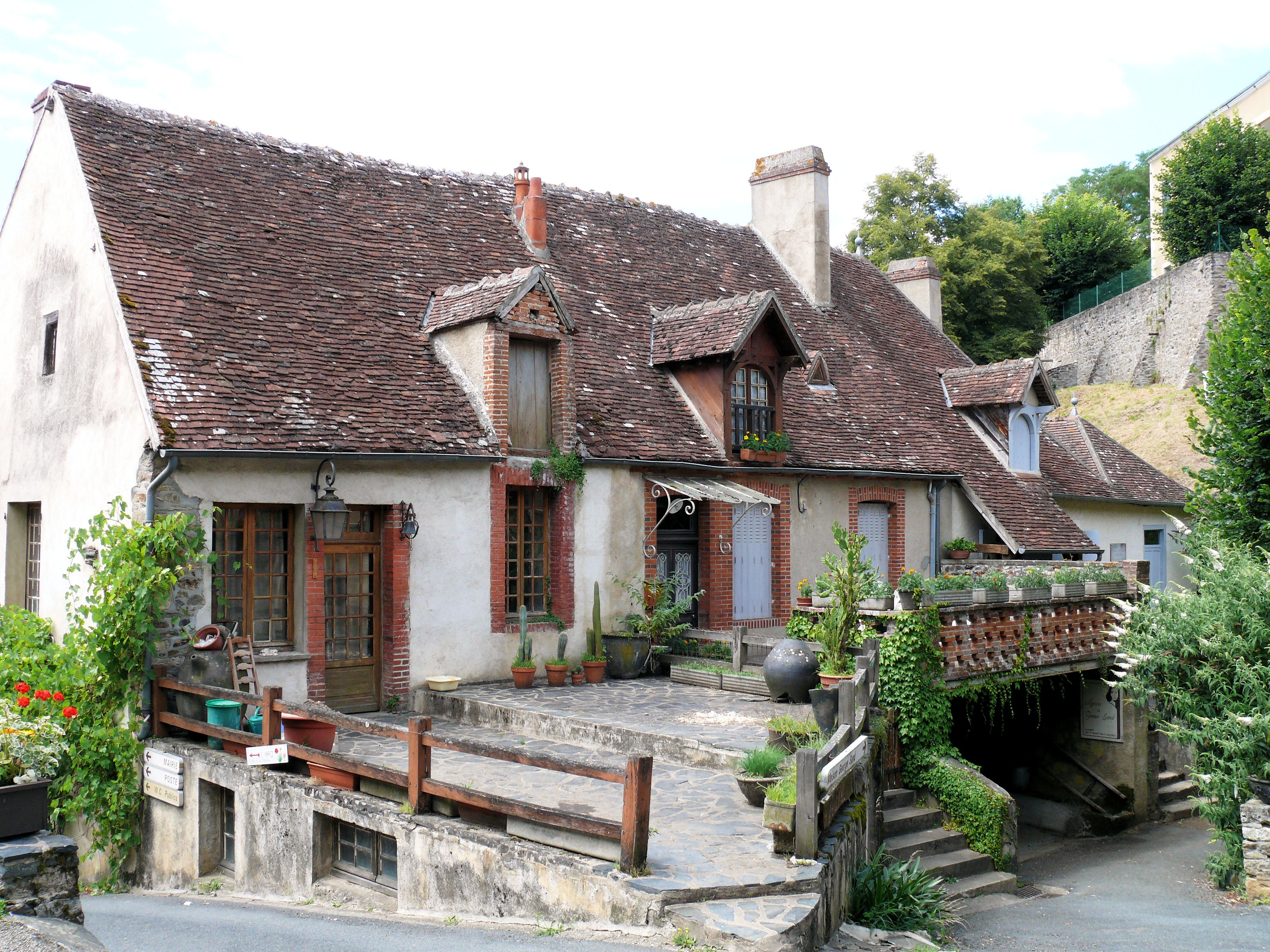
乔治·桑位於加尔日莱斯的故居
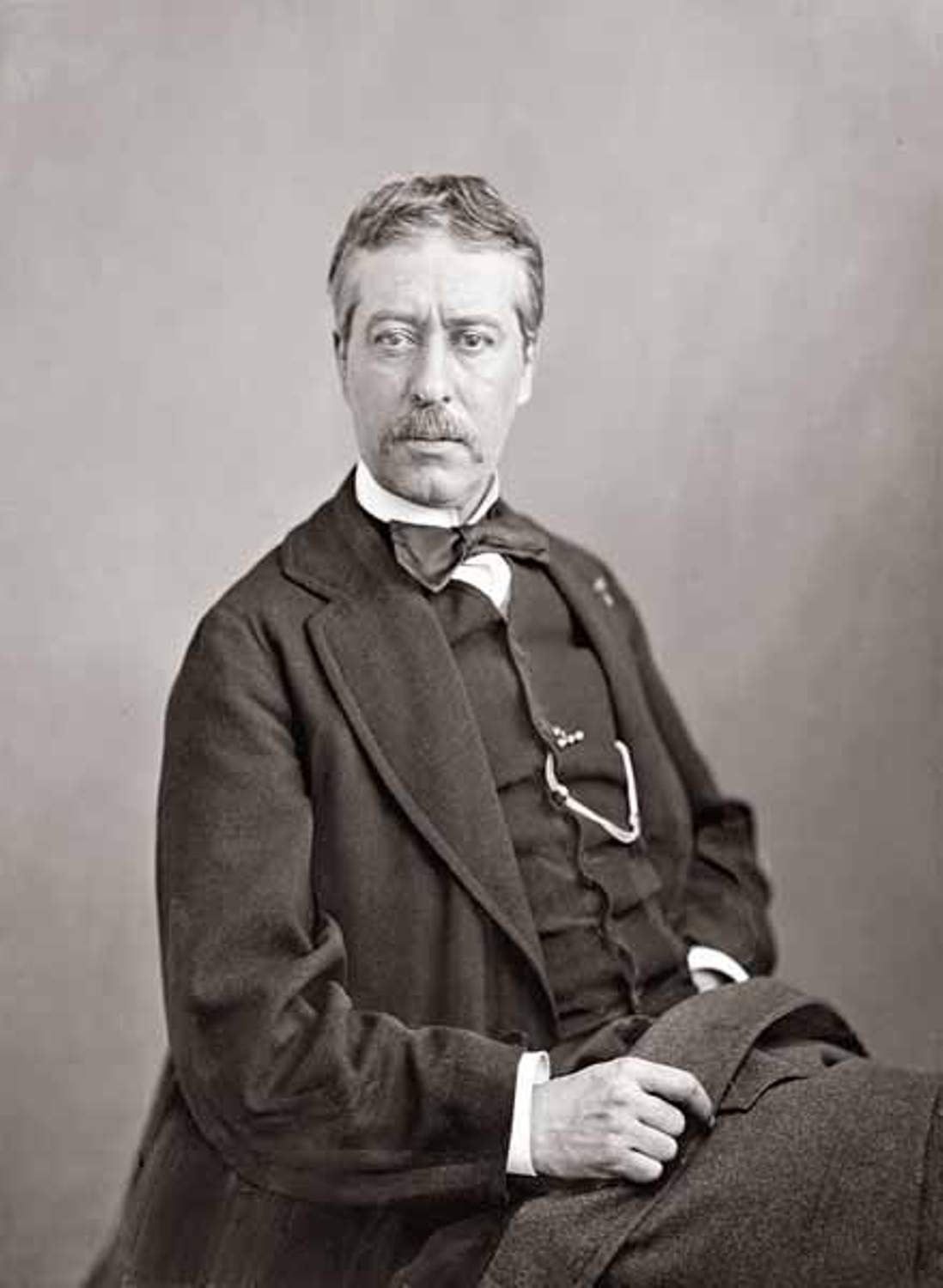
1866年的莫里斯·桑

### 晚年

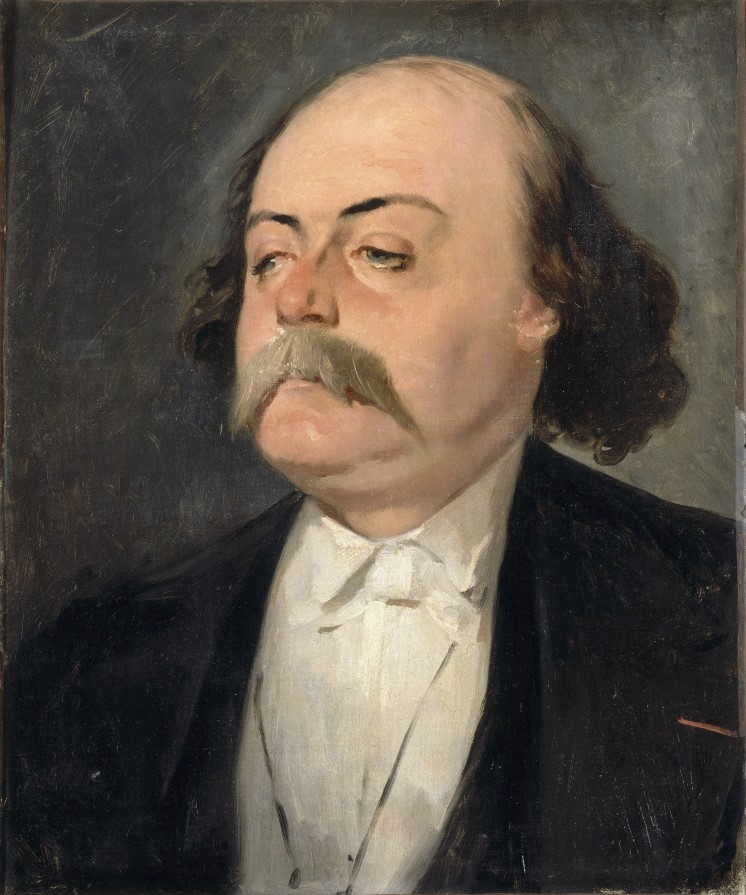
福楼拜

为了摆脱财务困境，乔治·桑被迫为剧院写作。在诺昂，她有时甚至担任乡村医生，与她的第一位导师德沙特尔博士一起学习解剖学和草药。但她并不局限于诺昂，她在法国旅行，尤其是在她的好朋友沙尔·杜维内（Charles Duvernet）的小库德雷城堡（Château du Petit Coudray）和国外。
1857年4月30日，乔治·桑在奥德翁剧院初次见到了比他小17岁的古斯塔夫·福楼拜。但直到1863年，他们才在马格尼餐厅（Magny）著名的文学晚宴上相识。乔治·桑是唯一一位被允许参加这些著名晚宴的女性，期间她遇到了泰奥菲尔·戈蒂耶、朱尔·德·龚固尔和埃德蒙·德·龚古尔兄弟、欧内斯特·勒南、伊波利特·阿道夫·泰纳，是小仲马和沙尔-奥古斯丁·圣伯夫将他们介绍给了彼此。同年，他们开始了频繁的通信，建立了良好的友谊；坚定的依恋始于前一年年底，即1862年11月，福楼拜的历史小说《萨朗波》出版之日。
1863年1月27日，乔治·桑猛烈抨击了他同行们的批评，包括圣伯夫，在《新闻报》（La Presse）上发表了一篇关于三个专栏的热情文章，为诺曼作家辩护，其主编是吉拉尔坦（Emile de Girardin）：
“是的，我亲爱的朋友，我喜欢《萨朗波》，因为我喜欢尝试，因为……我喜欢《萨朗波》。我喜欢一个作家，当他不受环境的强迫或活动的驱动，不知疲倦地创作时，他会花数年时间对一个困难的主题进行深入研究，并在不怀疑成功是否会为他的努力加冕的情况下进行研究。没有什么比这更能抚摸世俗、肤浅的人的思维习惯，匆忙的人，一句话，无忧无虑的人，也就是说，大多数读者，这是《萨朗波》的主题。构思和完成这件事的人拥有伟大艺术家的所有愿望和热情。”
福楼拜被她的立场深深打动，非常感谢她，乔治·桑回信邀请他来看她。
1873年，她拒绝了法国荣誉军团勋章，并幽默地回应了向她授勋的部长朱尔·西蒙的提议 ：“不要这样做，亲爱的朋友；不，请不要那样做！你会让我觉得可笑。是的，你看到我肚子上戴着红丝带吗？我看起来像个老酒壶！”
具有讽刺意味的是，她的前夫卡西米尔·迪德旺在四年前的1869年5月16日写给拿破仑三世皇帝的一封信中提出了这一请求，但遭到了拒绝：
“卡西米尔·迪德旺男爵，原法国皇帝陛下第一帝国的军官〔…〕我认为现在是向陛下的心讲话的时候了，以获得我认为我应得的荣誉。在白天和夜晚，我渴望荣誉军团的十字架。这是我从你们的帝国辉煌中得到的最高恩惠。在申请这一奖项时，我不仅依赖于我自1815年以来为国家和既定权力所做的贡献，这些贡献也许是微不足道的，而且还依赖于我父亲从1792年到厄尔巴岛回归所做的杰出贡献。此外，我仍然敢于援引属于历史的国内不幸。我娶了吕西勒·迪潘（Lucile Dupin），在文学界被称为乔治·桑，作为丈夫和父亲，我的感情受到了残酷的考验，我相信我值得所有关注我生命中这一部分的悲惨事件之人的同情。”
当然，拿破仑三世并没有听从男爵的请求，至少可以说，男爵在信中最后关于婚姻不幸的动机令人惊讶。在卡西米尔·迪德旺出院后，这种疾病损害了他的智力，两年后，即1871年3月8日，他在巴尔巴斯特去世。
乔治·桑继续每年写一到两部小说，但开始出现腹痛。1876年3月23日，她完成了1847年7月17日的遗嘱。四月，她的病情恶化，但她还没有告诉任何人。5月28日，她写信给她的医生亨利·法夫勒（Henri Favre）：“我想知道我要去哪里，是否应该期待一个早晨突然离开。我宁愿马上知道，也不愿感到惊讶。”5月30日，疼痛加剧，痛苦难以忍受。他的儿子莫里斯来到诺昂，请求乔治·桑的忠实朋友古斯塔夫·帕佩（Gustave Papet）医生介入。家人也去了庄园。首先是他的女儿索兰热·克莱辛格（Solange Clésinger），然后是小说家奥斯卡·卡扎马朱（Oscar Cazamajou）的侄子，卡罗琳·德拉博尔德（Caroline Delaborde）的儿子，以及莱昂蒂娜·沙蒂隆（Léontine Chatiron）的儿子勒内·西蒙内（René Simonnet）。乔治·桑现在卧床不起，医生不时来到她的床边。他们的护理可以缓解疼痛。
乔治·桑意识到，大去之期不遠矣。6月3日，她让两个孙女奥罗尔和加布里埃尔来到她身边。从6月4日开始，症状恶化。6月6日，爱德蒙·普朗丘特（Edmond Planchut）、埃米尔·奥坎特（Émile Aucante）和亨利·阿米克（Henri Amic）等来见面。6月7日，乔治·桑仍然清醒，最后一次请她的孙女亲吻他们。6月7日晚上，她对照顾她的索兰热和她的儿媳丽娜·卡拉马塔低声说：“再见，再见，我要死了。”6月8日早上6点左右，她凝视着光线，索兰热把母亲的床放在窗户旁，乔治·桑仍然有力量说几句话才失去知觉。她的痛苦持续了将近四个小时。她在72岁时死于肠梗阻，1876年6月8日星期四上午10点在诺昂城堡被宣布死亡。

## 创作

### 早期：1832－1836
1832年，她第一次以“乔治·桑”这一男性笔名发表两部小说，分别是《安蒂亚娜》和《瓦朗蒂娜》。两本小说讲述的都是爱情失意的女人的故事。这是她一生中创作精力最旺盛的年代，从1833年至1836年，她相继发表《莱丽娅》、《雅克》和《莫普拉》。这些小说都是以作家早年的感情生活为基础写的，表达作者对爱情的感受与观点。乔治·桑认为爱情就是生命，是人们至高无上的权利和义务，爱情应克服一切偏见和习俗，摆脱一切羁绊和束缚。乔治·桑的作品从一开始就具有显著的浪漫主义元素。
在巴黎生活期间，乔治·桑热衷于乔装成男性出入各种公开场合，尤其是出席一些禁止女性参加的集会。这在19世纪的法国是一种惊世骇俗的举动，尤其为上流社会所不容许。也正是因为如此，乔治·桑始终没有再次嫁给某个伯爵或公爵。这些不寻常的举动很快就使得乔治·桑成为法国文坛声名大噪的人物。她的作品为严肃有余、温婉不足的19世纪法国文学注入了清新的空气。她和当时著名的青年诗人缪塞以及著名钢琴家肖邦的恋情使得她的人生更富传奇色彩。

### 中期：1836－1848
1836年之后，乔治·桑结识了一些资产阶级自由派及空想社会主义者，开始关注社会不公现象并创作“社会问题小说”。其成就最高的作品《康素爱萝》（1843）和《安吉堡的磨工》就创作于这一时期。这些小说虽然具有现实主义的某些特征，但仍属于浪漫主义范畴。乔治·桑的小说多以爱情为主题，赞颂劳动者，贬斥贵族和富人。
1848年，路易·菲利浦下台，成立临时共和政府，乔治·桑积极参加政治活动，撰写《致人民的信》，甚至为临时政府的公共教育部及内政部撰写公报。6月份工人暴动，乔治·桑慑于工人暴动的声势，回到诺昂，从此不再写“社会问题”小说，也不再过问政治，开始以充满静谧与无邪的田园情趣为题材来写作，发掘人心中高贵与美好的一面。
其实早在1846年，乔治·桑就已经开始对田园生活感兴趣。这一年她发表了著名的田园小说《魔沼》，全书没有复杂的情节和冗长的理论阐述，而是自始至终充满诗意。这部作品奠定了作家晚期创作的基调。

### 晚期：1848－1876
晚年的乔治·桑的创作受到了法国启蒙思想家卢梭的影响，追求反璞归真、回归自然。这一时期她的代表作品包括小说《弃儿弗朗索瓦》（1848）、《小法岱特》（1849）和《我的生活》（1855）。两部小说都描写充满浪漫情调的爱情，其间可见卢梭《新爱洛依丝》的影子。
乔治·桑晚期的创作还有一个显著的特点，就是描写农民的生活。这在贵族传统根基深厚的法国文学史上是没有先例的。尽管农民的生活在田园牧歌的乡村背景中被理想化，但仍具有划时代的意义。乔治·桑在一些小说中采用糅合了土语的朴素法语，具有浓郁的乡土气息。
这一时期，乔治·桑还发表了《他与她》（1859），追忆早年和缪塞的恋情。
晚年的乔治·桑热情好客，她在诺昂的庄园成为当时法国文学界名流的聚会场所。圣勃夫、米什莱、福楼拜、小仲马、巴尔扎克等人经常拜访她。
1876年，乔治·桑在诺昂去世，享年72岁。死后，她被埋葬在诺昂。2004年，曾有人建议将她的遗体移至巴黎的先贤祠。